# フリードリヒ・エンゲルス
フリードリヒ・エンゲルス（ドイツ語: Friedrich Engels、1820年11月28日 - 1895年8月5日）は、 プロイセン王国の社会思想家、政治思想家、ジャーナリスト、実業家、軍事評論家、革命家、国際的な労働運動の指導者。
盟友であるカール・マルクスと協力して科学的社会主義の世界観を構築し、労働者階級の歴史的使命を明らかにした。マルクスを公私にわたり支え、世界の労働運動、革命運動、共産主義運動の発展に指導的な役割を果たした。

## 概要
フリードリヒ・エンゲルスは、1820年にドイツ西部の繊維産業都市バルメン（現在のヴッパータール市の一部）の紡績工場主の息子として生まれ、父の願いでギムナジウム（中高等学校）を退学して生家の仕事を実習した。フリードリヒは成人してもなお学問の志を捨てきれずにいたが、この時期ベルリンで砲兵隊の訓練生として軍に参加することとなり、実家を離れ父の監督から解放される機会が巡った。軍務のかたわらベルリン大学で聴講生として反ヘーゲル派で反動的知識人として知られた教授シェリングの講義を聞き、哲学の世界へと関心を広げていく。やがて急進的な改革や宗教批判で知られた青年ヘーゲル派に傾倒していくようになる。
1842年、イギリスの工業都市マンチェスターで父の商会に赴任する途中ケルンに立ち寄り、22歳の時カール・マルクスと初めて会う。その後、マンチェスターで実業に携わりながら、「国民経済学批判大綱」を発表したほか、アイルランド人女工メアリー・バーンズの協力を得て『イギリスにおける労働者階級の状態』を執筆して名を挙げていくこととなる。1844年に帰国する途上、パリでマルクスに再会する。エンゲルスはケルンでの『ライン新聞』、『独仏年誌』と誌上を飾った「ヘーゲル法哲学批判序説」を、マルクスは古典経済学への批評家としてのエンゲルスを高く評価していた。この再開を契機に二人は急速に親交を深め、『聖家族』を共同で執筆して青年ヘーゲル派の批判を開始していく。これ以降、マルクスとエンゲルスは終生変わらぬ友情と協力関係を築いていくようになる。1845-47年にかけて二人は、ブリュッセルに移って近くに住み、『ドイツ・イデオロギー』を共同執筆してヘーゲルの歴史哲学を変革して、弁証法的唯物論の世界観を構築していった。これ以後、マルクスはエンゲルスの協力を受けて唯物史観の将来的展望を描く社会主義理論の体系化に努めていった。エンゲルスが革命理論の体系を問答形式で記した『共産主義の原理』を改定して、共産主義者同盟の綱領『共産党宣言』をマルクスとともに共同起草した。
1848年、ドイツの三月革命において、エンゲルスは義勇軍に参加して軍事的才能を発揮したが、敗れてロンドンに逃れ、ひと足早く亡命していたマルクスの近くへと亡命していった。1850年、革命の失敗原因を過去の歴史の教訓にもとめた研究『ドイツ農民戦争 (歴史書)』を発表した。エンゲルスは革命への参加のゆえに勘当されていたが、生活難の打開のために父に頭を下げて事業に復帰を果たす。その後マルクスに経済援助を続け、1850年から69年にかけて自らは事業に励んでその研究を助けていく。1864年に英仏の労働者が結束して「国際労働者協会」第一インターナショナルを組織すると、エンゲルスはマルクスが活動に参加して理論的指導をおこない、内部の各派閥を整理統合するよう促した。マルクスは1867年『資本論』を発表、資本主義経済内部で資本がどのように労働を搾取して利潤を作り出すか、経済の運動法則を明らかにした。エンゲルスは実業の世界を引退してロンドンに転居し、マルクスとともに1869年にドイツで結成された社会民主労働者党の指導にあたった。エンゲルスは自然科学の研究にも熱心に取り組んで『自然の弁証法』の準備を進めたほか、1878年には『反デューリング論』を執筆して、マルクス理論の擁護者として理論を誤解するものや逸脱するものに対する批判に力を注いだ。
1883年にマルクスが世を去ると、エンゲルスは「第二ヴァイオリン」から「第一ヴァイオリン」としてロンドンで社会主義運動を指導することを決意を定め、1884年にはマルクスが残したノートをもとに『家族・私有財産・国家の起源』を発表した。そして、未刊のまま残されていた『資本論』第二巻・第三巻の完成、翻訳、刊行に全力を注ぎ、マルクス理論を世に広めていった。1889年には第二インターナショナルの名誉会長に就任、各国の革命家たちが社会主義政党を結成するのを理論面資金面で援助していく。しかし、晩年には喉頭癌を患って、1895年にロンドンで死去、遺灰は遺言によりドーヴァー海峡に散骨された。

## 生涯

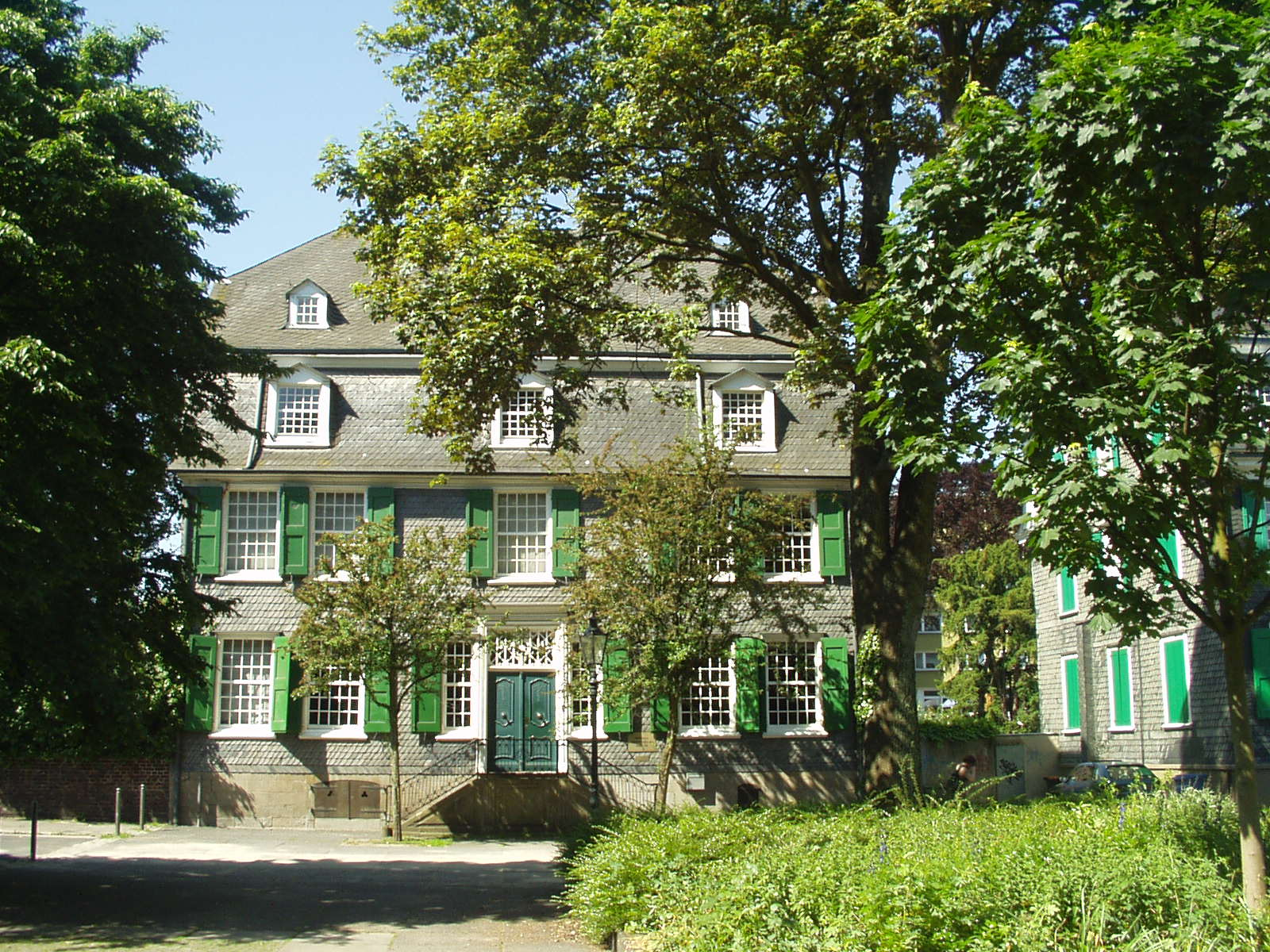
エンゲルスの生家（再建）

### 生い立ち
1820年11月28日、フリードリヒ・エンゲルスは、プロイセン王国ユーリヒ・クレーフェ・ベルク州のバルメンに生まれた。同姓同名の父フリードリヒ・エンゲルス（父）（1796-1860、以下、父と略記）と母エリザベート・フンラツィスカ・マウリーツィア（1797-1873）のもとに生まれ、三人の弟と四人の妹からなる八人兄弟の長男であった。エンゲルスは、信仰心の篤い地域社会と厳格な父に反発を覚えながらも、弟と、特に母と妹に対しては終生愛情を持ち続けた。

#### 出身地と一門
バルメンは18世紀には神聖ローマ帝国のユーリヒ＝クレーフェ＝ベルク連合公国に属した地域で、ナポレオン戦争時にはフランス帝国の属領ベルク公国であったが、ナポレオンの追放後、ウィーン条約に基づきプロイセン領となった。ユーリヒ・クレーフェ・ベルク州からライン州へと編入され統合されていく。現在はヴッパータールと呼ばれ、ノルトライン＝ヴェストファーレン州の州都デュッセルドルフの東に40キロいったヴッパー河畔にある中規模の都市である。川を隔ててエルバーフェルトと相対している。
バルメンは18世紀にはすでに紡績業で繁栄した工場町でヴッパー川に面して半円形の都市を形成し、1810年には1万6000人だった人口はエンゲルスの青年期である1840年には4万人になっていた。町の人口構成は染色職人が1100人、紡績工が2000人、織工が1万2500人、リボン織工が1万6000人で大多数が小さな工房で働く職人たちであった。この町は「ドイツのマンチェスター」と呼ばれ、バルメン製の織物はイギリス、アメリカ、西インドなど世界各地で有名であった。エンゲルス少年はこうした職人たちと近しい環境の中で成長し、階級的な思考に固着しない自由な思想と性格を形成していく。
エンゲルス家は16世紀末に一門の起源が見出される。
18世紀半ば、ヨハン・カスパー・エンゲルス1世（1715-1787）は元はライン地方の農民であったが、わずかな銀貨を携えてベルク地方に移住した。移住先に選んだ町は繊維業で栄えていたバルメンであった。ヨハンは繊維業に転身し、麻布の漂白を生業とし、やがて漂白場を備えた紡績工場を有する企業「カスパー・エンゲルス・ウント・ゾーネ商会」の経営を手掛けるようになる。同社は企業の利潤追求だけでなく社会貢献に関しても意欲的な企業であった。従業員に住宅・菜園・学校を提供し、食糧不足に備えて組合を整備した。
エンゲルス家はバルメンを代表する名士の一人となっていき、2代目ヨハン・カスパー・エンゲルス2世は、1808年、市会議員に任命された他、バルメンの福音主義教会の設立者の一人となっている。しかし、3代目継承の際に一族内で紛争が起こり、くじ引きによる決裁でエンゲルスの父フリードリヒは継承から外れてしまう。だが、父フリードリヒは二人のオランダ人ゴッドフリートとペーター・エルメンとともに紡績企業「エルメン＆エンゲルス商会」を設立し、共同経営することになる。麻布の漂白から紡績へと事業を拡大させ、マンチェスターへと進出、縫糸工場を建設して海外市場に打って出ることになる。

#### 学校教育期間と萌芽
エンゲルスは裕福な家庭なので当時は家庭教師による教育で十分なのだが、中等教育を当初は地元のシュタットシューレ（商業高校）で受けた。しかし、商業高校では知的好奇心を満足させることはできず、1834年、14歳からはエルバーフェルトのギムナジウム（普通科高校）に転校することになる。
少年期のエンゲルスは、学問が優秀でありながら、書斎に引きこもることを好まない、活発で社交的で好奇心旺盛であった。語学に長けており成績は優秀で、勉学だけでなく、音楽や美術、スポーツなどにも才を発揮し、絵もうまく漫画を描いたりもしていた。地理歴史科の教員ヨハン・クリストフ・クラウゼン先生のもとでドイツの古典文学の教育を受け、中世の騎士物語「射手ウィリアム・テル」や「十字軍の戦う騎士ブイヨン」、そして『ニーベルンゲンの歌』に親しんだ。ロマン主義的な文学運動に感化されており、将来大学では法律を勉強して公務員になるか、文学を学んで詩人になりたいと考えていた。
しかし、息子のそうした文学への傾倒を父フリードリヒは許さなかった。バルメンはプロテスタントの信仰が強い地域で禁欲、勤勉、実直、敬虔さが重んじられる町であった。商人は天職たる仕事に人生を捧げ、神に従い誉れある信仰生活を全うすることを人生の目標としていた。父は息子を実業の世界に進ませたいと考えていた上、保守的な敬虔主義を信条としていたため、青春の夢や理想を謳歌する息子に理解を示すどころか、1837年に学校を退学させてしまう。

### 青年期と批判精神

#### ブレーメン時代

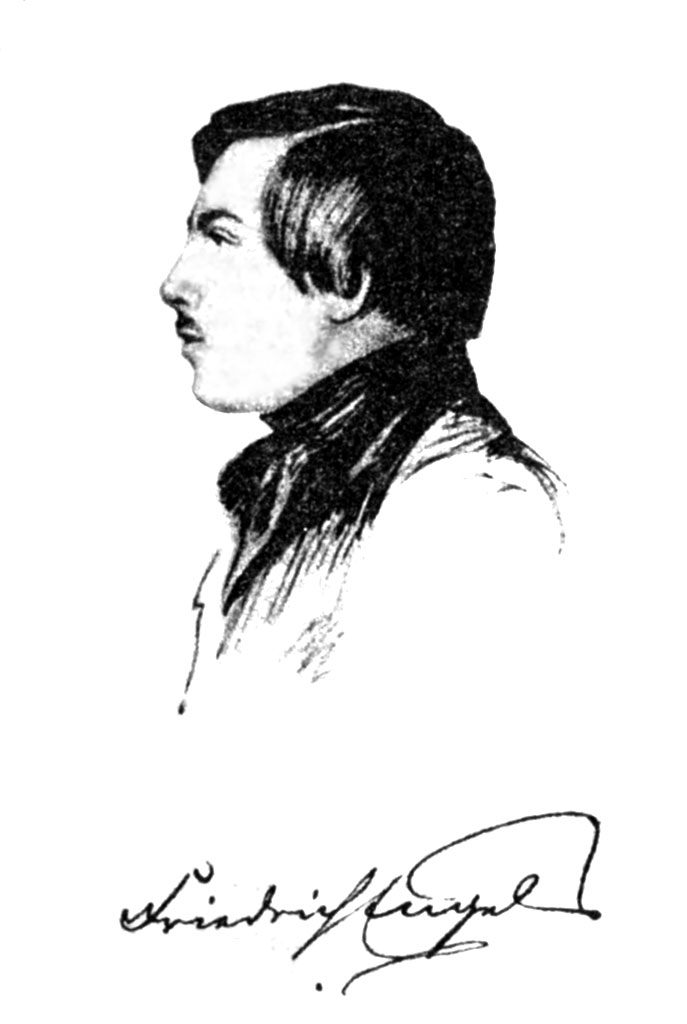
エンゲルス19歳の自画像

父の反対からエルバーフェルトのギムナジウムを中退したエンゲルスは、17歳から家の仕事を手伝うようになる。麻や綿の素材の性質や漂白と染色、そして、紡績や織機に関する知識を教え込まれた。1838年には絹の販売と生糸の調達の現場を見るため、父とマンチェスターに出張に赴いて商売のスキルを叩き込まれていった。また、貿易港ブレーメンのロイボルド商会でも見習い事務員として働き、輸出入や関税、為替など外国貿易に関わる諸々の業務を習得した。この出張の経験で獲得した貿易や商業に関する知識は国際的視野を広げる有意義な機会になった。
しかし、父親の監督のない状況ではエンゲルスは模範的な見習い実業家ではなかった。退屈な事務処理にすっかり飽きてしまい、職場にビールを持ち込んで怠け、二階でハンモックに揺られながら葉巻を吸って自堕落に過ごした。そして、外出してはブレーメンのリベラルな環境で父に禁じられた青春を楽しむようになる。詩に対する関心をさらに深めたほか、フェンシングや水泳などの趣味の楽しみを満喫し、女性を目当てにダンスやコンサートなど社交を楽しむようになった。エンゲルスは感じのよい好青年となっており、若い女性は格好のターゲットであった。
エンゲルスはブレーメン時代から口髭を生やし始めている。髭はエンゲルスの反抗心の表れであった。
1810年代、神聖ローマ帝国を復活させただけの名目的国家連合体ドイツ連邦に反発し、 統一ドイツを希求するナショナリズム運動が盛んであった。1819年、ウィーン体制を主導したオーストリア帝国宰相のメッテルニヒは、ナショナリスト学生によるコッツェブー刺殺事件を受けてカールスバート決議を採択し、学生組合ブルシェンシャフトを解散させ、急進的な青年運動を封じ込めようとした。プロイセン王国もこの決議に賛同し、反動的な言論統制を布いていた。エンゲルスの青年時代、1840年代にもこの反動体制が存在しており、文章に対する検閲だけにとどまらず、服装や記章といった要素まで取り締まりの対象となっていた。口髭は愛国的共和主義の表象であった。バイエルン王国では口髭が違法とされていたという。
エンゲルスの口髭は彼の政治信条が明確となってきたことを意味している。保守主義への強烈な反感である。
1821年ギリシャ独立戦争が勃発し、ギリシア人はオスマン帝国からの支配から脱却する。また、1830年にはフランスで七月革命が、その余波を受けてベルギー独立革命が発生した。1831年、マッツィーニはオーストリア支配からのイタリアの解放を目指して青年イタリアという急進的な革命派集団を組織した。革命の志はヨーロッパ各地に木霊し、様々なタイプの急進主義的な青年組織の結成を促していく。ドイツにも青年ドイツという共和主義的で反体制的な文化運動が誕生し、ウィーン体制の反動主義の中に自由と進歩と革命の精神を種を播いたルートヴィッヒ・ベルネ、ハインリヒ・ハイネ、カール・グツコーといった若き新星の文化人が現れ出た。彼らにとってはゲーテであってもドイツの旧体制的産物でしかなかった。青年ドイツにとっての共通目標は、憲法を制定して国民の政治参加の扉を開き、農奴やユダヤ人を解放し、宗教的強制を排して世襲的貴族制度を根絶することにあった。
エンゲルスは、青年イングランドのシェリーの『マブ女王』(英語: Queen Mab)やヒューマニズムと自由について謳った詩歌を好んだ。とりわけ、影響を受けたのはカール・グツコーである。彼は『懐疑するヴァリー』(ドイツ語: Wally die Zweiflerin)という批判小説を世に送り出した。女ヴァリーの奔放さ、性の解放、宗教批判を含んだこの小説は、ビーダーマイヤー的な暮らし（ブルジョア的な中流市民生活）を軽侮して世に一大センセーショナルを巻き起こし、グツコーは投獄された。こうした文化的潮流に刺激を受けてエンゲルスはロマン主義に混在していた中世懐古を次第に嫌悪し、青年ドイツが封建主義を拒絶したことに共感を抱くようになった。
エンゲルスは、厳格な家庭環境と父親に自分の人生を決められたことに日ごろ憤慨していた。1839年、『ニーベルンゲンの歌』に登場する英雄ジークフリードとその父ジークムントの葛藤を描く叙事詩的戯曲を執筆している。この作品はまさにエンゲルス家における親子の職業選択をめぐる確執を作品化したものであった。これに続き、エンゲルスは『ベドウィン』という詩をブレーメンの新聞に投稿した。この作品は東洋の古き異国情緒をロマンチックに描き、産業社会への移行とその悲哀を対比的に表現する詩であり、エンゲルス初の活字化された作品であった。この頃のエンゲルスは「フリードリヒ・オズヴァルド」というペンネームで活動し、グツコーが発行者となった雑誌『テレグラフ』(ドイツ語: Telegraph für Deutschland)に寄稿して自己表現を楽しんだ。『テレグラフ』はプロイセン王国の言論統制に対して批判精神の発露を巧みに盛り込んだ文芸活動を通じて主張を図った。若きエンゲルスはこのような文化的環境で自己形成を促し、やがて愛国的共和主義の信徒にして急進的社会批判の信奉者となっていた。

#### 『ヴッパータールたより』

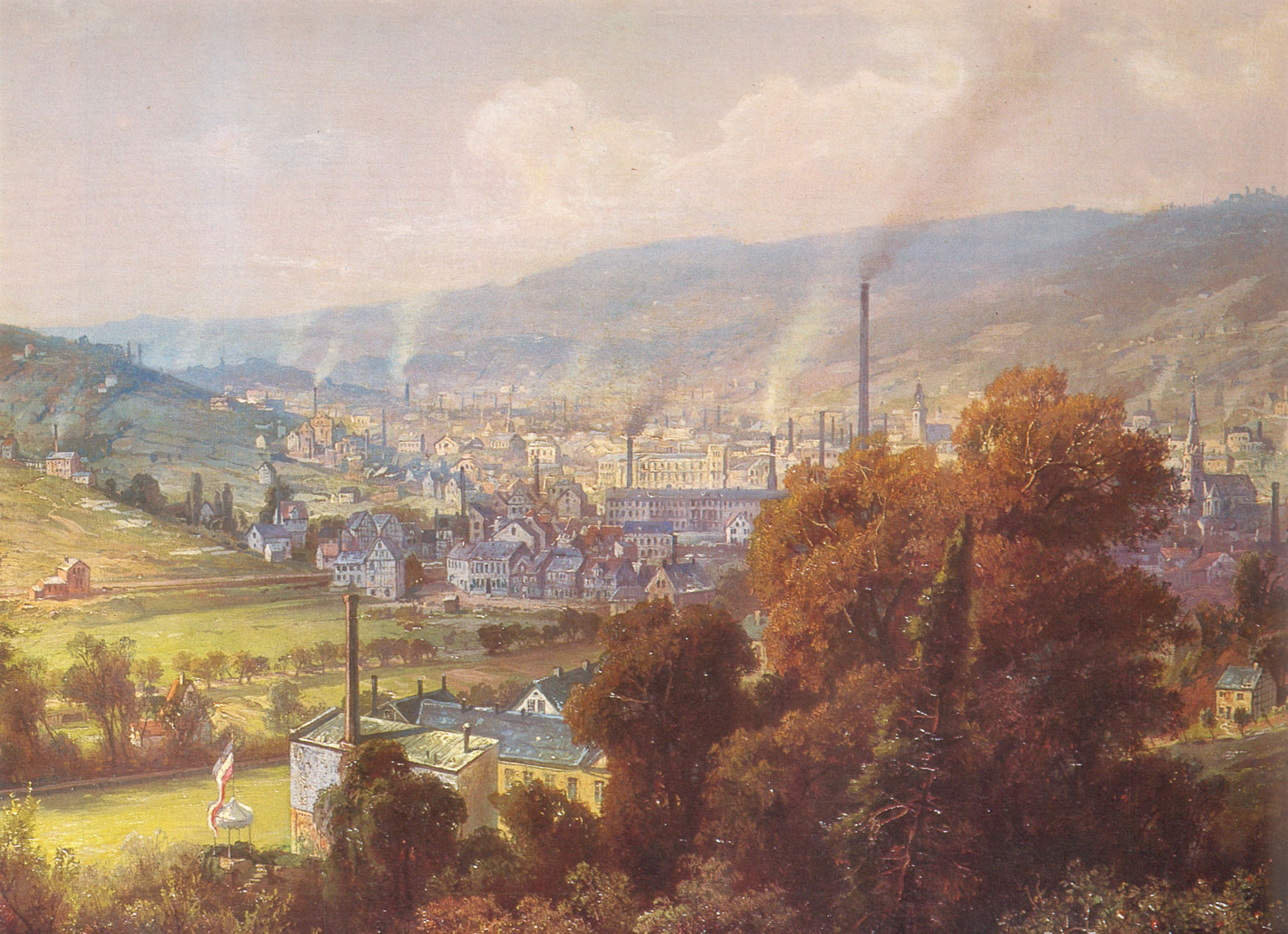
1870年のヴッパータールの様子

1830年代、フランスやベルギーなどヨーロッパ各国は産業革命への道筋を歩み始め、その余波はドイツ西部の産業地域ヴッパータール（バルメン・エルバーフェルト）にも及び始めていた。ライン地方とルール地方の伝統的な繊維産業は、家内工房での職人たちの手織による製品によって支えられていたのだが、英国の進んだ繊維産業が工場で機械生産した大量の製品の輸出との国際競合に晒されるようになり、大陸市場から次第に駆逐されて衰退への道を辿りはじめていた。
また、1833年にようやくプロイセン王国 の主導でドイツ関税同盟が発足してドイツ国内の市場統合が開始した。市場統合はヴッパタールに不利に働いた。ザクセンやシレジアといったドイツ東部の産業との競争が始まり、国際市場と国内市場の二正面競争の中で疲弊していく。この頃、ヴッパータールはフランスへの織物の輸出が堅調であったことからその衰退傾向は緩慢なものに留まっていたが、繊維産業は確実に先細りへと向かっていた。地域経済のこうした逆境はエンゲルス家による温情的家父長主義（パターナリズム）の家風にも影響を与え、職人たちとの社会的経済的絆は揺らぎ始めた。
ドイツに産業革命とそれに伴う階級分化が顕在化していった。技術革新によって機械化が進行して熟練の崩壊が始まり、ギルドが解散されて職人たちの労働条件が悪化、人材育成のための徒弟制度が機能不全に陥り、賃金体系が安定を失い動揺していった。産業革命による社会経済的変化は、独立した職人層を解体して不安定な非正規雇用を転々とする労働者階級（プロレタリアート）の形成を促し、ヴッパータールには貧困者が溢れるようになる。失業中、非正規雇用の貧困者が各地の都市に押し寄せ、ケルンでは人口の20～30％が救貧を受けていたと言われている。
これまで文学に夢を見ていた青年エンゲルスは、社会の現実を描いたルポタージュ作品を世に送り出すことになった。それが1839年に世に出たエンゲルス初の本格的作品『ヴッパータールたより』だった。
エンゲルスは、染料の廃液によって汚染され紅に染まった河川と閉塞的な環境で暮らす人々の姿を見つめて心を痛め、冒頭から廃液と排煙による汚染や健康被害を指摘し、環境破壊に比例して深刻化する人心の荒廃、文化の形骸化といった問題を指摘していった。ヴッパータールの変わり映えしない町並みと古色蒼然とした風土を批判し、厳格な宗教信条に凝り固まり、陰鬱な雰囲気を呈する町の雰囲気が社会環境の悪化を招いていると断じた。工場を経営する紳士たち（ブルジョアジー）は、安価な人員として児童を労働者として使役して彼らの堕落を促しながら困窮する労働者（プロレタリアート）の暮らしぶりを卑しむ一方、自分たちは毎週の教会通いによって敬虔さを誇示して、俗物的で上辺だけの暮らしぶりを享受していた。エンゲルスは労働者の窮状を克明に描写して社会矛盾の深刻さを伝え、ヴッパータールの人々が理性と科学が新時代の扉を開く近代の潮流に逆行して聖書かアルコールにのみ救いを求め、酒浸りの日々を酩酊と牧師の説教が流布した迷信の中を生きていると警鐘を鳴らした。矛盾だらけの社会に批判を加えて、社会のあるべき理想像を提示するという課題を浮かび上がらせていった。『ヴッパータールたより』はエンゲルスの思想形成のスタート地点となった。

### ベルリン時代

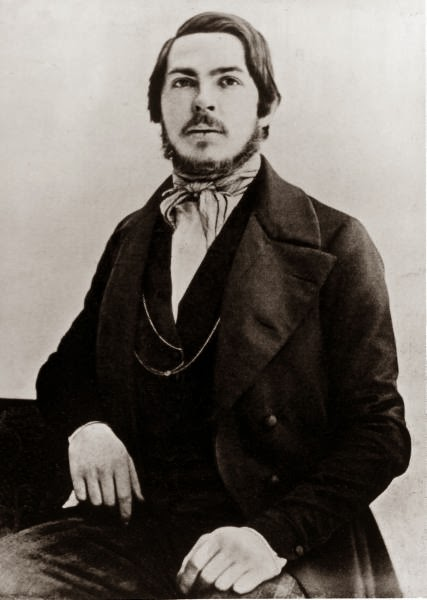
若き日のエンゲルス（1840年）

#### ヘーゲル哲学との出会い
エンゲルスはヴッパータールの人々に見られる偽善的な敬虔主義を強く嫌悪した。
エンゲルスはキリスト教に関する文献を読み漁り、その中で特に1834年に刊行されたダーフィト・シュトラウス（1807-1874年）の『イエスの生涯：その批判的検証』という書に強く刺激を受けた。この著作は聖書の真実性とイエスの奇跡ストーリーを否定し、聖書を当時の文化的背景で書かれた文書であって、そこで描かれたイエスは歴史的に捉え直されなければならないと訴えるものであった。エンゲルスはこの書物に触発されて、青年ヘーゲル派（ヘーゲル左派とも）の思想に関心を持つとともに、キリスト教に対する信仰を捨てる決意をした。やがて、エンゲルスは「哲学と批判的神学とで忙しい」無神論者になっていった。
また、ドイツ観念論を代表する哲学者ヘーゲルの文献のなかで、ヘーゲル没後に刊行された『歴史哲学講義』（ドイツ語: Vorlesungen über die Philosophie der Geschichte）を読み込み、歴史を動かす原動力に対して関心を抱くようになる。ヘーゲルの歴史観は、人間の精神を歴史の原動力と位置付け、歴史を精神が自由を獲得しようと闘争していく過程であると見た。エンゲルスは多年に及ぶ思想形成を経て、ヘーゲルの観念的な歴史哲学の批判者となっていった。青年ドイツ、シュトラウス、ヘーゲル哲学、そしてドイツの産業革命がエンゲルスを文学青年から急進主義の若き思想家へと成長させていった。
1841年3月、エンゲルスは二年半に及ぶブレーメンでの修行生活を終えて故郷に戻ったが、既にバルメンでの生活に嫌気が差していた。読書にまい進する生活に没頭していたちょうどこの時期、軍から招集がかかり兵役に就くよう求められる。兵役免除の願いを聞き入れられず軍に入隊することが決まり、地元を離れることになった。エンゲルスはベルリン近衛砲兵旅団第12中隊に配属となり砲術を学んでいたが、すぐに訓練や砲弾の弾道計算に飽きていった。地元を離れ厳格な父の監督から解放されたことで元々好きだった文学や哲学の研究にますます没頭してしまい、九か月で昇進するのが普通のところを仮病を使って訓練をサボって、大学の講義に出席したり読書室に入り浸っていたり町に繰り出して飲み歩いていため、結局退役時に形式的な表彰を受けたものの昇進はできなかった。軍務を抜け出してはベルリン大学で聴講し、反動的な考えに挑戦するべく独習を重ね、エンゲルス自身は自分の思想形成に集中していたと語っている。エンゲルスのベルリン暮らしはバルメンには無い新思潮の文化に接することができる刺激的なものであった。とりわけ熱中していたのはヘーゲル哲学であった。裕福な家庭出身の志願兵だったため兵舎に入らず、スパニエル種の犬を飼って兵舎近くのドロテーエン街のアパートで下宿生活をしていた。
ベルリンはプロイセン王国の首都であり、19世紀初頭のプロイセンは宰相シュタイン（任1807-1808年）とハルデンベルク（任1810-1822年）による自由主義的なプロイセン改革を試みるなど一時は開明的な近代化政策を模索していたが、改革が一定の成果を上げると一転、1840年には王権神授説を信奉するフリードリヒ・ヴィルヘルム4世が即位して反動的な権威主義へと逆行していた。
新王は憲法制定や議会開設による王権の制限を嫌悪しており、プロイセン王国の反動は国家が信奉するイデオロギーにも表れていた。ベルリン大学には進歩的なヘーゲル学派が形成されていたが、政府の方針によりヘーゲルのかつての友人であり当時は論敵となっていたフリードリヒ・シェリングがベルリン大学の教授となっていた。シェリングの講義では宗教的で直感的な啓示の観点から超越的な神の絶対性とその実在性が論じられ、汎論理主義（ヘーゲル自身は違っていたが無神論と同義）的と見なされたヘーゲル哲学への批判が盛んに論じられていた。エンゲルスはヘーゲル哲学の真価を見出すべく、シェリングの講義を熱心に聴講していた。教室にはブルクハルト、キェルケゴール、バクーニンといった後に思想界を主導した青年たちが集っていた。エンゲルスはヘーゲル哲学に立ちながら社会の変革を目指す青年ヘーゲル派に加わるようになる。

#### 青年ヘーゲル派と新思潮

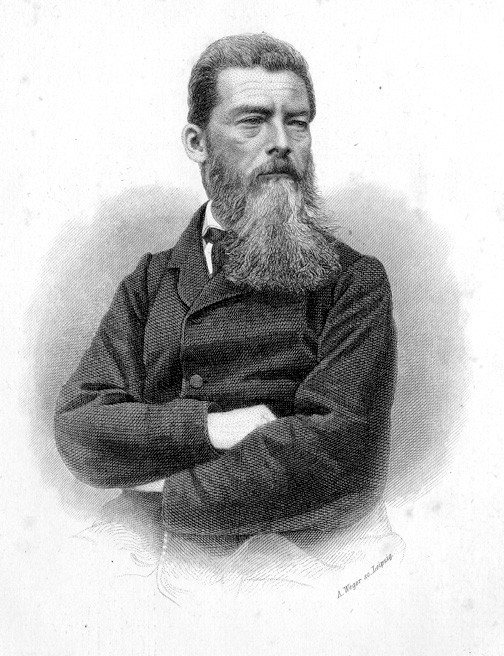
青年ヘーゲル派の巨匠ルートヴィヒ・フォイエルバッハ

青年ヘーゲル派の学生たちの精神的支柱であったヘーゲルは、19世紀初頭期のプロイセン王国の国家改革に自由の理念が実現される姿を見出してベルリン大学の教授に就任し、生前はプロイセンの国家擁護者となっていた。しかし、1831年にヘーゲルが世を去った後、時代は大きく変わっていた。1840年代のプロイセン王国は産業の発達と産業革命期の社会変動に直面しながらも、憲法も議会もなく近代化は遅れており、依然として封建的な君公国としての性格を留めていた。
青年ヘーゲル派の学生たちは、自由と秩序を重んじるヘーゲルの思想から進歩的な側面に刺激を受け、プロイセン王国の反動を強く非難するとともに、更なる改革を通じて自由の理念がより一層実現されるよう訴えていた。彼らの格好の批判対象は神学であった。1842年、エンゲルスは「シェリングと啓示」（ドイツ語: Schelling und die Offenbarung- Kritik des neuesten Reaktionsversuchs gegen die freie Philosophie,1842）という論文を匿名で公表し、キリスト教の神聖性を批判してキリスト教のあらゆる側面が理性による批判を受けるべきだと檄を飛ばした。
シュトラウスの批判的な聖書学は、ブルーノ・バウアー（1809-1882年）による哲学的な批判によってさらなる一歩を踏み出す。
ボン大学の私講師であったブルーノ・バウアーはシュトラウスよりも急進的な無神論者で、神を虚構とする立場から宗教を神話的な創作物として見ていた。『ヨハネによる福音書の史的批判』(ドイツ語: Kritik der evangelischen Geschichte des Johannes, 1840)において、バウアーは無神論的立場をヘーゲル哲学の「疎外」という概念によって用いることでより洗練された宗教社会学的な見解として打ち出すことになる。この見解はフォイエルバッハ（1804-1872年）へと継承され、「神が人間をつくったのではなく、人間が神を自らに似せて作ったのだ」とする投影理論として理論化されて発展を遂げていく。
1841年、フォイエルバッハは『キリスト教の本質』(ドイツ語: Das Wesen des Christentums, Leipzig 1841)を世に送り出す。人間は自らの本質を自分の外に表出させて、理想化した自画像を神として打ち立てて崇拝をはじめ、やがて宗教組織や教義に服従することによって人間の自己疎外が制度化される、こうした疎外の過程が宗教だと指摘した。フォイエルバッハはバウアーの疎外論を利用して唯物論から宗教の本質を論じ、それが人間性の自己疎外であったことを解明した。観念論から唯物論、神学から人間学への移行によって学問体系を転換することを訴えた。

#### マルクスとの出会い

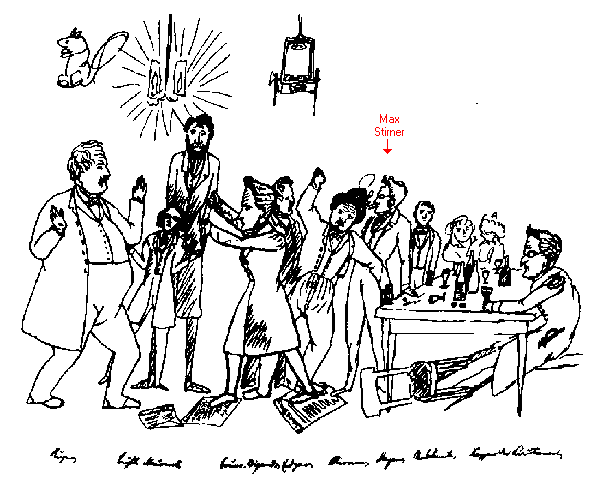
エンゲルスによる風刺画。青年ヘーゲル派の人物が描かれている。

1842年、エンゲルスはベルリン暮らしを満喫していた。愛犬に「ナーメンローザ」（名無しという意）という名をつけ、昼は大学の講義、夕べには帰宅して犬の散歩がてらに町を歩き、酒場で夕飯を食べる暮らしをしていた。青年ヘーゲル派の知識人たち、ブルーノ・バウアー、弟エトガー・バウアー、そしてマックス・シュティルナーらと交流を重ね、エンゲルスはこれらの知識人の一派として認知されるようになった。しかし、青年ヘーゲル派の知識人たちは中産階級的なライフスタイルへの反感から自由人を指す「フライエン」を称して犬儒的な快楽主義者を気取る素行不良なものも多かった。エンゲルスも危険思想に傾倒している青年として周囲から、そして両親からも心配されていた。
1842年はエンゲルスにとって重要な年となった。この年の11月、後にエンゲルスの「第一バイオリン」となるカール・マルクスと出会うのである。きっかけはこの時期、エンゲルスが初期の社会主義者モーゼス・ヘス（1812-1875年）やローレンツ・シュタイン（1815-1890年）の活動に刺激を受けたことにある。

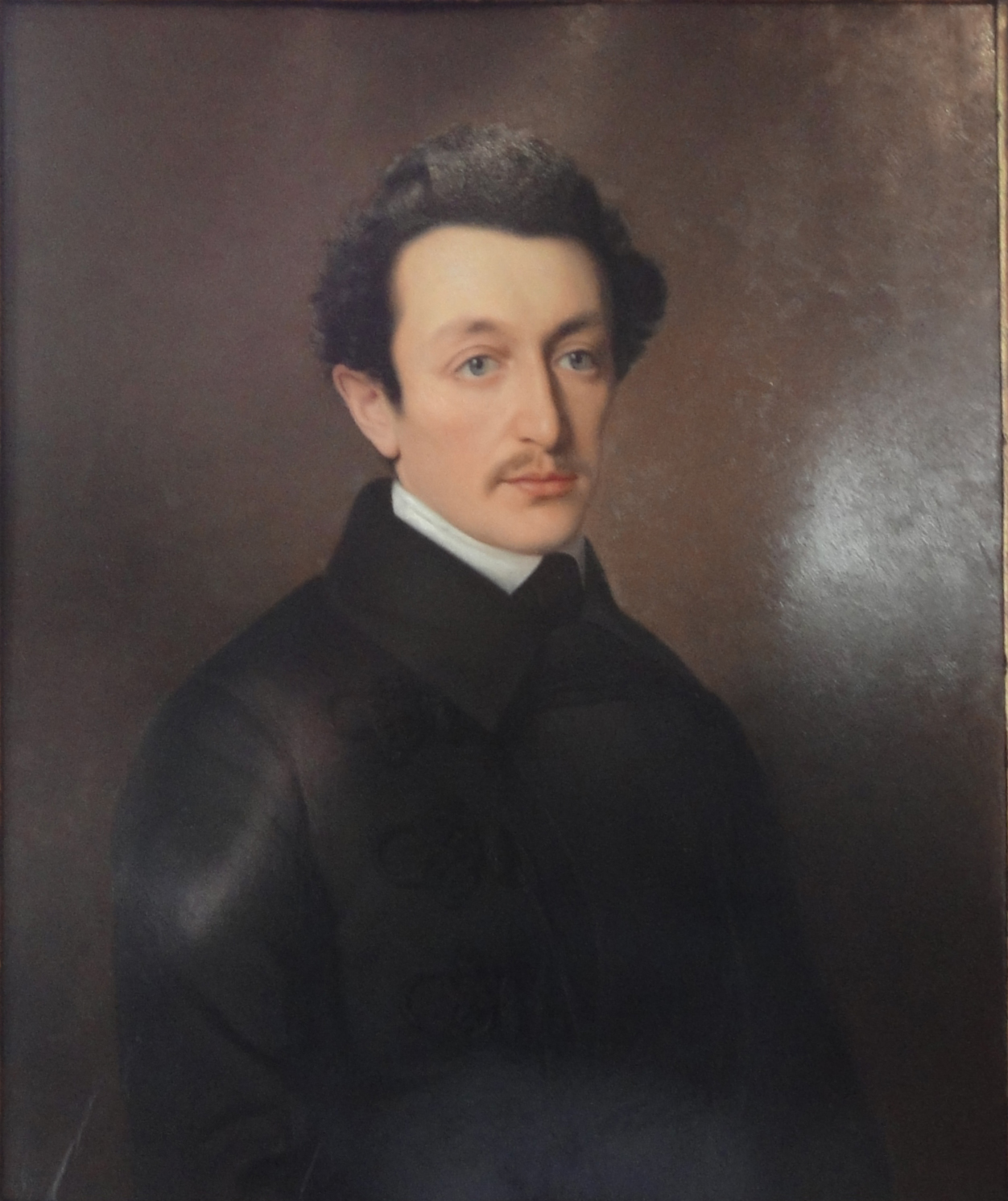
1846年のモーゼス・ヘス

モーゼス・ヘスはボンでユダヤ系の製糖業者の家に生まれた人物で、エンゲルスと同様、父親の家業を継ぐことや厳格な宗教伝統への嫌悪感から無神論者となり、宗教に代わる思想としてフランスのサン・シモンの思想やブランキの革命運動論に影響を受けた。1837年には『神聖な人類史』において貧困層と富裕なブルジョアとの社会的格差を前に、バブーフが提唱した財産共有に基づく共産社会が道徳的に望ましい社会であると早くも訴えた。1840年代に入ると、フォイエルバッハの唯物主義的ヒューマニズムをバブーフが説く平等主義と結びつけた社会主義思想を模索した。また、ヘスはヘーゲル哲学を分析や批判の道具から行動と変革の実践的理論へと変換させようと試みたポーランド人のチェフコースキの著作『歴史知識体系序文』により青年ヘーゲル派の思想に刺激を受け、社会主義と革命思想とを結合させた。資本主義内部の社会矛盾を革命に転化させることを論じ、工業化の進んだブリテンで社会主義革命が起こることを感じた最初の人物であり、マルクスとエンゲルスの思想形成に大きな影響を与えた。
エンゲルスはドイツ社会主義の先駆者であるヘスのマルクスに対する賛辞から将来有望な青年思想家の存在を知り、ベルリンからの帰郷の途上ヘスが創刊した『ライン新聞』の事務所に立ち寄り、そこでマルクスと初めて面会した。このときの出会いはマルクスの誤解もあって、実に素気ないものであった。
この頃、マルクスは穏健な改革主義者として『ライン新聞』(ドイツ語: Rheinische Zeitung)の編集長として活動しており、自分の思想と行動が品性に欠く青年ヘーゲル派の知識人たちの活動と同一視されて哲学とジャーナリズムに対する偏見が強まり、政府の監視と検閲で仕事ができなくなることを警戒していた。そのため、当初のところ後に盟友となるエンゲルスに対しても警戒感を抱いていたのである。また、マルクスは嫉妬心の強い性格で、二歳年下のエンゲルスが文壇で活躍していることに妬んでいた。しかし、マルクスとの交信はその後も続き、後の深い友情と信頼の基礎を築いていく。
エンゲルスは一年の兵役期間を終えて、ベルリンを離れることとなる。父フリードリヒは息子の急進的な思想に危機感を感じ、再び家業を任せて現実的で堅実な生き方ができるよう、「エルメン＆エンゲルス商会」のソルフォード支社を管理する立場に据えることにした。エンゲルスはマンチェスターに発つことになった。

### マンチェスター時代

#### 『イギリスにおける労働者階級の状態』

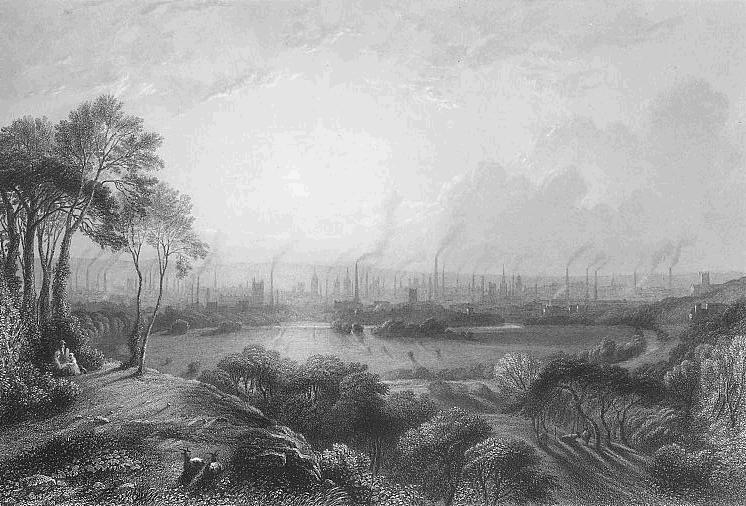
1840年代のマンチェスター遠景

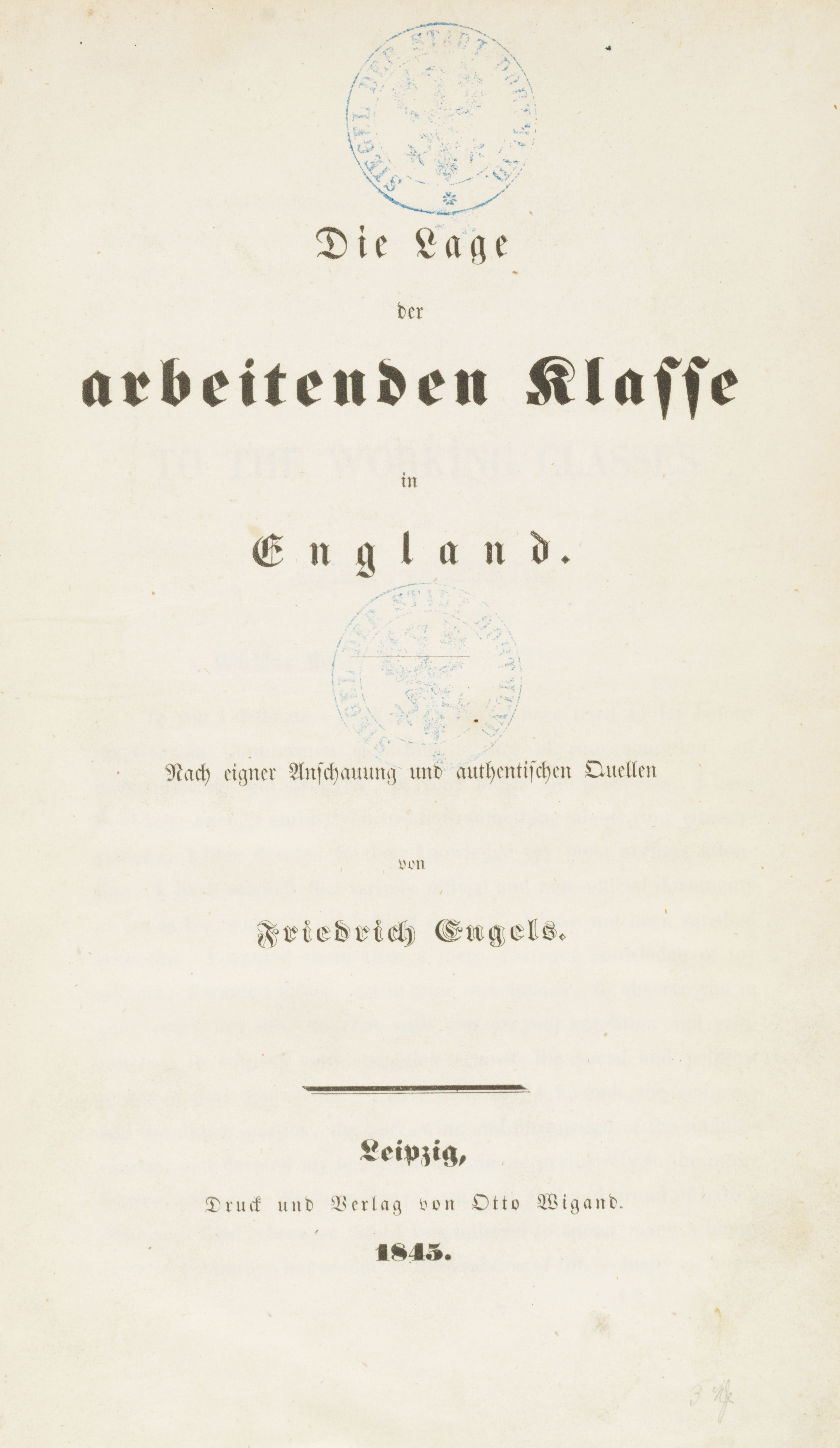
『イギリスにおける労働者階級の状態』の扉

1842年11月下旬、父はマンチェスター西部ソルフォードに立地する「エルメン＆エンゲルス商会」の紡績工場「ヴィクトリア工場」で経営に従事させるため、彼をマンチェスターに送った。マンチェスターはイングランド北部を代表する当時人口40万人の工業都市であり、多数の世界的な紡績工場と市場、証券取引所を抱え、「コットンポリス」と称された。エンゲルスは以降20カ月、紡績工場で400名の労働者と共に働き、産業革命をいち早く遂げたブリテン資本主義による搾取の最前線で共産主義的理想との矛盾した立場に置かれる。しかし、エンゲルスは持ち前の行動的な姿勢を通じてこの問題と向き合おうと努める。すなわち、労働者との交流と彼らの貧困に関するフィールドワークである。
エンゲルスは『イギリスにおける労働者階級の状態』(ドイツ語: Die Lage der arbeitenden Klasse in England,1845) 序文で、このときの調査を「圧制者の社会的・政治的権力に対する労働者の闘争をこの目で見たい」という考えのもと、「中間階級の会合や宴会、ポートワイン、シャンパンを断念して、自由な時間をほとんどすべて普通の労働者との交際に費やして」、労働者を「諸君の住宅にたずね、日常生活を観察し、生活条件や苦悩について語りあい」、「本当の生活を知り」、「抑圧され中傷されている階級を公平に扱う機会を得る」とともに「中間階級の残忍さを知った」と語った。

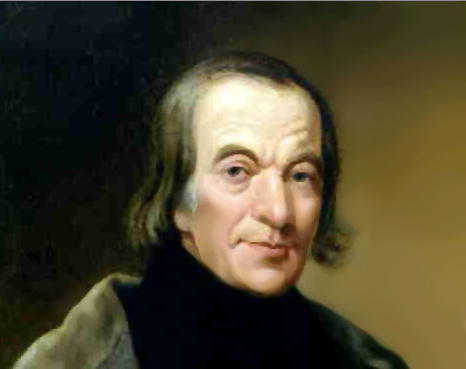
1845年のロバート・オウエン

チャーティスト暴動

まず、労働者との交友を見てみよう。このとき、エンゲルスは工業化の進展とともに悪化した労働者の生活状況の描写に力を注いだ。案内役としてブラッドフォードで事務員をしていた亡命共産主義者ゲオログ・ヴェートルがエンゲルスと同行していた。この時期のエンゲルスはメアリー・バーンズという愛人をつくっている。彼女はアイルランド系の紡績女工で教育は無かったが、エンゲルスを不衛生で危険が伴う貧しきアイルランド移民の世界へと招待する役割を果たしている。そこで彼は、「イングランドのプロレタリアートと、その努力、苦しみと悲しみを知る」べくスラム街へと足を運んで都市貧民の生活に入り込んで取材と調査を進め、都市の広範囲に拡がった貧困に衝撃を受けて労働者の状態を伝える詳細な報告を執筆した。
また、労働者は社会環境の悪化に抵抗すべく自衛のために活発な社会運動を発展させたが、エンゲルスはマンチェスターで初めて革命的プロレタリアートの運動を目の当たりにして強い刺激を受けた。それがロバート・オウエンによる社会主義運動（空想的社会主義）と『人民憲章』を旗印に普通選挙権獲得を目指し民主化運動を展開していたチャーティスト運動であった。
オウエンは、産業の発達を真に担ったのは労働者であり、その労働者が貧しいのは資本家が搾取するためである、従って、労働者救済のために強固な組合組織と教育活動による社会の改良が必要であると考えていた。こうした考えは協同組合運動への労働者の結集へとつながっていく。
一方、チャーティストも民主主義の実現によって労働者を解放し、労働者を基盤にした人民の政府によって資本主義の諸矛盾の解決策を模索するという展望を持って、労働者を民主化運動のもとに集結させようとしていた。両派は競合関係にあったが、チャーティスト運動が次第に優勢になっていった。エンゲルスはオウエン派の共産村集落に出かけたり、社会主義を信奉する多くの人々が交流会を楽しんでいたオウエン科学館を訪問し、合唱会や催眠術の披露といった催しものにも参加した。エンゲルスは各地で運動を展開するチャーティストやオウエン主義者の集会に参加し、チャーティスト有力誌『ノーザン・スター』（英語: Northern Star）やオウエン派新聞『ニュー・モラル・ワールド』（英語: New Moral World）の熱心な購読者となってイギリス社会主義の情勢を研究するようになる。マンチェスターの地を踏んだ1842年はチャーティスト運動の全盛期に当たり、彼の到着の半年前、プレストンにて点火栓抜き暴動という大規模な騒擾が発生し、警察と群衆の衝突も発生していた。ブリテン産業界は混乱状態に陥るが、体制による弾圧政策によって工場操業の危機を脱した。このときエンゲルスが属す「エルメン&エンゲルス商会」は騒擾を鎮圧した警察に感謝の意を表す広告を新聞に掲示するなど体制側の対応を歓迎した。こうした事情からチャーティストによる騒擾は工場経営に影響する現実的な危機として考えられており、エンゲルス個人にとっても時代の潮流に無関心ではいられなかったのである。
危機的状況に置かれていた1843年秋、エンゲルスはリーズの『ノーザン・スター』事務所に赴き、チャーティスト運動の急進的活動家であったジョージ・ジュリアン・ハーニーと出会っている。エンゲルスはハーニーの議会主義的傾向に反発し、たびたび衝突しながらも若き頃の革命の同志として半世紀近く親密な関係を築いていく。ハーニー等チャーティストはウェストミンスター議会が「人民憲章」を採択して民主主義を実現することがブリテン社会に根差した階級支配の病根を治療する最善策であり、人民の革命によって国家という盗賊を懲罰せねばならないとして考えていた。
しかし、エンゲルスは資本主義社会に内在する矛盾を解消するということは民主主義によって実現する問題ではないと見た。これについてはトーマス・カーライルなど著名な文学者たちの批判的な意見に刺激を受けるところが大きかった。カーライルはブリテンの社会病理は資本主義という経済的構造にその病根があると見ており、政治的変革では根治しえないと考えていた。エンゲルスはカーライルの社会観を引き継ぎ、資本主義という社会病理の研究のために、まずその社会的実態の把握に注力した。資本主義の矛盾点を描写し、人間を回復する道筋を資本主義社会の現実を研究する方向に求めていったのである。彼は週末になるとマンチェスターを離れてリヴァプールやロンドンに出かけ、労働者の状況を示した統計調査や議会資料、工場監督官や医師の報告書などの資料調査をおこない、科学的手順に基づき綿密な研究を実施した。社会の避けがたい現実の側面であった都市の貧困に関する研究は、エンゲルスに様々な知見をもたらした。そして、「財産とは盗みである」と指摘したプルードンの思想に触れて、資本主義の病理である貧困の根底には私有財産の制度が存在することを発見していく。
この報告は、後に1845年に『イギリスにおける労働者階級の状態』として出版され、カール・マルクスや後継者のウラジーミル・レーニンによって労働者階級に関する歴史的な文献として極めて高い評価を与えられることとなった。エンゲルスはすでにこの頃より、持ち前の好奇心と行動力によって活発な取材を展開し、ジャーナリストとしての才を示している。

#### 共産主義に向かって
1843年10月、マルクスと妊娠中の妻イェニー・マルクスがパリに到着した。この転居には事情があった。ロシアのツアーリニコライ1世がヘスとマルクスが主宰する『ライン新聞』にあって、ロシアを批判する記事を目にして不快感を表明し、同盟国プロイセンに圧力をかけて、新聞の発行許可を取り消すように要望したのである。これにより『ライン新聞』は廃刊に追い込まれ、マルクスは失職してしまう。しかし、この後幸運にもアーノルド・ルーゲから新しい新聞の立ち上げの話を持ちかけられ、マルクスはこれを承諾した。新新聞の発行地はドイツ人亡命者が多いフランスの首都パリに定められ、これを受けてマルクスもパリに移ることとなった。1844年2月、エンゲルスはマルクスによって編集・出版された『独仏年誌』(ドイツ語: Deutsch–Französische Jahrbücher) という雑誌が創刊される。マルクスは、「ユダヤ人問題によせて」と「ヘーゲル法哲学批判序説」の二編の論文を投稿している。
この論文中では「大事なことは政治的解放（国家が政治的権利や自由を与える）ではなく、市民社会（資本主義経済）からの人間的解放だ」、「哲学が批判すべきは宗教ではなく、人々が宗教という阿片に頼らざるを得ない人間疎外の状況を作っている国家、市民社会、そしてそれを是認するヘーゲル哲学である」と論じた。「徹底的な非人間状態に置かれ」、「市民社会の階級でありながら市民から疎外されているプロレタリアート階級」を新時代の「心臓」とする「人間解放」を行うべきだと喝破した。
マルクスはパリの労働者集会にも参加し、労働運動の可能性を感じ始めた。
1844年8月、フォイエルバッハへの手紙では「フランスの労働者の集会に一度出席なさるといいでしょう。そうすればこうした酷使された人々の間に、若さあふれる溌剌感や高貴さが満ち溢れていることを信じられるはずです」と語っている。マルクスはパリでの体験を通じて「われわれの文明社会にいるこの未開人たちのあいだで、歴史は人間の解放のために活動する実際的分子を準備している」と考えるようになった。プロレタリアートによる人間の解放に強い希望を感じるようになり、マルクスはより一層、青年ヘーゲル派に距離を置き始め、共産主義者へと変貌し始めていった。
エンゲルスも、同誌に当時最先端の経済学であった古典派経済学を批判的に検討した自らの論文「国民経済学批判大綱」（ドイツ語: Umrisse zu einer Kritik der Nationalökonomie,1844）を寄稿し、創刊号を飾った。エンゲルスはこの中でブリテンの完成した産業資本主義に触れた経験から私有財産制やそれを正当化するアダム・スミス、デヴィッド・リカード、ジャン＝バティスト・セイを批判した。古典派経済学を資本主義がもつ法則性を研究したと評価する一方、現状を無批判に肯定して社会の病理を覆い隠すものとして糾弾したのである。同論文の内容はピエール・プルードンの影響を受けて、貧困の根源を成している私有財産制度の問題点を指摘するものであった。伝記筆者のトラストラム・ハントは本論文を『イギリスにおける労働者階級の状態』と加えて「青年ヘーゲル派の疎外の概念を、ヴィクトリア朝時代のイギリスの物質的現実にあてはめ、そこから科学的社会主義の思想面の構造を作り出し」、革命によるブルジョワの打倒の道が準備されているという認識を明示するものと位置付けた他、同様にエンゲルス研究者の土屋保男は「労働者に彼らのあらゆる苦難の根源である経済関係を明らかにし、資本と労働の対立と闘争のよってきたる基本的関係―生産手段の所有と無所有―を見極めて、この関係の打倒こそが労働者に新しい未来を開く」のだという点を明示し、マルクス主義の理論形成に重要な意義を持っている作品として高く評価した。これはヘスや後に衝突するヴァイトリングが主導した道徳的で、かつメシア的共産主義運動を超克し、経済法則に社会現象の根底を見出し、人類史の巨大なうねりの中でプロレタリアートの勝利を導きだす史的唯物論―唯物主義的な共産主義―の理論的確立に貢献するものであった。また、経済学の分野の研究においてエンゲルスがマルクスに先んじていることを示しており、マルクスが経済学の道へ本格的につき進む契機となって、経済学に対する歴史的パースペクティブからのちのマルクスによってその歴史的価値を高く評価された。エンゲルスに感化されたマルクスは経済学や社会主義、フランス革命についての研究を本格的に行うようになっていく。これ以降、マルクスはサン・シモン、シャルル・フーリエ、ロバート・オウエンといった社会主義者の文献を批判的に検討し、社会主義の必要性と可能性の探求を進めた。マルクスはエンゲルスの示唆から着想を受けて宗教による疎外の問題から資本主義社会における現実の問題へと関心を移していく。
1844年8月から『経済学・哲学草稿』（ドイツ語: Ökonomisch-philosophische Manuskripte aus dem Jahre 1844）の本格的な執筆に入る。本書にあって、マルクスは階級に基づく資本主義的生産の体制と私的所有の制度は近代市民社会において不可分の関係であり、この両者は資本家による搾取とその帰結である労働者の貧困と自己疎外を生み出す根源であることを指摘した。そして、私的所有の制度を廃止することによって資本主義という階級支配の社会的機構を乗り越え、プロレタリアートは人間性を回復することができると結論付けた。共産主義こそ人間解放の真髄である、これがマルクスとエンゲルスの生涯を通じての信念となっていく。両者はやがて固い絆を築いていくことになる。

### マルクスとの共同研究の開始

#### パリ時代―青年ヘーゲル派批判

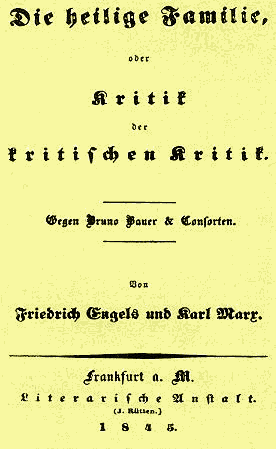
『聖家族』の扉

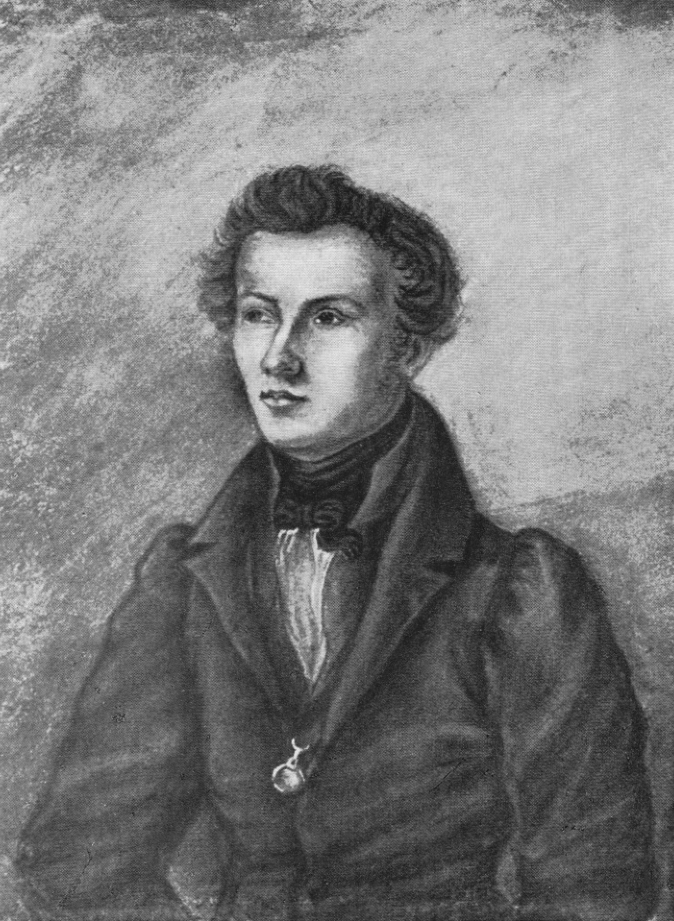
ブルーノ・バウアー

1844年、『独仏年誌』への論文投稿を通じてマルクスとエンゲルスは手紙を交わすようになっており、両者の関係は急激に縮まっていった。
8月、エンゲルスはマンチェスターからドイツに帰る目処を着ける。帰国の途中でエンゲルスはパリでマルクスと再会し、お互いが思想面で資本主義に関する同じ考え方を共有していることを認識して、二年前の冷ややかな対面とは打って変わり仕事面でも親密な関係を築き、強い友情で結ばれていくようになった。エンゲルスはパリに立ち寄って8月から9月にかけての10日間マルクスの自宅に滞在し、ドイツの哲学界を酒の肴に連日飲み交わし、翌年出版した論争の書『聖家族 批判的批判の批判―ブルーノ・バウアーとその伴侶を駁す』(ドイツ語: Die heilige Familie, oder Kritik der Kritischen Kritik. Gegen Bruno Bauer & Consorten, (mit Marx) 1845)を共同執筆している。
この書ではヘーゲル哲学の中心的な方法論となっていた「弁証法」が評価される一方で、観念論に基づいた「精神」中心の世界解釈に限界があることを指摘している。「ヘーゲルの弁証法は素晴らしいが、一切の本質を人間ではなく精神に持ってきたのは誤りである。神と人間が逆さまになっていたように精神と人間が逆さまになっている。だからこれをひっくり返した新しい弁証法を確立せねばならない」と訴えた。
また、マルクスのかつての盟友であるブルーノ・バウアーやフォイエルバッハの宗教批判や文化批評に特化した旧来的な唯物論に対して批判が加えられている。青年ヘーゲル派は哲学に人間解放の理想を追求しているものの、ブルジョワ的な思考に固着しており、人間そのもの、殊に困窮するプロレタリアートに近づこうとはしなかった。マルクスは人間解放の希望を抑圧を受け苦難を背負ったプロレタリアートに見出すとともに、こうした青年ヘーゲル派の超然的な姿勢を糾弾した。
マルクスとエンゲルスはヘーゲルとバウアー、フォイエルバッハの歴史観に関して容赦しなかった。「歴史は何もせず、莫大な富を持たず、どんな戦いも仕掛けない」、「財産を所有し行動を起こし、戦争をするのは〈歴史〉ではなく、生身の人間なのだ。己の目的を達成するに人間を利用する、〈歴史〉と呼ばれる独立した存在などない。歴史は単に、目的を持った人間の活動に過ぎない」と指摘した。この歴史観はヘーゲルの歴史哲学を批判するものであり、青年ヘーゲル派の人間主義を批判するものであった。マルクスとエンゲルスによって初めて提示されたこの思想は史的唯物論へと発展を遂げていく。
9月中旬、エンゲルスはマルクスにしばしの別れを告げてバルメンに帰郷することとなった。しかし、エンゲルスは備忘録として個人的に書き残した大事な草稿をマルクス宅に置き忘れてしまう。マルクスがこの草稿を発見するやいなや即座に自身の見解を盛り込んで共著という体裁で公表してしまったのである。そのタイトルは『批判的批判の批判』であったが、新たに『聖家族』と変更された。これは敬虔主義を奉ずる信仰心の篤いエンゲルス家にショックを与えた。エンゲルスの家庭内での立場はますます悪化し、憤慨する父は息子の給金を減額して応酬した。エンゲルスは激怒する父親の制裁に怯まなかった。
1844年はドイツにとって政情不安が蔓延した年で、各地で民衆騒擾が発生していた。
代表的なものとして1844年6月にシレジア地方ペーターズヴァルダウで発生した職工による一揆が挙げられる。世情の緊迫化はエンゲルスの士気を鼓舞するものとなった。ラインラントにも初期の共産主義運動が浸透し始め、エンゲルスはバルメンに帰郷すると、共産主義を宣伝する集会を開催して講演者を務めた。エンゲルスは資本主義の不公正によって貧富の格差が広がり、中産階級が消滅して階級間の緊張が激化し、やがて社会に蓄積された緊張は階級闘争へと発展して革命を引き起こすと喧伝した。
この革命はプロレタリアートによる社会主義の革命であり、古い階級支配を廃止して、新秩序を打ち立てることになる。資本主義に対して共産主義が取って代わり、資本と労働は政府の管理によって効率的に配分され、生産性が高まって共産主義が貧困に勝利を収めて、全市民に福祉を提供してすべての人間が平等な社会―すなわち共産主義社会が実現されると約束した。こうした主張は後の『共産党宣言』の中心的内容を占めていく。
だが、エンゲルスの扇動的な主張は治安当局の危機感を煽るものであった。エンゲルスは警察から要注意人物の認定を受け、警察は「在バルメンのフリードリヒ・エンゲルス（父）は真に信頼できる人物であるが、同人には、たちの悪い共産主義者で文士として放浪している息子がいる」として内務省に通報、エンゲルスとその一派に対する処遇の検討に入る。プロイセンの内務大臣とライン州の首相の名をもって共産主義の集会を開くことが禁じられてしまう。恥をかいた父親はますます憤慨し、息子に対して勘当同然の扱いをした。親子関係はさらに険悪化したが、エンゲルスの意志は固かった。1844年11月から翌1845年1月にかけて、エンゲルスは自室に籠って『イングランドにおける労働者階級の状態』の執筆に取り掛かる。エンゲルスは家族と別れを告げてでも信念を全うする覚悟を固めていた。

#### ブリュッセル時代―史的唯物論の形成
1845年1月、マルクスはフランス政府当局から強制国外退去を命じられた後、ヨーロッパの他の国よりも比較的表現の自由が保証されていたベルギーに活動の場を移した。エンゲルスもマルクスと活動を共にするため、故郷を離れる決断を下す。このときの心境をエンゲルスはマルクスに語っている。
実家を去ったエンゲルスはマルクスと共にブリテンへと視察旅行に行く。二人は連日マンチェスターのチータム図書館に通った。日当たりの良い弓なりの出窓にお決まりの席を見つけて、経済学の著作を精読すると共に公文書を閲覧し、資料収集を進めた。この視察は短期間で目的を果たし、1845年4月にはエンゲルスもベルギーの首都ブリュッセルに移住、二人はアパートの隣同士で部屋を借り暮らすことにした。ブリュッセルにはマルクス以外にもドイツからの亡命共産主義者が多く滞在しており、モーゼス・ヘス、ゲオログ・ヴェートル、シュテファン・ボルン、カール・ハインツェン、詩人フェルディナント・フライリヒラート、元プロイセン軍将校のジャーナリストであるヨーゼフ・ヴァイデマイヤー、学校教師のヴィルヘルム・ヴォルフ、マルクスの義弟エドガー・フォン・ヴェストファーレンなどが近隣に居住し、彼らは夜な夜な酒場に繰り出しては哲学談義を華を咲かせる飲み仲間でもあった。こうした環境で、出版社が見つからなかったため1923年まで未公刊にあったが、マルクスとエンゲルスは共著で『ドイツ・イデオロギー』(ドイツ語: Die deutsche Ideologie, (mit Marx) 1845)という偉大な草稿を製作していく。
マルクスは、青年ヘーゲル派も含めドイツの思想はヘーゲル哲学に由来する観念的なイデオロギーであることを指摘した。ヘーゲル派は自由を意識する精神が支配と闘争しながら歴史を前進させ、社会を合理的に編成していったという考え方を支持し、歴史を観念的な理想が実現される過程と見なした。だが、マルクスとエンゲルスは思弁的な歴史哲学を頭と四肢とを転倒させるようなグロテスクな考えであると見た。これに対して、唯物論を「天から地へと降りてくるドイツの哲学とは好対照に、これは地から天へと昇る」問題なのだと語り、唯物論は「生身の人間に到達するために、人が言ったり、想像したり、考えたりすることから始めるのではなく、現実に行動する人間から始め、生活過程のイデオロギー的反映や反響の展開を明らかにする実際の生活過程に基づくものである」と語って新思想の意義を評価した。だが、唯物論のすべてを評価したわけでなく、フォイエルバッハの唯物論に対しては痛烈な批判を加えた。フォイエルバッハは哲学によって神と対置されてきた生身の人間を考察し、宗教によって貶められてきた人間性の価値を再評価したが、唯物論を完成させることはできなかった。マックス・シュティルナーも人間の独立性を重んじ、絶対的自我の尊重を説くエゴイスティックな考えを提示したが、この両者は人間の存在を語りえたとしても人間の「歴史」を議論することができなかったのである。「歴史」について考察する新たな唯物論を提示することが喫緊の課題となっていた。
マルクスとエンゲルスの関心の中心は人類史は如何に成立するのか、そして社会の歴史的な活動は何に基づいているのかという問題関心に置かれた。
マルクスは歴史の出発点を現実に生きる人間の存在を支える物質的活動に求めた。ここで、マルクスが明らかにしたのは人類史を成立させるのは、存在のとりわけ物質的生活条件であってそれを支える生活手段の生産にあるということである。人類史は現に生きている人間が生活の糧を手に入れる生産の活動からはじまる。人間活動が歴史を創るわけだが、その活動の根源は現実の生のための必要物の創出、存在を規定する物質的諸条件の形成を意味する生産活動にあることを指摘した。
マルクスは「意識が生活を規定するのではなく、生活が意識を規定する」と述べた。また、社会の生産力が進歩するとともに人々の物質的生産の様式が変容してそれに相応しい社会関係、政治的編成を作り上げ、物質的生産の状態が固有の政治機関を形成するようになると考えた。しかし、一旦、精神的労働が独立した活動を始めるとある時代に特徴的な法律、政治、意識の形態が問題になっている。既存の社会構造を弁護する強力な働きを始める。たとえば、古代では農業が社会の発展を促し、ラティフンディアにおける奴隷主と奴隷からなる奴隷制が普及して、奴隷を使役する体制を擁護するローマ法や古典哲学が誕生した。中世では三圃制農業が浸透し、領主が農奴を使役する封建制が存在、キリスト教とスコラ哲学が発達し、王権神授説が流布した。さらに、近代では蒸気機関が発明され工場制機械工業が確立し、資本家が労働者を使役する資本主義が発達して、産業を主導したブルジョワジーによって古典派経済学と自由主義の思想が発展した。意識は存在から生まれ、やがて「経済」という物質的現実から独立した「文化」の世界を作り上げ、思想にまで発展した意識が歴史を支配する過程を描いた。
マルクスは人類の歴史を労働の組織化の形態あるいは物質的な生産体制の変遷として理解して「古代奴隷制・中世封建制・近代資本制」という図式で捉えていった。この歴史的運動を支えていたのが生産力である。生産力は道具や技術や知識の増加に比例して常に増大し続ける発展性が内在する。しかし、マルクスによると、人間は生産力と交通形態（生産関係）とのタイアップによって経済活動をして、この経済活動に従って歴史をつくりだしているが故に、生産力の発展性は社会の関係の組織編制（生産関係）のあり方に依存している。経済構造（生産関係）は一定の歴史期間内において合理性を有して生産力を刺激する。だが、生産力の発展という量的変化の増大に伴って生産関係に内在的な矛盾が蓄積されて、やがて社会の硬直化が進んで生産力の発展に対応することができず足かせとなっていく。そして、その矛盾が限界に達すると、生産関係も質的変化を遂げることを余儀なくされ革命が生じていく。その結果、下部構造（経済）は変化して上部構造（哲学・宗教・政治）を革命によって変革させると考えたのである。
こうして、マルクスは意識を主題として歴史を捉えたヘーゲル的歴史観を批判的に乗り越えた。マルクスは『ドイツ・イデオロギー』において史的唯物論の理論化を進め、歴史の把握をめぐる謎に解答を与えるに至った。このときの業績は1848年の『共産党宣言』、1859年に刊行された『経済学批判』の序文（ドイツ語: Zur Kritik der politischen Ökonomie,1859）において史的唯物論として公式化され、マルクス主義を構成する重要理論の地位を占めるようになった。マルクスはこの理論を自らの「導きの糸」と呼んだ。その内容は以下の通りである。

### 『共産党宣言』とエンゲルス

#### 「共産主義者同盟」の発足
『フォイエルバッハに関するテーゼ』の結びで、マルクスとエンゲルスは次のように宣している。「哲学者はただ世界をさまざまに解釈してきたにすぎない。肝要なのは、世界を変革することである。」
1845年以降、マルクスはこの言葉通り、エンゲルスとともにブリュッセルにおいて、革命運動に参加していくことになる。
1846年1月には来るべき革命期に備えヨーロッパ各地の社会主義運動を団結させるべく、ドイツ人共産主義者の団体「正義者同盟」(ドイツ語: der Bund der Gerechten)と提携する道を探る。「正義者同盟」はフランスに亡命したドイツ人共産主義者を構成員に1830年代に発足した秘密結社で、1839年5月パリで革命家オーギュスト・ブランキとともに蜂起に参加するも失敗し、カール・シャッパー、ハインリヒ・バウアー、ヨーゼフ・モルら三名の指導者はロンドンに亡命して、「ドイツ人労働者教育協会」(ドイツ語: Deutscher Arbeiterbildungsverein)という偽装組織を樹立していた。マルクスとエンゲルスはイギリスを視察旅行し、急進的なチャーティスト団体「友愛民主主義協会」(英語: Fraternal Democrats)との提携関係を築き、急進的な革命勢力の結集を試みるようになる。このとき選んだのが「正義者同盟」で、モーゼス・ヘス、義弟エドガー・フォン・ヴェストファーレン、フェルディナント・フライリヒラート、ヨーゼフ・ヴァイデマイヤー、ヴィルヘルム・ヴァイトリング、ヘルマン・クリーゲ、エルンスト・ドロンケ、シュテファン・ボルンらとともに「正義者同盟」との連絡組織として「共産主義通信委員会」(英語: Communist Correspondence Committee)をブリュッセルに創設し、共産主義の旗のもとに革命の同志たちを結集させようと試みた。マルクスは民主主義の実現を目指し、貴族による封建的支配を崩壊させて民主主義を共産主義の入口にすることを運動の目標としていた。

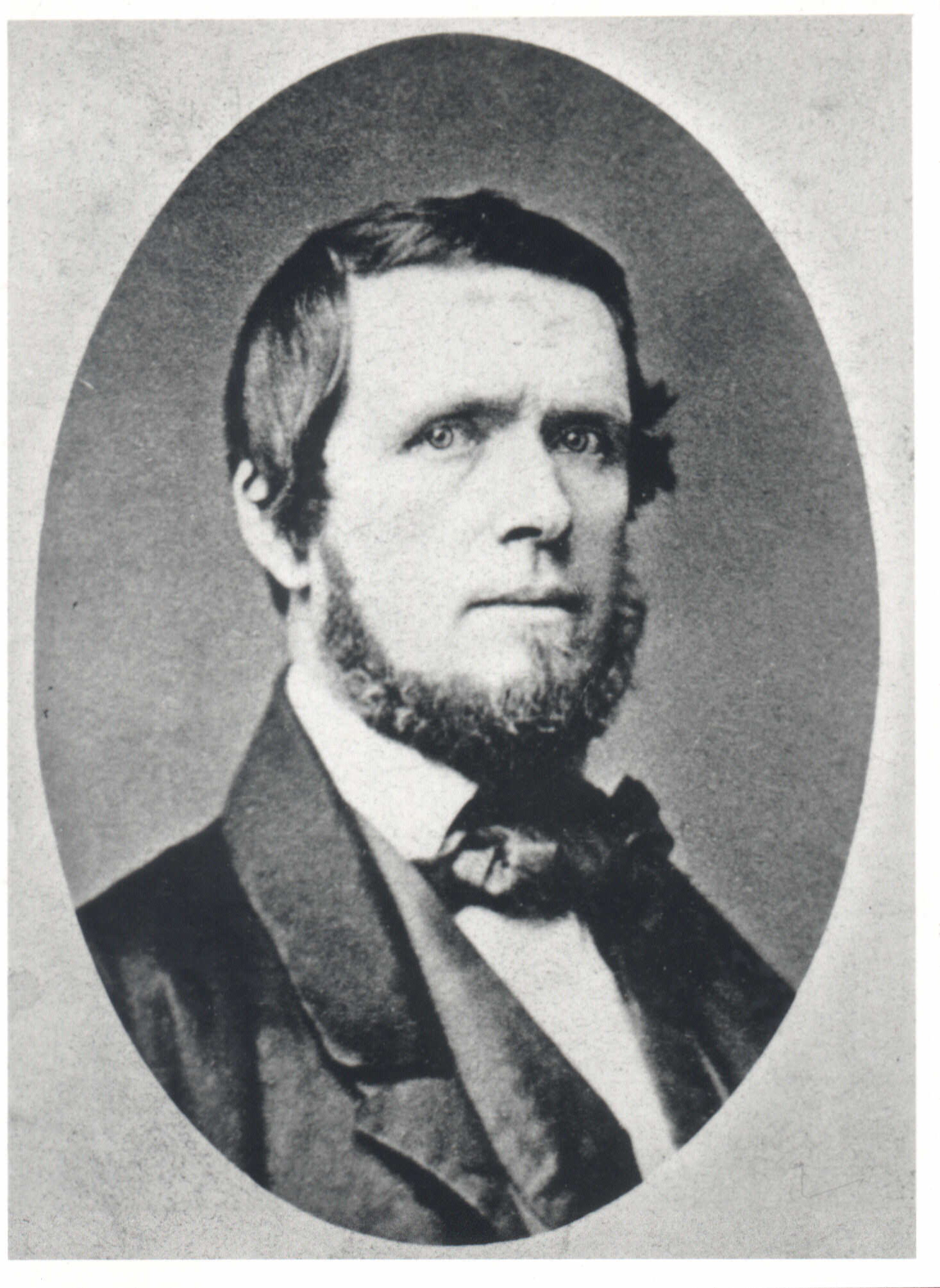
ヴィルヘルム・ヴァイトリング

マルクスは当面はブルジョア民主主義革命に向かって活動を展開した。マルクスはチャーティストと同盟し、フランスの革命派と協力して選挙法を改正することを当座の目標として掲げ、フランスとドイツの貴族勢力の闘争を想定し、ブルジョワジーとの提携の道も模索していた。
しかし、マルクスの組織運営は独裁的と批判された。実際、マルクスは組織を創設してすぐに意見が異なるヴァイトリングとクリーゲを痛切に批判して、二人を強引な方法で除名へと追い込んでいった。
ヴァイトリングはバブーフ主義とキリスト教千年王国思想を融合させた素朴な共産主義を信奉していた人物であった。だが、マルクスが念頭に置くような科学的厳密さを無視して理想を語り、四万人の前科者を結集して武装して無鉄砲な蜂起論を唱えていた。かつてヴァイトリングはマルクスの目に英雄的革命家と評価されていたが、この時期には危険な大法螺吹きに映った。したがって、マルクスは「委員会」の会合時、ヴァイトリングに「これまでおろか者が人を救ったためしはない！」と怒鳴り付けた後組織から追放、ヴァイトリング一派を粛清している。そのあと、すぐモーゼス・ヘスも道徳主義と優柔不断で一貫性の欠如した主義主張で糾弾され、個人的諍い（エンゲルスの「女性関係」を参照）の後に、除名される前に辞任した。
エンゲルスはマルクス主義理論の司法官的で異端審問官的な役割を果たして敵対路線とその思想を炙り出し、マルクスを支えて「委員会」におけるイデオロギー的路線を守ることに力を注いだ。『共産主義の原理』(ドイツ語: Grundsätze des Kommunismus,1847)という教理問答式の小冊子を刊行した。
この後、マルクスは1840年6月に『財産とは何か』を執筆し、社会主義運動において一躍注目を浴びていたプルードンを「委員会」に招待している。だが、プルードンはマルクスの独裁的姿勢を嫌い、この申し出を拒絶している。
マルクスはプルードンにひどく幻滅して敵意を抱くようになり、プルードンが1846年に『経済的矛盾の体系、または貧困の哲学』（フランス語: Système des contradictions économiques, ou Philosophie de la misère）を刊行すると、1847年『哲学の貧困』（フランス語: La misère de la philosophie）を執筆してすぐさま攻撃している。プルードンの思想は、政治不参加主義を掲げる小市民的、職人的な協同組合主義のイデオロギーで、資本主義の本質分析について歴史的背景とその展望を見据える視点に欠け、資本主義崩壊の契機とプロレタリアートの解放を提示することができない不完全な理論であった。マルクスはプルードン派メンバーカール・グリューンを除名した。
相次ぐ粛清の結果で会員が減少して活動が停滞に陥るなか、転機は訪れる。
1847年6月、「正義者同盟」はマルクスの思想に影響を受け、ロンドンで大会を開催する。そして、「正義者同盟」は組織名を改称して新たに「共産主義者同盟」（ドイツ語: der Bund der Kommunisten）（1847年 - 1850年）を呼称することとなる。この大会にマルクスは財政的な事情で参加できなかったが、エンゲルスが参加してマルクスとエンゲルスは同盟の新会員となり、エンゲルスはパリ支部の代表に就任した。エンゲルスはパリ代表としてその成熟した活動の戦略の形成に大きな影響を与えた。1848年、エンゲルスとマルクスは共産主義の概要に関する大衆的なパンフレットを執筆した。エンゲルスが前年に刊行した『共産主義の原理』に基づいて書かれたその12,000語あまりのパンフレットは6週間で完成させ、これをもとに『共産党宣言』(ドイツ語: Manifest der Kommunistischen Partei, 1848)と題されたこの文献は1848年2月に出版された。同年3月、エンゲルスとマルクスはベルギーを追放されてドイツのケルンに移り、急進的な新聞『新ライン新聞』(ドイツ語: Neue Rheinische Zeitung) を発刊した。

#### 『共産党宣言』

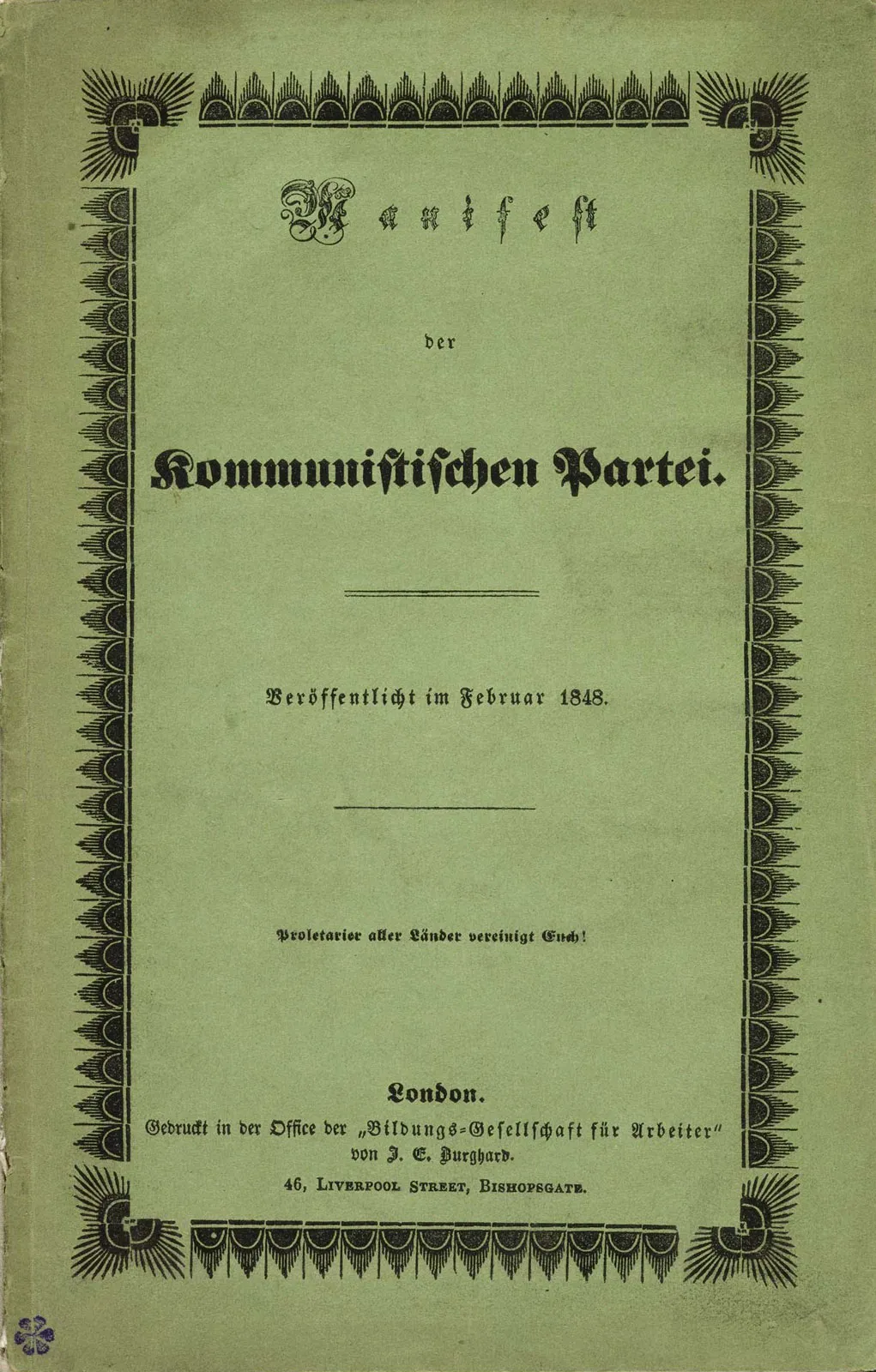
『共産党宣言』の扉

マルクスは『共産党宣言』において人類史を俯瞰して「歴史」というものが何であるかを明示した。
以上、『共産党宣言』は「今日までのあらゆる社会の歴史は、階級闘争の歴史である。」という章句から書き出しが始まり、ブルジョア資本主義の形成を歴史的に辿り、資本主義の帰結がなにをもたらしていくかを明らかにしている。資本主義の発達と成長の結果、ブルジョワジーによる国民経済の掌握、政治的支配権の獲得は揺るぎないものとなり、資本による覇権が人民を抑圧するようになる。ブルジョワジーとプロレタリアートの階級闘争は激化し、生き残りをかけた熾烈な闘争の末、プロレタリアートはブルジョワジーを打ち負かして革命が成就し、歴史的時代区分としての資本主義の時代が終焉を迎える。マルクスは既存の章句「人類はみな兄弟」の代わりとして、最後に「万国の労働者よ。団結せよ！」との呼びかけで結んでいる。
『共産党宣言』はマルクス主義の記念碑的作品であるが、この著作のエンゲルスの役割は非常に大きかったと評価されている。エンゲルスの伝記を記したグスタフ・マイヤーはエンゲルスの果たした役割について次のように語った。
エンゲルスは、ブルジョワジーとプロレタリアートの形成と階級対立の歴史的構図を経済学に関する明晰な分析力と実社会で得た経験から導き出す力に溢れていた。マルクスの理論的体系化の天才を借りながら、エンゲルスは経済法則の原動力に沿って展開する歴史の歩みの中でプロレタリアートがブルジョワジーに取って代わる歴史的必然性を強調するとともに、『イギリスにおける労働者階級の状態』で描きだしたプロレタリアートの窮状を人類史の内部にその位置づけを提示することに成功した。

### 1848年革命の概略

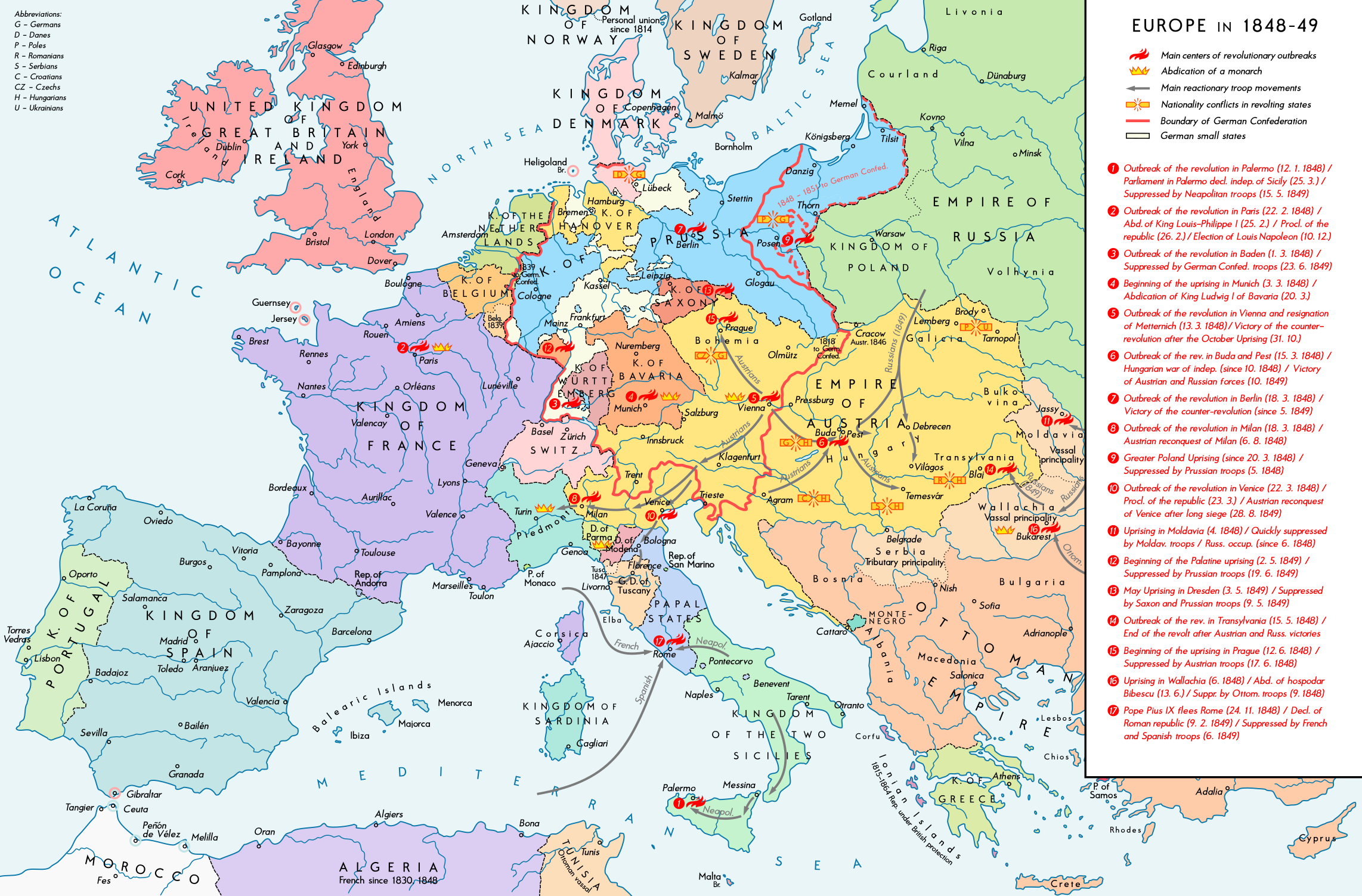
1848年革命のヨーロッパ。

#### 革命のはじまり
1845年から48年にかけて、ヨーロッパに貧農の主食となっていたジャガイモを枯らす病気、胴枯れ病が蔓延し、ヨーロッパ中に大飢饉が発生した。民衆の飢饉暴動が頻発し、ヨーロッパ各国で産業革命による貧困の拡大と飢餓の発生、食糧価格の高騰により深刻な社会不安が広がっていた。
1848年1月、シチリアのパレルモで暴動が起こり、両シチリア王国からの分離独立と憲法制定が要求され、これを第一波として革命がイタリア各地に波及した。この騒乱はブルボン家の国王フェルディナンド2世にシチリアの自治と憲法制定を受諾させ、革命が成就した。イタリア発の革命の余波はフランスへと到達した。南イタリアにおける地方的騒乱はドミノ倒し状に連鎖して「ゴールの雄鶏の鳴き声」とともに1848年革命と呼ばれる欧州動乱へと発展する。

#### フランス二月革命
1830年の七月革命の結果誕生したオルレアン王政では、選挙権の拡大が行われたものの納税額による制限選挙自体は維持されていた。そのため、議員の選挙は数百人の投票によって決定され、フランス政治は特権階級による権力の独占という様相を濃くし、密室政治と利権政治へと堕落していた。選挙権をもたない労働者・農民層の不満が高まった。こうした不満のはけ口は改革宴会という集会によってある程度のガス抜きが行われていた。
1848年2月22日、政府がある改革宴会に対して解散命令を出すと、これに憤慨した労働者・農民・学生によるデモ、ストライキが起こった。翌23日には首相のフランソワ・ギゾーが辞任して事態の沈静化を図ったが、24日には武装蜂起へと発展し、ついに国王ルイ＝フィリップが退位、ロンドンに亡命して王政が崩壊した。二月革命である。同日、穏健な共和主義者であったラマルティーヌが指導してオルレアン左派、ブルジョワ共和派、急進革命派など左派を結集、臨時政府が組織された。翌25日には臨時政府によって共和制が宣言され、フランスは第二共和政に移行する。

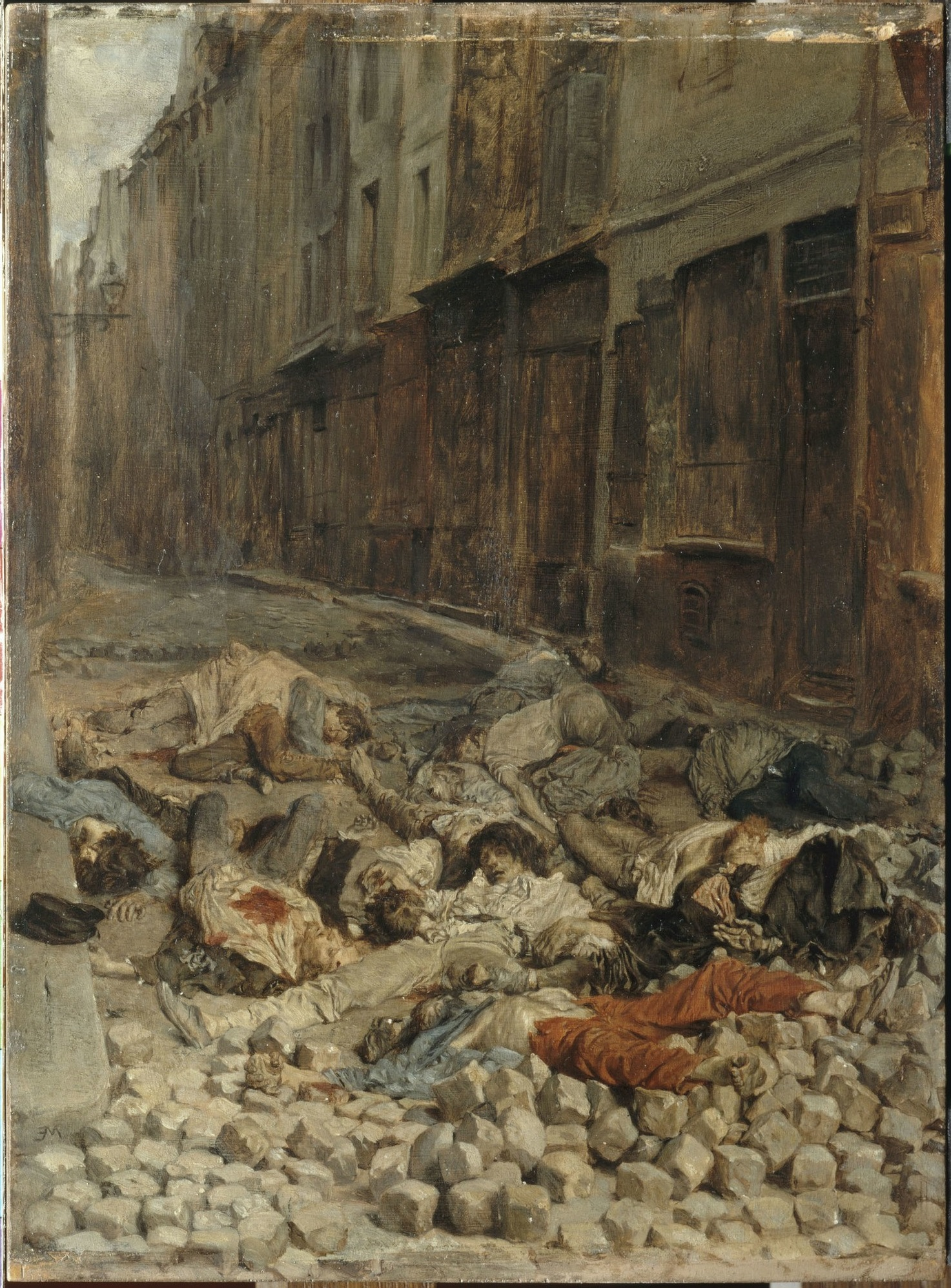
パリの6月蜂起でフランス軍に殲滅された蜂起労働者たちの死体を描いた絵画

ラマルティーヌは、革命を前進させたい左派と既得権を守りたい右派の両派からの攻勢を受けながら、誕生間もない共和政を守らなければならなかった。翌26日、ラマルティーヌは労働者階級の懐柔を図るべく高給を約束して機動隊の新兵募集を布告し、さらに国立作業場と呼ばれるモデル工場の設立に取り組み、失業問題の解決に新政府は本腰を入れることとなった。
3月2日、6ヶ月以上の居住資格をもつ21歳以上の男子が参政権を認められ、革命前の25万人から最終的に900万人を有権者とする成人男子選挙制の布告のもと、憲法制定国民議会の招集が決定された。ラマルティーヌは、民主主義によって労働者の不満を政治的に吸収し、オーギュスト・ブランキら極左の革命派による蜂起を予防することを意図した。総選挙による保守派中心の新政府発足を予期した左派は、総選挙に猛烈に反発して選挙の実施延期を要求した。ラマルティーヌは左派の要求を拒絶し、国民の信託を受けた新政府を早期に発足させ、共和政を革命的急進主義から防衛しようとした。
4月23日の選挙の結果、ルイ・ブランが辛うじて当選したもののルルーやカベなど急進革命派や社会主義者が大敗する一方、ティエール率いる秩序党（オルレアン派）をはじめ地方出身の保守派が大勝した。かくして、臨時政府の陸相カヴェニャック将軍が中心人物となっていたブルジョワ共和派など保守勢力が多数を占める新政権が発足した。小市民、労働者の反対を抑え、新議会は1848年憲法を制定する。
これ以降、革命を前進させようとするプロレタリアートと革命を終息させようとするブルジョワの階級対立が先鋭化していった。
5月15日、国民議会の解散を要求するデモが組織されるが、政府と国民衛兵の弾圧により解散され、これに反発する革命家のオーギュスト・ブランキとその一党は臨時政府と対立し、議会乱入を指導して逮捕されるという騒乱が起こる。また、ルイ・ブランが貧困対策として立案し失業者を雇用した国立作業場が採算が合わないとして閉鎖されたことを契機に、6月23日から数日、パリの労働者が大規模な武装蜂起を起こした。これがいわゆる六月蜂起（六月暴動）である。「パンか死か」、「労働か死か」と叫び投石する民衆に対して、カヴェニャックの指揮のもと国民衛兵は4日間の流血戦を展開した。蜂起は鎮圧され、国立作業場は閉鎖、労働者側で1,500人が殺害された他、15,000人の政治犯がアルジェリアに追放された。

#### ドイツ三月革命
ドイツでも情勢は風雲急を告げていた。

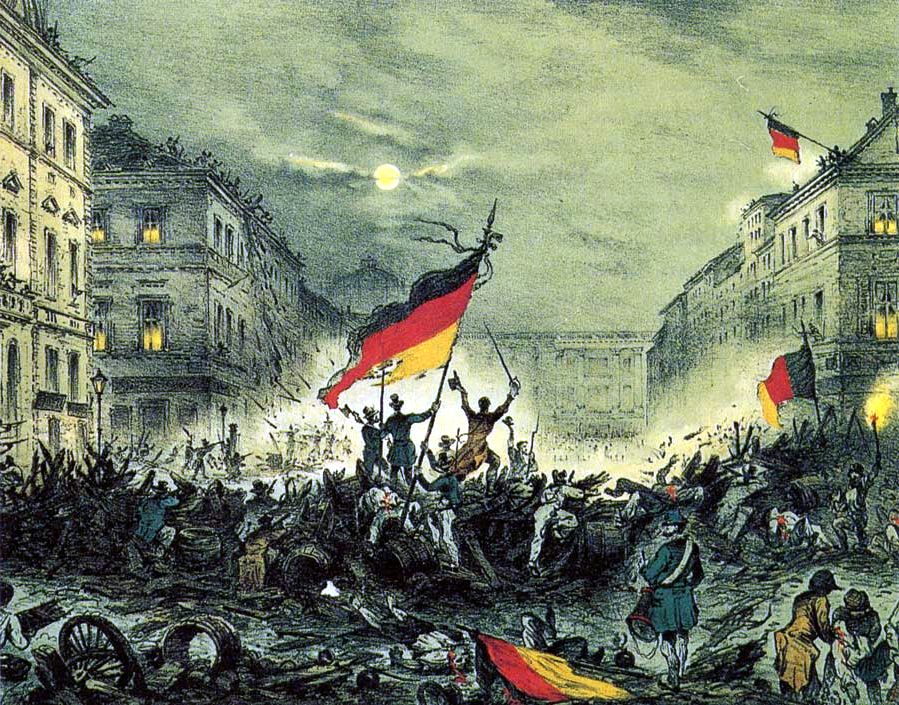
ベルリン三月革命

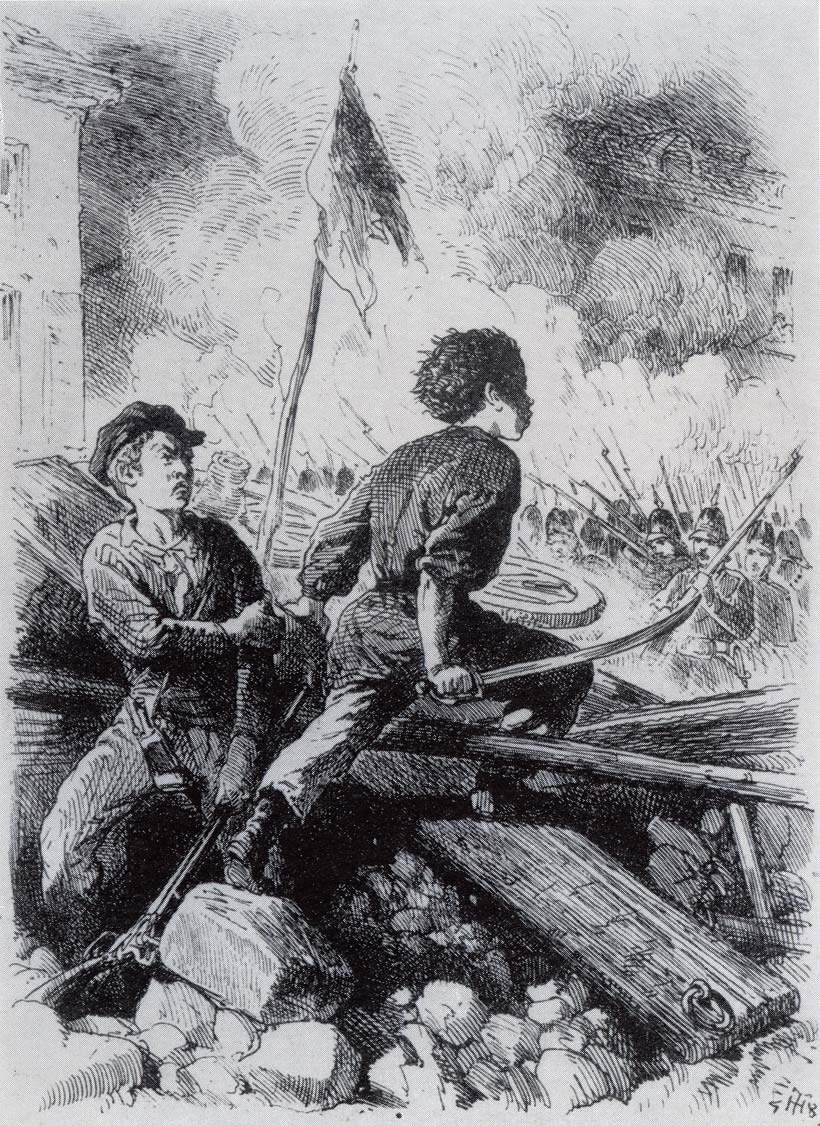
ベルリン市内のバリケード戦に参加する少年兵

1840年代、ドイツでは産業ブルジョワジーの成長によって、自由主義的な反政府運動が盛んに展開された。ドイツ連邦の主要大国プロイセン王国でも1845年に憲法制定の要望が声高に叫ばれていた。特に産業化の著しいライン州のブルジョワジーが憲法制定国民運動の先頭に立ち、その代表的人物にケルン商業会議所会頭カンプハウゼンやアーヘン商業会議所会頭ハンゼマンがいた。彼らは革命的気運の中で重要な役割を果たす。
1848年2月27日、1848年のフランス革命に触発され、マンハイムの民衆集会が「三月要求」を策定し、ドイツにおける1848年革命の狼煙が上がった。3月1日、バーデン大公国議会の議事堂が占拠され、三月革命が始まっていく。3月4日、ミュンヘンで民衆蜂起が起こり、バイエルン王国における三月革命が始まった。革命はドイツ中を連鎖的に波及して、3月6日、ベルリンで最初の暴動が起こり、プロイセン王国における三月革命が始まった。
また、中央ヨーロッパの大国オーストリア帝国にも革命が波及した。3月13日、学生の一部が議事堂に押しかけてメッテルニヒの退陣と憲法の制定を要求し、ウィーン市内に暴動が拡大した。宮廷内でも、かねてからメッテルニヒに批判的であった皇帝フェルディナント1世の叔父ヨハン大公がメッテルニヒの辞任を要求し、1815年ウィーン会議以来の反動政治の立役者であったメッテルニヒはついに辞任、ロンドンに亡命した。ウィーン三月革命である。メッテルニヒ亡命はオーストリア帝国支配下に置かれた北イタリア諸地域―ロンバルディア地方のミラノ、ヴェネティア、サルディニア王国領のピエモンテ―に伝搬し、イタリア統一運動を刺激した。しかし、イタリア動乱はオーストリアのラデツキー将軍の弾圧により鎮圧され、オーストリアによる再支配が布かれる。
3月18日、プロイセン王国でも事態は緊迫化した。国王フリードリヒ・ヴィルヘルム4世はメッテルニヒ失脚の報に触れると動揺し、すぐさま改革を決断する。
そして、ベルリン王宮前に集まった群衆に向かって、プロイセンの改革に関する勅令を発した。しかし、国王はこれまで国民の改革要求に穏健な姿勢を取っていた開明派軍人ピュールを解任し、保守派のプリットヴィッツをベルリン守備司令官に任命、万が一の革命に備えさせていた。
勅令発表の際、最初は穏やかな雰囲気であったが、やがてベルリンからの守備隊の撤退を要求する革命的スローガンの声が大きくなる。プリットヴィッツはこれを革命の始まりと捉え、国王を守るべく群衆に解散を命じた。このとき、2発の銃弾が発射され、デモ隊の雰囲気が一転し、群衆の抵抗は軍隊に矛先を転じる。ベルリン三月革命の火蓋が切られた。激昂した群衆によってアレキサンダー広場にバリケードが築かれ、激しい市街戦の末、死者数百人が発生した。掃討作戦は困難を極め、軍の士気低下と命令拒否が見られたため、バリケードの撤去を条件に守備隊の撤退を決定、国王は革命に譲歩を示した。
19日、国王は王宮中庭で殉難者の棺の前で脱帽するよう強制され、21日には「黒・赤・金」三色旗の記章を身に着けてベルリン市内の騎馬行進を行い、「ドイツの自由、ドイツの統一」を望む旨を宣言する。国王は連合州議会の召集、検閲の廃止による思想・言論・出版の自由の保障、憲法の制定を認め、ドイツ連邦の改革を認めた。こうして国民運動の指導者であったカンプハウゼンに組閣大命が下り、自由主義を奉ずる産業ブルジョワジーによる臨時政権が成立した。

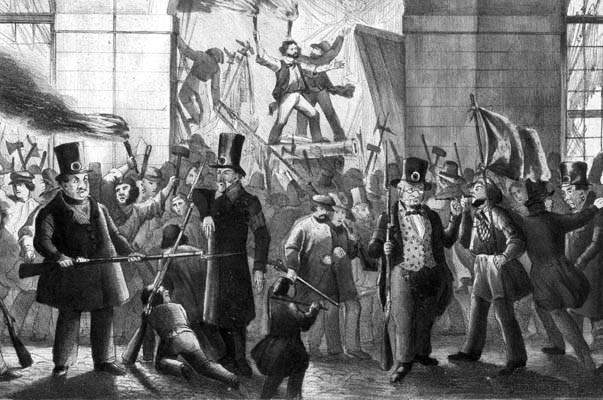
ベルリン兵器庫襲撃

しかし、国王・軍部が自由主義的改革に対して終始反対であったことには変わりなかった。プロイセンの東部ボーゼンのポーランド人の蜂起やシュレースヴィヒ・ホルシュタイン公国のドイツ人の蜂起とデンマーク王国との第一次シュレースヴィヒ＝ホルシュタイン戦争はヴランゲル将軍の活躍により優勢を保って停戦に至った。こうした軍事衝突事件は軍部に対する世論の信任を回復させ、カンプハウゼン内閣の逆風となっていく。反革命を標榜し精強を誇っていた軍部に対する臨時政府の統制権は機能せず、政権土台の不安定化を進めた。またブルジョワジーの保守派への転向も相まって、革命を終わらせようとするブルジョワジー対革命を推進しようとするプロレタリアートとの階級対立が激化、改革派の分裂が始まり保守派に付入られる隙を作ってしまう。
5月25日、プロイセン国民議会で軍制問題の審議がなされる中、改革派内部の溝は広がり続けた。常備軍の廃止と市民軍の創設の是非を巡る問題で決定的状況が生じる。プロレタリアートを支持母体とする急進派は全人民の武装を要求、臨時政権がこれを拒絶したため、6月14日、労働者はベルリンの兵器庫を襲撃する。
このときの襲撃は鎮定されたが、ベルリン兵器庫襲撃の責任をとってカンプハウゼンが辞任に追い込まれる。その後、保守系政府と軍部の主導権争いの中で数度にわたる政権交代が見られ、11月2日、国王はブランデンブルクを首相に大命を下し、首相は内相マントイフェルとともに組閣をおこなって、ここにブランデンブルク=マントイフェル反動内閣が成立した。11月14日にヴランゲル将軍はプロイセン国民議会を解散させ、改革の息の根を止めた。また、12月5日に国王フリードリヒ・ヴィルヘルム4世は国王大権を温存する欽定憲法を発布し、1849年5月30日に保守派に有利な三級選挙法を制定した。

### 1848年革命とエンゲルス

#### 『新ライン新聞』とマルクス、エンゲルス
マルクスとエンゲルスは、1848年革命にすぐさま反応し、革命運動に参加していった。
彼らは1848年革命が全ヨーロッパ諸国を巻き込んだブルジョア市民革命として完遂され、その後に続くプロレタリアート革命への移行と発展の条件になることを期待した。フランス二月革命の勃発の報に触れると、マルクスは亡父の遺産を使って武器の調達を進め、蜂起に備えようと計画を進めた。しかし、ベルギー国王レオポルド1世は警戒のために諜報を強化して危険分子の摘発に力を注ぐよう叱咤した。やがて、マルクスの蜂起計画はベルギー官憲の関知するところとなり、マルクスは検挙されてしまう。マルクスはベルギーからの24時間以内の国外退去処分を申し渡され、革命直後のパリへと逃れることとなった。パリへと退去したマルクスとエンゲルスは、フランス臨時政府のメンバーとなっていた社会主義者ルイ・ブランと急進派のジャーナリストフェルディナン・フロコンから熱烈な歓待を受けることとなる。エンゲルスはフロコンが発行する『ラ・レフォルム』（仏: la Réforme）に寄稿しており、パリでは英雄扱いとなっていた。
その頃、マルクスはドイツに革命を輸出する方法を模索していた。「共産主義者同盟」は、3月下旬から4月上旬にかけてメンバーを次々とドイツ各地に工作員として送り込んだ。亡命ドイツ人はライン川を次々に越え、祖国に民主共和国を実現させようと帰国していった。幸いフランス臨時政府フロコンの協力を得て、亡命ドイツ人は一日50サンチールの支給を受けて活動をすることが可能となり、「同盟」は亡命ドイツ人を「ドイツ労働者クラブ」のもとに組織し最終的に300人をラインラントに送りこむことに成功した。エンゲルスは父と父の友人となっていた資本家たちから革命資金を募ろうとヴッパータールに向かった。マルクスとエンゲルスはドイツ革命運動急進派の最左翼として革命に参加しようと試み、言論運動を展開しようとする。
しかし、ドイツはイギリスやフランスのような二国とは異なり、産業革命が遅かったためブルジョワジーの経済覇権の掌握も政治的支配権の獲得も遅れ、ようやくウィーン会議の反動体制を克服したばかりで、封建君主に止めの一撃を加えてはいなかった。したがって、マルクスは即座の共産主義の実現に慎重論を唱え、『ドイツにおける共産党の要求』を執筆、軽挙妄動を制止しようと試み、まずはブルジョア民主主義を導入しようと考えた。マルクスの政治的立場はブルジョワ市民革命を経由してのプロレタリアート社会主義革命を目指す二段階革命論に根差していた。したがって、当面はカンプハウゼン臨時政府と提携してプロイセンの脆弱なブルジョワ勢力を強化し、体制改革を推進しながらプロイセン王国の封建的旧体制を打破することに専念する、それが活動目標であった。

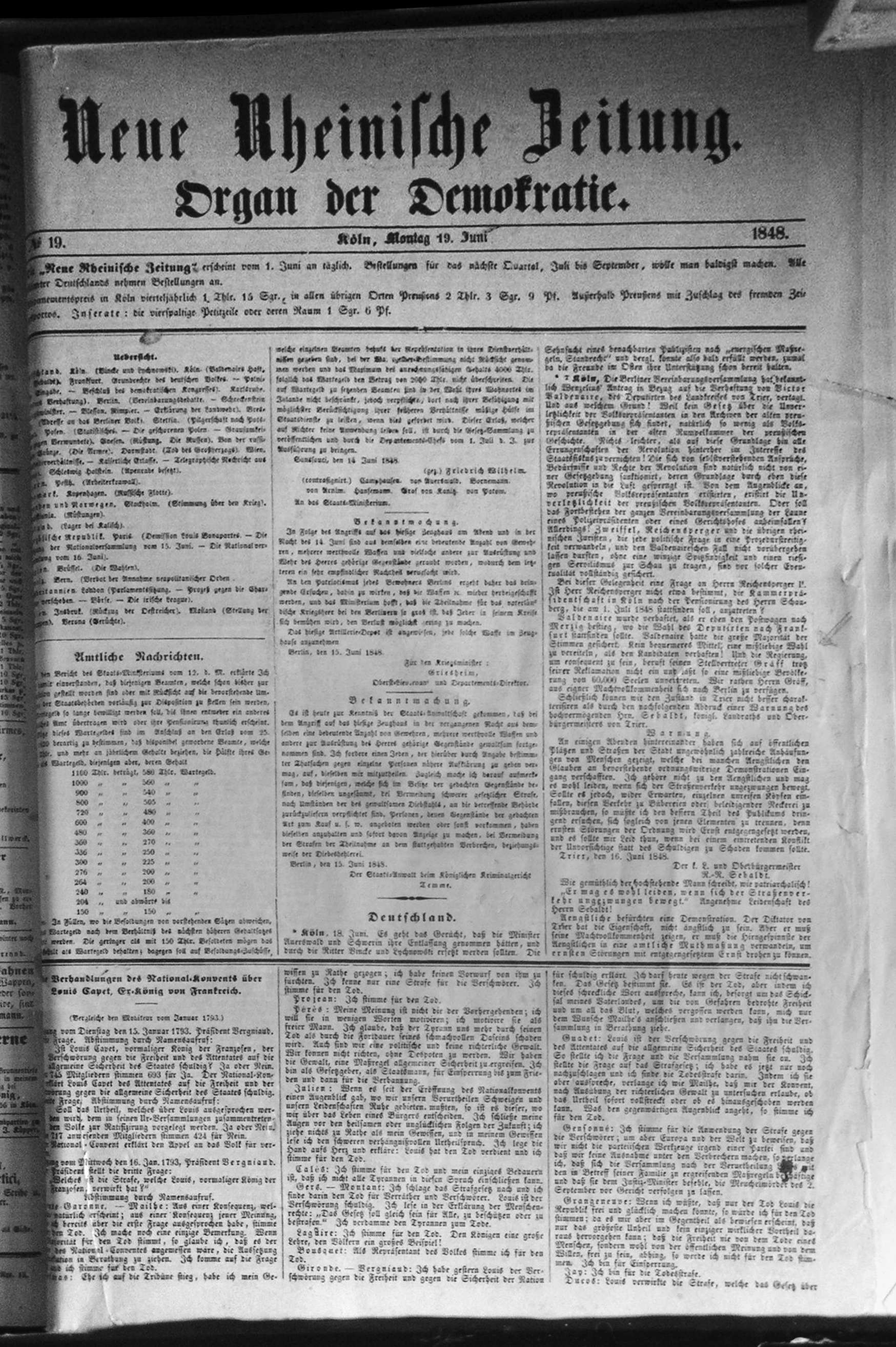
『新ライン新聞』1848年7月19日号

ドイツにおける革命の動きは当初期待通りに展開した。2月以降、テュイルリー宮放火事件、飢餓の蔓延、食糧価格の高騰などが深刻な社会不安を醸成し、ついに革命はバーデン大公国やバイエルン王国に飛び火し、ベルリンも一足触発の状況を呈するようになり、ベルリン三月革命へと至る。そんな中、マルクスとその家族は4月上旬にプロイセン領ライン地方の大都市ケルンに入った。革命扇動を行うための新たな新聞の発行準備を開始したが、苦労したのはやはり出資者を募ることだった。ヴッパータールへ資金集めにいったエンゲルスはほとんど成果を上げられずに戻ってきた。結局マルクス自らが駆け回って4月中旬までには自由主義を奉じるブルジョワの出資者を複数見つけることができた。新たな新聞の名前は『新ライン新聞 - 民主主義の機関紙』（独: Neue Rheinische Zeitung. Organ der Demokratie.）と決まった。創刊予定日は当初7月1日に定められていたが、封建勢力の反転攻勢を阻止するためには一刻の猶予も許されないと焦っていたマルクスは、創刊日を6月1日に早めさせた。同紙はマルクスを編集長として、エンゲルスやシャッパー、ドロンケ、フライリヒラート、ヴォルフなどが編集員として参加した。また、『新ライン新聞』は競合紙の『ケルン新聞』よりも安価で発行され、しだいに大衆の心を掴んでいく。
とはいえ、マルクスとエンゲルスの前に立ちはだかる障害物もあった。それは例の如くであったが、体制派の柔軟な妥協であり、ブルジョワの不甲斐なさであり、そしてプロレタリアの不統一であった。同じ急進的革命派の中にも対立構造はあり、ケルン労働者連合を組織していた職人革命家アンドレア・ゴットシャルクの素朴共産主義の運動と衝突する。ゴットシャルクの立場は史的唯物論などの理論的見地に基づくものではなく、即座の革命によってプロレタリアの支配を確立し、協同組合による共同体生活を想定したプルードン主義的な共産主義思想であった。マルクスはゴットシャルクの運動を封じるために対抗組織として「ケルン民主主義協会」を設立、穏健なブルジョワ民主主義の政治目標を掲げてプロイセン政府に対する非難の声をあげた。ドイツの革命における真の敵は封建主義勢力だったのである。
だが、1848年4月にはチャーティストによる国民請願が早くも棄却され、フランスでは4月23日の総選挙では保守派が復活を遂げる一方で社会主義者が惨敗した他、反革命派の巻き返しによって情勢は急速に反動化していく。

#### 革命の反動化と流転のはじまり
ベルリン兵器庫襲撃事件と6月蜂起以降、革命の反動化と共に、『新ライン新聞』への逆風が強まり、マルクスは治安判事から出頭命令が発せられ、毎週のように裁判所に呼び出されていた。7月7日には検事侮辱および反乱扇動の容疑でマルクスの事務所に強制捜査が入り、起訴されるに至る。だが、マルクスとエンゲルスは自分の立場を堅持した。ケルンでは革命の機運が高まっており、労働者は治安委員会を設置し、フーリンガーハイデで大規模な集会を開催、プロイセン政府との対決姿勢を強めた。9月17日、8000人の労働者と社会主義者がライン川を上ってケルンに集結し、決起の時期を待っていた。こうした情勢にあってプロイセン政府は先手を打ち、9月25日にケルンに戒厳令を発した。集会は禁止、市民軍は解散され、新聞発行に停止命令が出された。「共産主義者同盟」のメンバー、『新ライン新聞』の発行者に逮捕状が出された。シャッパーやベッカーが逮捕され、エンゲルスにも逮捕状が出たが、彼は行方をくらました。
だが、エンゲルスはバルメンに立ち寄った後、ベルギーに向かいエルンスト・ドロンケと共に潜伏していたところをベルギー官憲に逮捕されてしまう。1848年10月5日、パリ行の列車で移送され、フランスへと追放されることとなる。11月に入る頃、フランスでは1848年憲法が制定され、ルイ・ナポレオンが大統領候補に立候補する情勢にあり、確実に共和派勢力は衰退する方向に向かっていた。オーストリアでも軍が議会を解散し、チェコの中心地プラハや北イタリア諸国に侵攻し、革命派の一掃を図った。エンゲルスは革命の前途に失望してパリを離れ、反革命に向かうヨーロッパを流離う逃亡生活に入る。ただし、エンゲルスにとって逃亡は惨めではなかった。その逃亡生活の実態はフランスからスイスに向かっての気ままな徒歩旅行であった。エンゲルスはブルゴーニュの美しい風景とワイン、美食を堪能し、宿泊した先々で出会う女性を次々と口説いて旅を楽しんでいた。エンゲルスはフランス紀行誌を書きながら南に向かって歩き、楽しみ、飲んで食べて、美しいブルゴーニュ女性を愛する旅の人となっていた。息子を心配する母からの仕送りに頼りながら、エンゲルスはスイスに入って潜伏生活を送ることになる。
ケルンではマルクスが『新ライン新聞』の発行を続け、革命派に最期の抵抗を呼びかけていた。プロイセン政府は革命派を追い詰めるためにラインに軍を派遣し、戒厳令を出し、新聞を発行停止にしたが、マルクスはこの動きに猛然と反発し、闘争心に欠くブルジョワ勢力を見限り、政府の弾圧に対してテロによる応酬を主張した。マルクスの不屈の姿勢は潜伏中にあったエンゲルスを励ました。エンゲルスはコシュート・ラヨシュによる1848年ハンガリー革命に関心を注ぎ、ナショナリズムの高揚によって、ハプスブルク支配と闘争する諸国民の民族運動に鼓舞された。エンゲルスは騎士や革命家、英雄的な軍人指導者に憧れがありコシュートの活躍に熱狂してしまう。ハンガリーやシュレスビッヒ地方での各地の紛争について『新ライン新聞』に寄稿し、ナショナリズムは歴史的大義であるとする論評をおこなった。元来活動派のエンゲルスはスイスでの自由な亡命生活にすぐに飽きていたため、しだいに革命運動への復帰を願うようになる。12月にはエンゲルスはゴットシャルク、フリッツ・アネケなど革命の同志たちが釈放されたという情報を得て、ドイツに帰郷する決意を固める。『新ライン新聞』はエンゲルスの期待通り、以前より攻撃的な革命論を展開しており、同紙の急進化を歓迎した。

#### 革命運動とエンゲルス
1849年1月、エンゲルスがスイスでの潜伏地を離れてケルンに戻ってきた。

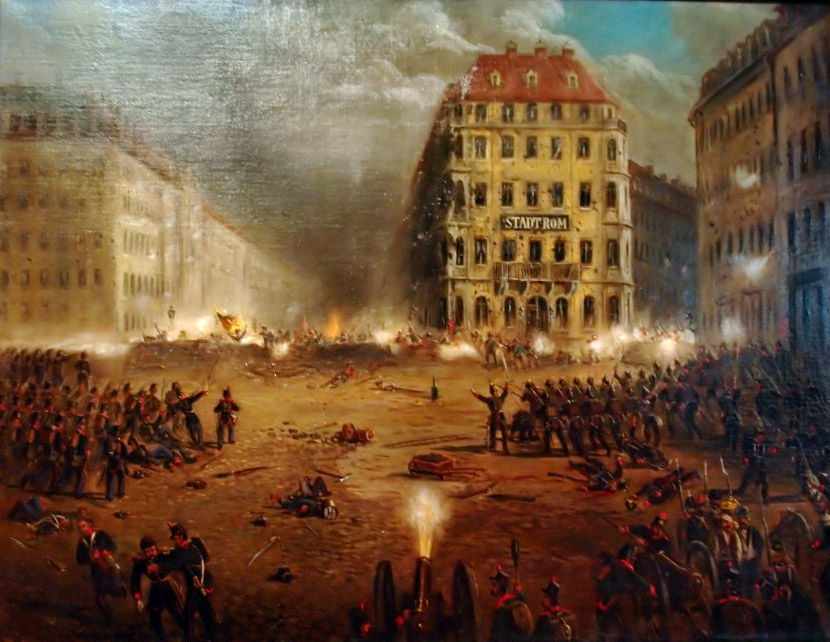
5月蜂起におけるバリケード戦

その頃、『新ライン新聞』はブルジョワとの迎合を批判し、大衆蜂起と革命、ゲリラ戦により抵抗を呼びかけ、プロイセンとの対決姿勢を強めていた。3月、フランクフルト国民議会はパウロ教会憲法を制定し、国王フリードリヒ・ヴィルヘルム4世に帝冠を授けることを決定する。しかし、王権神授説を信奉するフリードリヒ・ヴィルヘルム4世は立憲君主制を嫌悪しており、この申し出を拒絶した。革命派の最後の希望は絶たれることとなる。これを機にライン地方は急激に革命化していく。ライン地方からバーデン大公国に至る西南ドイツは共産主義者による暴力革命の機運が高まった。さらに決定的な事件が東ドイツのザクセン王国で発生した。4月28日、ザクセン王フリードリヒ・アウグスト2世が議会を解散するとこれをきっかけにドレスデンで革命騒擾5月蜂起が発生した。ミハイル・バクーニン、シュテファン・ボルン、リヒャルト・ワーグナーがこの闘争に参加している。しかし、ザクセン軍とプロイセン軍の部隊が鎮圧にあたり、蜂起は失敗に終わった。
プロイセン政府はラインラントの情勢が安定しているという判断のもと、1849年春にヴェストファーレンとラインラントにおいて予備軍を召集した。兵員召集は戦時に限り実施されるもので、平時では違法と考えられていたため反発を招いた。プロイセン国王は、邦議会第二院が1949年3月27日にパウロ教会憲法草案への支持を表明したため議会を解散しており、大小ブルジョワジーとプロレタリアートを含むラインラント市民各層が、期待に反して反故にされた政治改革の擁護のために立ち上がっていく。5月蜂起を機に革命はライン地方に飛び火し、各地の都市では市民軍が組織され、プロイセンの守備軍に撤退要請が出されるなど反乱状態に陥っていく。
1849年5月9日、ラインラントのエルバーフェルト（現ヴッパータール）、デュッセルドルフ、イーザーローン、ゾーリンゲン市で蜂起が起こり、エンゲルスは故郷の地で盛んになった革命闘争に参加していく。翌10日デュッセルドルフが脱落するが、反乱地域一帯はプロイセン王国から離反を決め、各都市の街路にはバリケードが建設されていく。反乱を起こした市民を組織化するために、公安委員会 (独: Sicherheitsausschuss) が市内に組織された。公安委員会のメンバーには、エルバーフェルトの民主派弁護士のカール・ニコラウス・リオッテ、エルンスト・ヘルマン・ヘーヒスター (委員長に選出) 、エルバーフェルトで検事も務めた弁護士で自由主義者のアレクシス・ハインツマンが含まれていた。エンゲルスは各地で購入した武器弾薬を持参して公安委員会に出頭し、革命家として名乗りを上げた。そして、各地の労働者に招集をかけて組織した土木工兵の一隊を率い、ヴッパー川に架かるハスペラー橋にバリケードを築き、市街の防衛力を強化した。しかし、エンゲルスは政治上の立場に関して公安委員会から審査を受けた際に共和派に順ずるという誓約を破っていく。彼はハスペラー橋のバリケードに無断で「黒・赤・金」のドイツ三色旗の代わりに赤旗を掲げた。公安委員会からのエンゲルス排斥が決まり、彼は立ち退き勧告を突きつけられて、ヴッパータールを離れることとなった。一週間後、ヴッパタールはプロイセン軍が占領し、赤旗とバリケード群を撤去して、市民軍を武装解除させた。

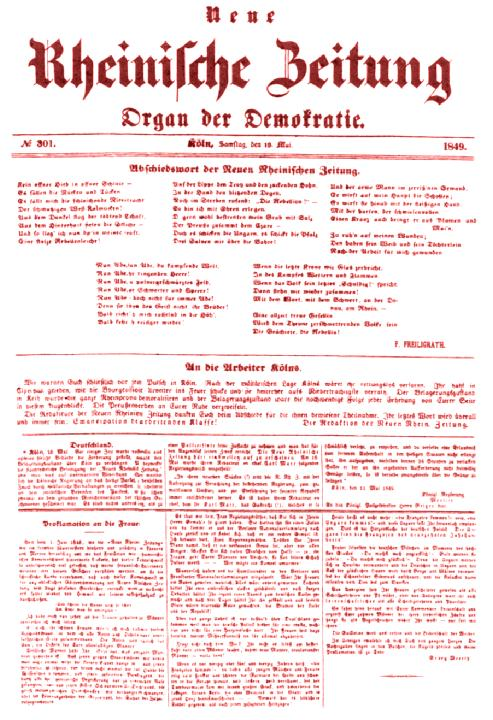
『新ライン新聞』1849年5月19日付最終号

ドイツ革命の最終局面は南西ドイツの革命運動の激化にあった。
バーデン大公国とバイエルン王国領プファルツ地方で発生したプファルツ蜂起が拡大を見せていた。とうとう、隣国バーデンの革命派が大公を追放するに及ぶ。亡命を余儀なくされた大公はプロイセン軍に介入を求めた。マルクスは『新ライン新聞』で各地の武装蜂起をドイツ革命の好機として報じ、プロイセンに対する抵抗を呼びかけた。5月16日、プロイセン政府は『新ライン新聞』のメンバーに国外追放処分を下し、新聞の出資者だったブルジョワ自由主義者もこの頃までにほとんどが逃げ出していた。ついに、同紙は廃刊を余儀なくされ、マルクスは5月18日の最終号を全面赤刷りで出版した。
マルクスとエンゲルスはフランクフルトからバーデン大公国へと放浪し、プファルツでの反乱に加わる計画を立てた。二人は結局、バーデンの革命政府と合流したが、プロイセンの軍事介入の脅威を指摘したところ、スパイと誤認されて投獄された。二人はすぐに釈放されたが、マルクスはパリへと逃亡してしまう。
エンゲルスもマルクスの後を追うことにしていたが、元プロイセン軍人アウグスト・ヴィリヒがカイザースラウテルンで800名の学生に軍事訓練をおこない武装蜂起したのである。エンゲルスはプファルツの革命派学生に共鳴して蜂起に参加、軍事に明るいエンゲルスはヴィリヒの副官として革命戦争に参加することになった。革命軍は各地でプロイセン軍と抗戦し、バーデン第二の都市カールスルーエ南方に位置するラシュタット要塞に1万3千の兵力を結集して籠城した。プロイセン軍は4倍の兵力で要塞を攻略、このとき「共産主義者同盟」の創設メンバーの一人ヨーゼフ・モルが戦死するなど、革命軍に多大な犠牲が生じた。エンゲルスは残党勢力を集め、南のシュヴァルツヴァルトを通って追手を交わしスイスへと逃亡した。マルクスはエンゲルスの輝かしい軍歴を称えた。エンゲルスは同志の賞賛に応えて1849年8月から50年2月にかけて『ドイツ国憲法戦役』（独: Die deutsche Reichsverfassungskampagne,1849-1850）を執筆した。エンゲルスは革命時におけるブルジョワとの共闘路線と二段階革命論を放棄し、ブルジョワの反動化が見られた時点において革命を守るため封建勢力と共にブルジョワを打倒する必要性を説いた。マルクスもまた1850年に『フランスにおける階級闘争』（独: Die Klassenkämpfe in Frankreich 1848 bis 1850）を執筆、革命の契機と失敗に関する唯物弁証法に基づく洞察をおこなった。マルクスは6月蜂起とその後の反動を「労働者と資本の間の戦争」として描写し、二月革命を階級闘争の生成と敗北とする歴史認識を打ち出した。
6月初旬にマルクスはフランスに入国して逃亡生活をしていたが、フランス警察の外国人監視が強まり、ブルターニュ地方のポンティノ湿地に流刑に処すと脅されたため、フランスからも出国する覚悟を固めた。ドイツにもやベルギーにもスイスにも入国を拒否されていたマルクスを受け入れてくれる国はブリテン以外にはなかった。ピエモンテ経由でジェノヴァへ向かい、1849年8月27日、航路でロンドンに向かった。エンゲルスはスイス亡命中、執筆の傍らいつもの如く女と酒に溺れる日々を送っていたという。1849年10月5日、エンゲルスもジェノヴァから航路で大陸を離れ、11月12日にはエンゲルスもマルクスを追いかけるようにロンドンへと向かい、以降40年間をブリテンで生活することになった。

### 二度目のブリテン時代

#### 共産主義者同盟の壊滅

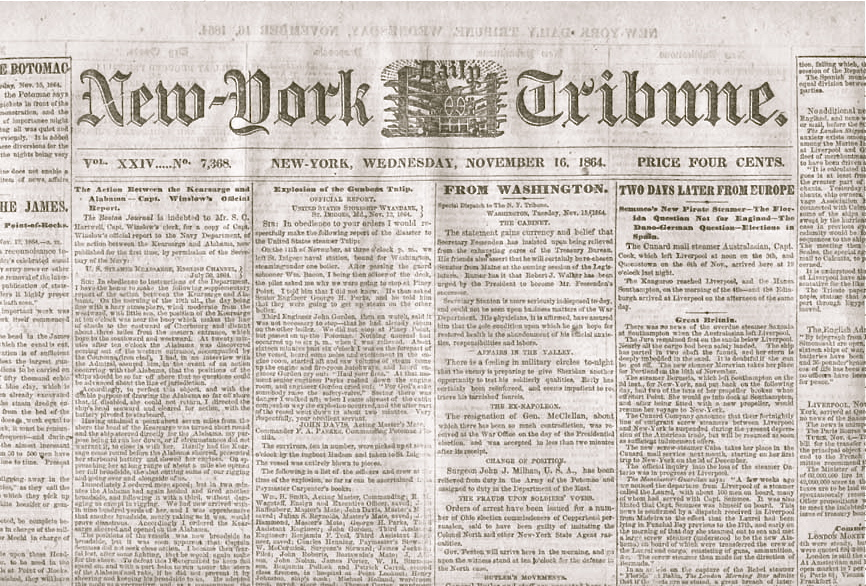
1864年の『ニューヨーク・トリビューン』

1849年までに、二人はドイツのみならず大陸各国から追放され、やむなく英国に渡った。プロイセン当局は英国政府に対して、エンゲルスとマルクスを追放するように圧力をかけたものの、当時の英国首相ジョン・ラッセルは表現の自由に関してリベラルな考え方を持っていたためその要請を拒否した。
1848年の革命の機運が収束しヨーロッパの革命的情勢が後退して以降、英国はその後の生活の拠点となった。しかし、マルクスとエンゲルスは経済的に困窮していた。マルクス一家は貧困外国人居住区だったソーホー区のディーン通り28番の二部屋を賃借りての生活を余儀なくされた。生計を立てる手段が得られず、やがてマルクスは生計をエンゲルスからの定期的な仕送りに頼らざるを得なかった。しかし、ロンドンに移ったこの時期の窮乏状態は厳しく、三人の子どもを飢餓と病気で失っている。マルクスは、他の友人（ラッサールやフライリヒラート、リープクネヒトなど）への不定期な金の無心、金融業者から借金、質屋通い、元フーリエ派でアメリカの進歩的な奴隷解放論者が発行していたアメリカの新聞『ニューヨーク・トリビューン』（英: New-York Tribune）への寄稿でなんとか保った。エンゲルスはチェルシー、次いでソーホーのマックスフィールド通りに居住、一時的に自由な亡命者生活を満喫した。しかし、彼もまたロンドン亡命の直後はマルクスと同じく無収入の境遇に置かれ、プロイセンのスパイに監視される中で貧困生活に耐えることになったが、マルクスとエンゲルスは1848年革命の理論的考察を加えて互いの執筆事業を進めた。
1850年、ロンドンに移り住んで間もなくエンゲルスは『ドイツ農民戦争(歴史書)』（ドイツ語: Der deutsche Bauernkrieg）を執筆した。本書にはエンゲルスの歴史観が描写された。1524年、トマス・ミュンツァーは現状維持を志向したルター派の宗教改革運動に疑問を抱き、シュヴァーベンの貧しい農民による蜂起に合流して「地上における神の王国」を実現させる運動を展開する。これがドイツ農民戦争である。1525年、貧しい農民（農奴）を解放して救済しようとするミュンツァーの闘いはシュヴァーベンの領主と同盟したマルティン・ルターによって打倒される。エンゲルスにとって象徴的意味を持った歴史事変であった。エンゲルスはこの闘いを階級闘争として捉え直していく。共産主義的な平等の王国を実現するには経済的準備が出来ておらず、時期尚早の蜂起であった。封建的な農業経済を産業革命によって脱却して、近代産業に基づく資本主義の確立によって自然的制約を超えた工業社会の到来の兆しを待たねばならず、時宜を得られなければ持つ者と持たざる者の闘争は現実性を持ち得ないという認識が語られている。したがって、ミュンツァーの闘いはルター派の鎮圧軍によって撃破され、多大な犠牲を出して屈服させられたわけである。ミュンツァーの闘いとその敗北は、革命には歴史的な時節の到来を待望する姿勢が必要であり、確かな歴史的展望を培って待機と備えをした上で、ブルジョワの裏切りに抵抗しなければならないという教訓史をなしていた。エンゲルスはドイツ農民戦争を手がかりに、ヴィルヘルム・ヴァイトリングが説いた即時の共産主義実現という挑戦の無謀さと危険性を指摘し、経済的条件を持たない革命は決して成功しないという考えを同志たちに提示しようとしたのである。
二人は「共産主義者同盟」の再建に取り組むことになる。
しかし、組織再建は困難を極めた。「同盟」中央委の人事争い、ロンドンの「ドイツ人労働者教育協会」の会員資格問題、亡命者支援基金の分配金を巡る争いが再建を困難にした。さらに、1850年に採択された「中央委から同盟員への呼びかけ」で、エンゲルスは「ブルジョワの裏切り論」を下地に「永続革命」によるプロレタリアートの支配権確立のため闘争を継続するように訴えたが、闘争の方法論を巡って内部対立が生じていた。「同盟」には即時蜂起を求めるカール・シャッパーとアウグスト・ヴィリヒのグループと恐慌によってブルジョワ資本主義社会が破局する時節の到来を待望するマルクスとエンゲルスのグループに分裂していった。マルクスは同盟中央委をドイツのケルンに移転させて政敵の干渉を最小限にしようとしたが、ドイツ側にもマルクスと剃りが合わないゴットフリート・キンメル、アーノルド・ルーゲらのグループがおり、マルクスとエンゲルスは完全に孤立状態に置かれる。しかし、中央委の移転は「共産主義者同盟」の壊滅につながっていく。1851年5月から6月にかけて共産主義者同盟の著名なメンバー11人が大逆罪の容疑でプロイセン警察によって摘発された。ケルン共産党事件である。この事件を受けて、マルクスも「共産主義者同盟」の存続を諦め、1852年11月17日に正式に解散を決議した。

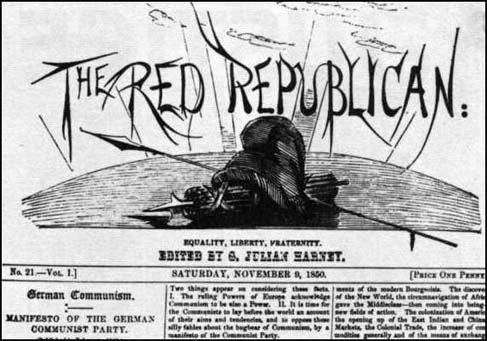
『レッド・リパブリカン』創刊号

#### ビジネスへの復帰と二重生活
エンゲルスはマルクス同様、困窮に苦しんでいた。エンゲルスの両親は、革命運動に傾倒したために、逮捕状が出され追われる身となった息子に手を焼いて金銭援助を止めざるを得ない状況に陥った。しかし、エンゲルスもついに音を上げて、自身と友人マルクスを救うために、渋々家族に頭を下げて仕事の面倒を見てもらうことにした。妹マリーが仲介役となって「兄も反省しているから」と言って父親を宥め、父親も「フリードリヒにとっては不本意であろうが、息子の復帰は家業のためになる」として息子の要望を受け入れ、遂に和解するに至った。かくして、エンゲルスは工場のあるマンチェスターで臨時働きのつもりで家業「エルメン＆エンゲルス商会」に復帰した。
マンチェスターはチャーティズムの本拠地であり、英国社会主義の中心地であった。だが、1850年代の英国の経済はヴィクトリア時代中葉の長い好景気のルートに入り、その過程でチャーティズムの崩壊が進んでブルジョワ支配は揺るぎのないものになっていった。『共産党宣言』の英訳がジョージ・ジュリアン・ハーニーが発行する『レッド・リパブリカン』紙（英: The Red Republican）に掲載されたものの反響は芳しくなかった。英国の労働者階級は好調な経済の恩恵を受けて熟練労働者を中心に所得を増やし、未熟練労働者との両極分解が進んでおり、階級的自己意識とその革命的性格を急速に喪失していたのである。

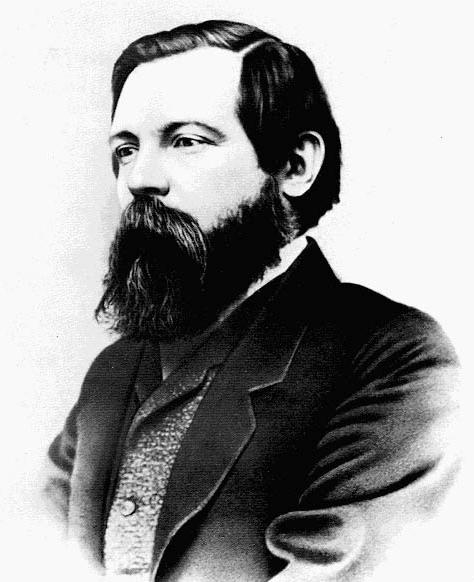
1856年のエンゲルス

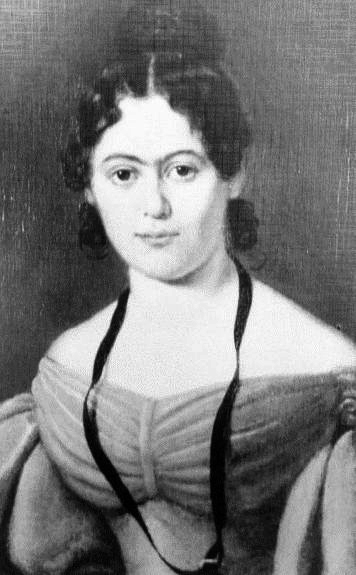
マルクスの妻イェニー・マルクス。彼女は知性にあふれた女性だったが、出自に恵まれていたため家計の管理に疎かった。

一方で好調な綿産業の発展とともに「エルメン＆エンゲルス商会」も事業の成長に成功していった。「エルメン＆エンゲルス商会」はペーター、ゴッドフリート、アントニーのエルメン兄弟とフリードリヒ・エンゲルス（父）との共同事業体であった。この共同事業は絶えず経営権を巡る社内対立を招き、この緊張関係は業績の伸長と共に次第に激化していった。フリードリヒ・エンゲルスは父の意を受けて社内の財務状況の調査を開始し、内部監査役として活躍して父親の経営権を擁護した。経営への参画を通じてエンゲルスは父親と和解していき、1851年6月には父親とマンチェスターで対面できるまでにその関係を改善させている。
エンゲルスは、会社の帳簿と対話する財務管理と工場経営に精勤して生活を再建させたが、1850年代のエンゲルスの給料は年100ポンドを超えることはなかったと見られている。また、父の代わりにマンチェスター工場の財務をやり繰りしなければならなかったので、マルクスに送る資金にも限度があったが、巧みな語学と持ち前の経営能力を発揮して1850年から1860年は一般社員、1860年から1864年まで業務代理人、そして1864年から1869年は支配人として勤め、共同経営者の地位にまで上り詰めた。最終的に年1500ポンドを稼ぐ富裕な中流階級の名士となり、マンチェスターのドイツ人社会の頂点に駆け上がった。彼は十数年の間に流浪の革命家から名誉ある高級社会の一員へと出世を果たしたのである。シラー協会の会長を務め、高級馬を所有して名門有力者が集うチャンシャー・ハウンズにおけるキツネ狩りを楽しみ、名門のアルバート・クラブやブレイズノーズ・クラブの会員となっていた。
昼間は工場経営に従事する一方、夜は科学的社会主義の研究を進めるという望まぬ「二重生活」に入っていく。会社経営の実態、雇用や人事評価をめぐる精神面での矛盾とジレンマは深刻なものとなり、エンゲルスの心情を傷つけるものとなった。
しかし、エンゲルスは、政治経済問題や国際情勢について多くの新聞と雑誌からの活発な情報収集を通じて秀逸な分析を継続した。殊に、世界の戦争に関する軍事情勢分析には抜群の才を発揮し、この分野では、時にはマルクスに代わって情勢論文をマルクスの名で新聞社に寄稿することもあった。1860年代には自身も体調不良に苦しんでいたが、マルクスの仕事のために情報収集と提供を依頼され、英作文が苦手なマルクスのために執筆を代行して彼の仕事に尽くしていた。
このようなマンチェスター時代の「二重生活」は、約20年間に及ぶこととなった。エンゲルスは、その間に得た報酬の半分以上を浪費癖の治らないマルクスに送金した。マルクスは新聞への寄稿の謝礼に加えてエンゲルスからの送金で窮地を脱し、惨めなソーホーでの生活を抜け出し、中流階級が居住する郊外住宅で暮らすようになる。1856年、ロンドン北部ケンティッシュ・タウンのグラフトン・テラス（英: Grafton Terrace）9番に転居し、1864年3月にメイトランドパーク・モデナ・ヴィラズ1番（英: 1 Modena Villas, Maitland Park）の一戸建ての住居を借り、1875年春には近くのメイトランド・パーク・ロード41番に引っ越した。エンゲルスは度々の引っ越しと不相応に贅沢な暮しをしていたマルクス家の生活を支援した。亡命者として政府の監視の下で浪費と貧困の繰り返しの生活を営んでいたロンドンのマルクスとその家族の生活を何度となく救ったのはエンゲルスの財政的支援であった。
また、エンゲルスはマルクス家の家庭環境も守った。1851年にマルクスはディーン通りの家でメイドヘレーネ・デムートとの間にフレデリック（フレディ）・デムートを儲けた。エンゲルスはマルクスの隠し子のためにファーストネームを与え、あたかもエンゲルスが本当の父親であるように偽装するなど公私に渡って犠牲を払った。結局、フレディはエンゲルスにもマルクスにも子どもとして認知されず里子に出され、ロンドンで旋盤工として暮らしていくことになる。

### 中年期以降の活動

#### 反動とのたたかい

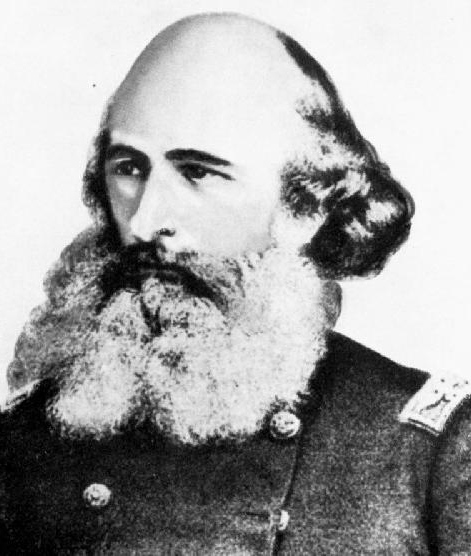
ジョゼフ・ヴァイデマイヤー

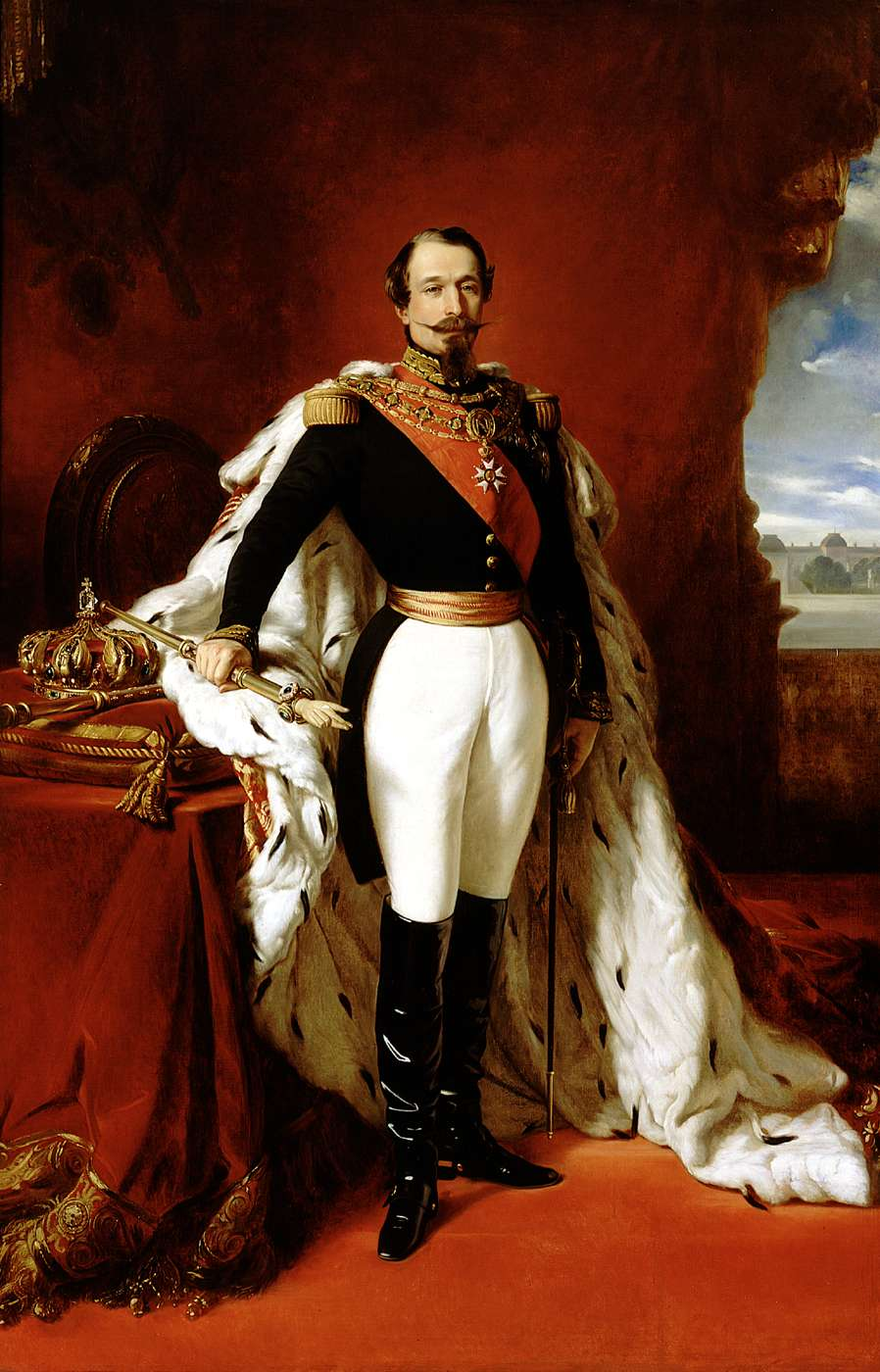
ヴィンターハルター画『ナポレオン3世の肖像』（ナポレオン博物館蔵）

1851年12月2日、フランスでは大統領ルイ・ナポレオンによるクーデターがあり、主だった議員が逮捕された。ルイ・ナポレオンは国民投票によってクーデターへの信任を得て、事件からちょうど一年後に皇帝に即位、ナポレオン3世を称して第二帝政を開始する。マルクスは『ルイ・ボナパルトのブリュメール18日』（ドイツ語: Der 18te Brumaire des Louis Bonaparte）を執筆した。
上書執筆の経緯は、共産主義者同盟の古くからの同志であったジョゼフ・ヴァイデマイヤーから、1851年12月2日のクーデターに関してニューヨークで発行を計画中の週刊誌への寄稿を求められたことに起因する。ヴァイデマイヤーはマルクスと同い年の友人で、プロイセン軍の士官であり、ジャーナリストであった。1846年にはブリュッセルで設立された共産主義通信委員会に参加し、正義者同盟から改称した共産主義者同盟にも参加していた。1848年革命に参加し、翌年49年『新ドイツ新聞』の編集者となった。1851年にアメリカに亡命した後は新雑誌『革命（ディ・レヴォルティオーン）』(独: Die Revolution)の創刊を目指して活動し、マルクスに論文の寄稿を依頼した。12月16日、マルクスはマンチェスターにいたエンゲルスに相談を持ちかけたところ、エンゲルスから論文を執筆してみてはどうかという提案がなされた。そのときの手紙でエンゲルスは次のように語っている。
マルクスとエンゲルスのナポレオン三世に対する敵意は根深く、彼をヨーロッパの革命を破滅させた張本人と見ていた。二人はフランスと全世界の自由に敵対するナポレオン三世を打倒することが革命の事情と考えた。マルクスはエンゲルスの助言で早速執筆に取り掛かり、12月19日、ヴァイデマイヤーに第一章を送付することを約束した。この約束は病気のために果たされなかったが、明けて1月1日に最初の原稿が、2月13日に続きが送られた。その間、ヴァイデマイヤーの週刊誌発刊の計画は資金面の障害により挫折していたが、マルクスは諦めずに執筆を続け、三月中で全部の原稿が送られた。5月、ヴァイデマイヤーの不定期雑誌『革命』第一号に掲載された。

#### 「将軍」エンゲルス

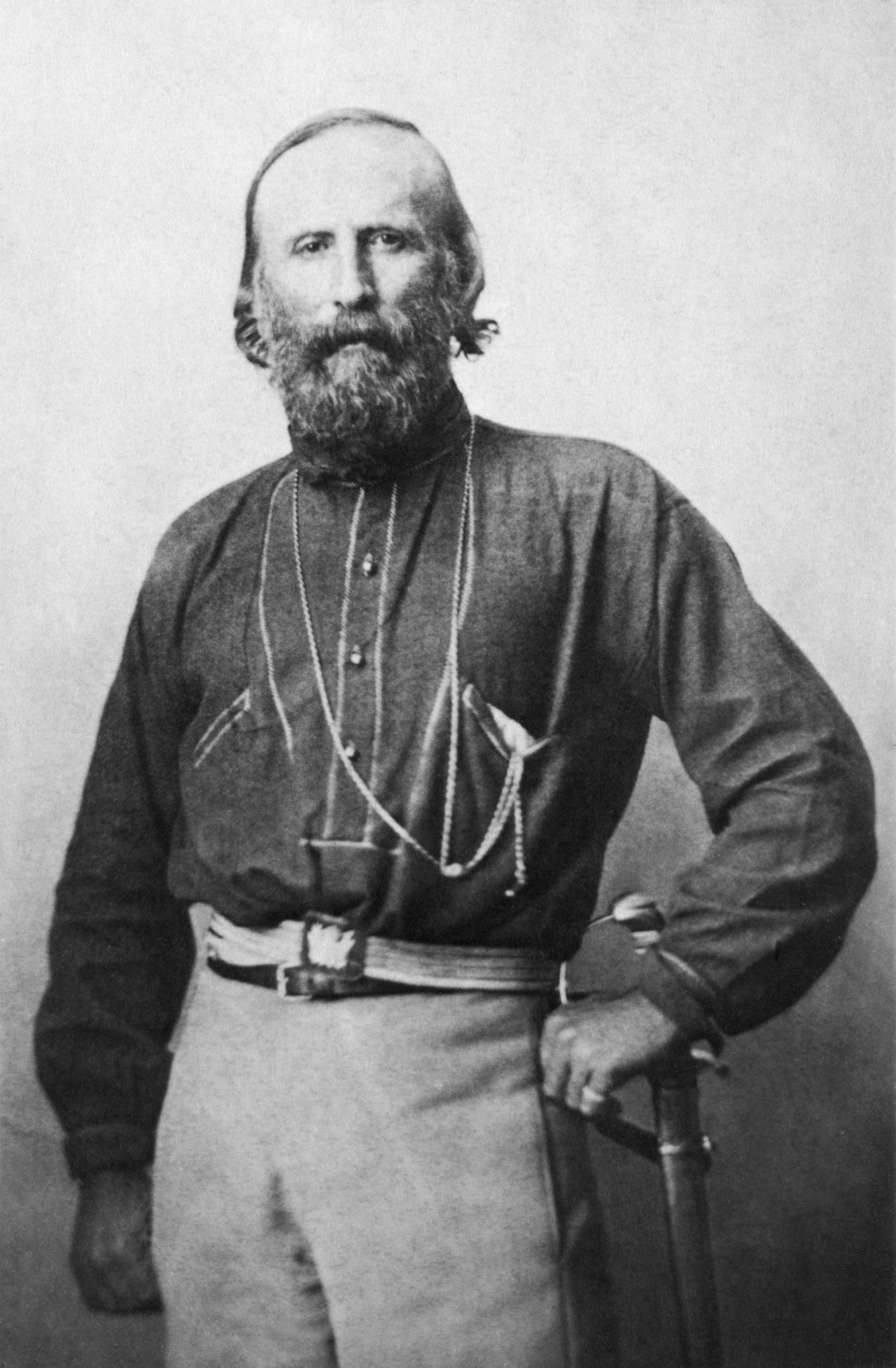
イタリア統一運動の英雄ガリバルディ

エンゲルスは青年期に軍隊経験があり、1848-49年にはドイツ革命に参加し、プファルツ・バーデン革命政権を守るため革命戦争に従軍していた。こうした背景もあってとりわけ軍事史に強い関心を向けていた。多忙なビジネスライフの合間、軍事戦略や地政学、武器や軍事技術を研究するようになった。英雄史観を拒絶して唯物史観の体系化に尽力しながらも、ウェリントン公爵やチャールズ・ネイピア（海軍大将）、ガリバルディなどの軍事的英雄に対しては深い敬意を抱いて彼ら名将を崇拝していた。
クリミア戦争に関する評論は好評とはならなかったものの、地政学分析の書であった『ポー川からライン川』は優れた評論として高い評価を得た。その論旨はドイツ統一の実現のために、ドイツ民族は軍事上重要なポー川とライン川をフランスから防衛しなければならないとするものであった。ナポレオン3世は1859年にサルデーニャ王国宰相カミッロ・カヴールと連携して北イタリアを支配するオーストリア帝国に対する戦争を開始した。イタリア統一戦争と呼ばれるこの戦争はフランスで反動政治をおこなう専制君主ナポレオン3世がやはり反動国家のオーストリアと衝突して、イタリア民族運動を支援するというものでナショナリズムの前進には積極的意味があったが、ドイツ民族の敵がイタリアに勢力拡大を図っていると見なせるものであった。
この戦争をめぐってエンゲルスは小冊子『ポー川とライン川』を執筆し、これをラッサールの斡旋でプロイセンのドゥンカー書店から出版した。この著作の中でエンゲルスは「確かにイタリア統一は正しいし、オーストリアがポー川（北イタリア）を支配しているのは不当だが、今度の戦争はナポレオン3世が自己の利益、あるいは反独的利益のために介入してきてるのが問題である。ナポレオン3世の最終目標はライン川（西ドイツ）であり、したがってドイツ人はライン川を守るために軍事上重要なポー川も守らねばならない」といった趣旨の主張を行い、オーストリアの戦争遂行を支持した。マルクスもこの見解を支持した。しかし、二人の主張は軍事色を強めていくナポレオン3世を批判するあまり、イタリア統一運動を妨害して長年にわたってハプスブルク家によってイタリア支配をおこなうオーストリア帝国を支持しているかのように感じさせものであった。このようなマルクスとエンゲルスの態度には社会主義者であったラッサールでさえもオーストリアによる諸民族のナショナリズム蹂躙という状況を肯定しているという悪印象を与えるものだった。
社会主義者同士の不信感が高まるなか、大国間の対立もエスカレートしていた。ナポレオン3世のイタリア統一戦争への干渉は英仏間の対立も招いたのだ。
政治的緊張の中でブリテン南部の沿岸部各地に義勇軍が集結していった。エンゲルスはこの義勇軍を高く評価した。しかし、義勇軍部隊の多くが富裕な市民で実態はクラブ活動のようなもので完全にブルジョア部隊であったが、エンゲルスは義勇軍の階級的性格を無視して絶賛していた。軍事的活動や戦争に関してエンゲルスは好戦的な性格が強く、ワーテルローの戦いのような決戦で勝敗と共に善悪が決する最終戦争が起こるのを密かに願っていた。
ナポレオン戦争が再来してナポレオン3世が破滅するという期待と見解は英仏戦争ではなく、普仏戦争という形態によって現実化した。普仏戦争に関するエンゲルスの分析は極めて優れたものであった。エンゲルスは布陣や会戦地点に関する予想を的確に分析し、予測を『ペル・メル・ガジェット』(英: The Pall Mall Gazette)という雑誌に掲載した。その結果、エンゲルスは一流の軍事評論家として認められ、マルクスやその他の友人たちから「将軍」のニックネームで呼ばれるようになった。下記「普仏戦争とエンゲルス」を参照のこと。一方、エンゲルスは帝国主義や植民地支配に反感を抱いていたことで知られている。これについても下記「危機と再編の時代」の項目で後述する。

#### 『経済学批判』への協力
『経済学批判』序文への協力
エンゲルスは、マルクスの頭脳の偉大さを認め、早い時期からマルクスの理論の発展に対して重要な助言者の役割を担ってきた。
マンチェスター時代には、エンゲルスは、マルクスの主著『資本論』を完成させる上でこの上なく重要な助言者となった。資本主義経済の渦中で有能な経営者として頭角を現しつつあったエンゲルスは、マルクスに対してしばしば現実の経営の実情、資本家の実務や慣例について情報を提供した。時には、マルクスの要請に応じて、『資本論』の原稿に対して経営者の観点から助言や指摘を行った。
（要執筆）

### 危機と再編の時代へ

#### 労働運動の再建
国際的な労働者運動は1860年代の国際危機に刺激され復活を遂げていく。
1860年代大英帝国の世界支配が完成する一方、新興国の工業化、近代化が急速に進展し始めていた。この時代の動きはアメリカにおいて南北戦争、南欧でイタリア統一運動、東欧でポーランド蜂起（1月蜂起）となって現れる。これらの事象に対する労働者の反応が国際的な労働者組織（第一インターナショナル）を創立する直接的契機となった。
1857年からの不況で企業が次々と倒産して失業者が増大したことでヨーロッパ諸国では労働運動が盛んになった。
- 1857年経済危機

1850年代の好景気によりロンドンでは建築ラッシュを迎えたが、1857年の経済恐慌によって1859年のロンドン建築工ストライキが起こる。労働時間の短縮を要求する建築工のストライキは失敗に終わったものの、ストライキにおける労働者の団結と闘争を強化する目的で各業種ごとに職工たちが結集して組織した合同組合が組織され、1860年5月には、ロンドン労働者協会(英: London Trades Council 以下、LTCと表記)が発足し、多くの都市で労働運動の結集が進展した。後にLTCは、1865年に結成された改革連盟という成人男子選挙権を要求する熟練労働者（労働貴族）による政治団体の母体となり、また、各地で組織された同様の「地区労」を結びつけて労働組合会議(英: Trades Union Congress)を開催し、全国的な労働組合の組織を作り上げた。
フランスでは、1860年代以降、ナポレオン3世が「自由帝政」と呼ばれる自由主義化の改革を行うようになり、皇帝を支持するサン・シモン主義者や労働者の団体「パレ・ロワイヤル・グループ」の結成が許可された。プルードン派やブランキ派の活動も盛んになった。後述で詳しく紹介するが、ドイツでも1863年にラッサールが全ドイツ労働者同盟を結成した。
1848年革命の挫折によって崩壊していた労働運動、革命運動が、世界各国で復活を遂げようとしていた。

#### 南北戦争の余波
1861年、アメリカの南部諸州が連邦からの脱退を宣言してアメリカ連合国を結成し、アメリカを二分する内乱・南北戦争（1861-1865年）が勃発した。
エンゲルスは南北戦争とブリテンにおける北部支援運動に強い印象を受けた。北部合衆国主導の黒人奴隷の解放によって民主化と工業化が進展し、アメリカ大陸に新時代を開拓する強力な新興国が出現することを期待していた。北部合衆国は、南部連合の主要産業である綿花生産に打撃を加えるべく、海上封鎖を実施した。その結果、綿花危機でヨーロッパの綿花関連の企業が原料不足による操業停止に追い込まれ、次々に倒産に追い込まれていく中、ランカシャーからマンチェスターにかけての膨大な数の労働者が大量失業と生活難に陥った。

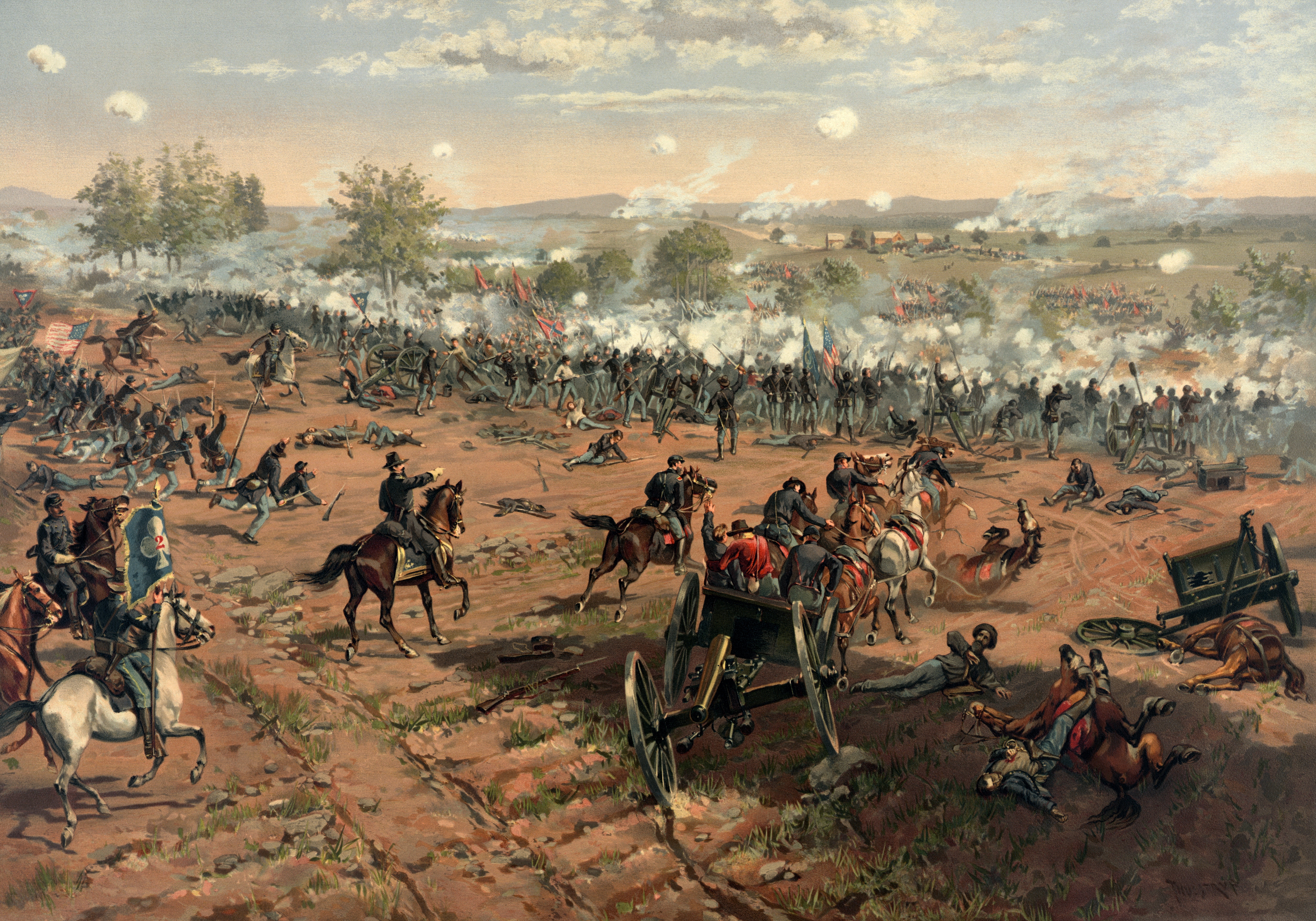
1863年7月1‐3日のゲティスバーグの戦い。北軍と南軍が総力を結集して南北戦争史上最大の激戦となった。この戦いが転換点となり北軍が優勢になった。

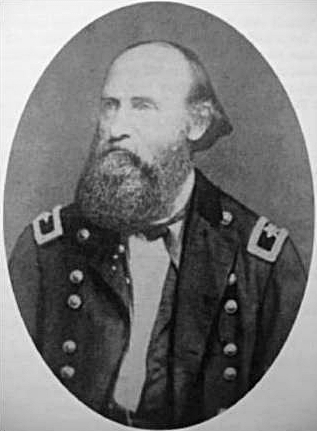
アウグスト・ヴィリヒ。1863年の写真。1849年プファルツ・バーデン革命戦争に従軍していた頃のエンゲルスの上官。

エンゲルスは北部による奴隷解放を支持する立場を堅持していたものの、戦局の行方についてマルクスとは異なる見解を持っていた。エンゲルスは初戦における南部連合の戦勝から、1862年春に展開された東部戦線バレー方面作戦で活躍するストーンウォール・ジャクソンなど南軍将官の優秀性に感銘を受けており、当初のところ「北軍の将官は愚か者ばかり」で戦争は南部連合の勝利で終わると予想していた。しかし、マルクスはエンゲルスの軍事面に偏る分析に対して批判的な姿勢を取り、奴隷解放という歴史的大義を掲げた北部合衆国が最終的に勝利をおさめるという認識を示し続けた。マルクスは、1862年夏にエンゲルスと交わされた書簡において次のように述べている。
マルクスの読み通り、1863年夏のゲティスバーグの戦い以降、長期戦を強いられた南部連合は工業生産力の差から北部合衆国に対して守勢に立つようになり、1864年4月には南部連合の首都リッチモンドが陥落、まもなく北部合衆国の勝利が達成される。
この戦争はブリテンのプロレタリアート階級に多大な犠牲を強いるものとなったが、マルクスは南北戦争を奴隷解放のみならず、やがて到来する労働者階級の解放の先駆けと見なした。アメリカにおける黒人奴隷制の廃止が全世界における賃金奴隷制の廃止の要求に発展し、労働者階級が搾取階級との闘争を歴史的運命として認識するようになる一助と考えたのである。
エンゲルスもマルクスと同様に、南部の黒人が奴隷化されている現状は、アメリカをはじめ全欧州の白人労働者を隷属させる経済システムの長期化につながるものであって、早期に北部合衆国を勝利させて奴隷解放を実現させることが歴史的大義であると見ていた。エンゲルスは、ブリテンとアイルランドの労働者が騒擾や打ち壊しもせず自己犠牲的な「沈黙」を貫き、ブリテン政府が南部連合を救うべく北部合衆国に軍事介入を試みる企てを抑止したことに満足感を得ていた。

#### 植民地主義との闘い
一方、ヨーロッパ大陸の東ではポーランド蜂起（1月蜂起）が発生していた。

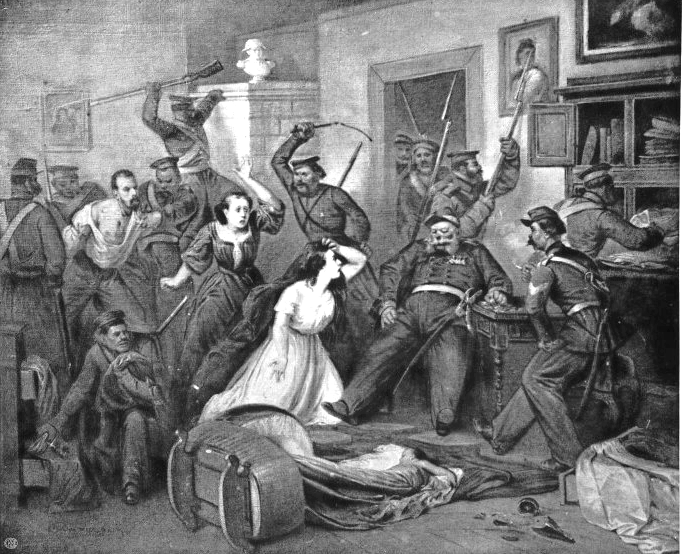
ポーランド貴族の館で略奪をはたらくロシア兵

エンゲルスはポーランド解放をヨーロッパの老大国が強化する軍国主義の否定の契機として考えて蜂起を支持した。自由で民主主義的なポーランド国家が中央ヨーロッパに再び登場すれば、ロシア帝国のツアーリズムとプロイセンの軍国主義に抵抗する「自由の砦」が建設されて、ヨーロッパ秩序の自由化・民主化が進行すると期待できた。
エンゲルスは、ポーランド蜂起に加わった革命家の支援のためにマンチェスターで募金活動を組織するなど全力を注いだ。
また、国際世論の啓発のために執筆活動にも取り組む姿勢を見せ、外交についてはマルクスが書き、軍事についてはエンゲルスが書くという共同事業で『ドイツとポーランド』という小冊子の作成を検討していた。この小冊子の作成の最中に蜂起の鎮圧が伝えられて計画に終わるが、二人は「他民族を抑圧する民族は、みずからを解放することはできない。他民族を抑圧する力は最終的につねに自国民に向けられるからだ」とする認識を一層強め、民主主義の実現、植民地解放と民族自決権の達成を呼び掛ける動機づけとなった。
また、英仏ではポーランドの窮状に対する同情の念が強まってポーランド支援の世論形成を促した。また、植民地主義に対する嫌悪感と戦争への恐怖心から、欧州の帝国主義諸国が引き起こす外交問題に懸念が深まり、外交危機に対する労働者階級の運命と役割への関心は次第に強まっていった。
エンゲルスは1840年代にはスラブ人や東洋人をヘーゲル的な意味での「非歴史的民族」として位置づける人種差別的感情を持っていたが、1860年代に入ると黒人奴隷の解放運動やポーランド独立運動に刺激を受けて、次第に植民地解放と民族自決権の擁護者となっていった。

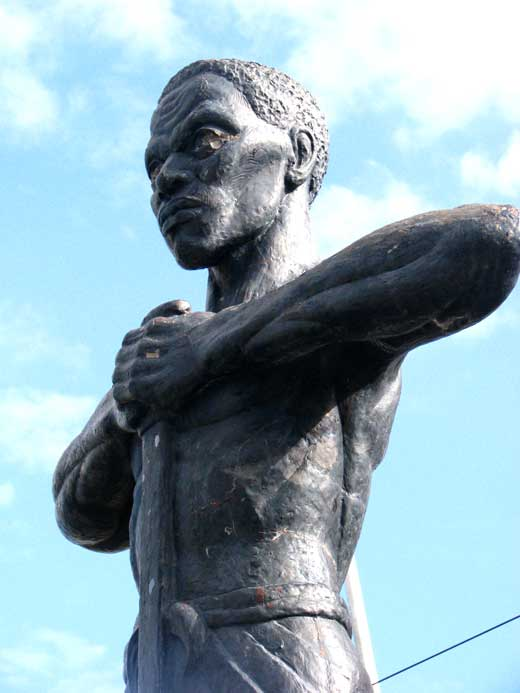
ポール・ボーグルの記念碑

1865年10月11日、ジャマイカ東部のセント・トーマス教区で、ポール・ボーグルが200人から300人の貧しい黒人男女を率いてモラント・ベイの市街へ乱入した。
総督エドワード・エアは軍を派遣し、軍は組織的な抵抗に遭遇しなかったが無差別に黒人を虐殺した。そのうちの多くはこうした暴動や反乱に関与していなかった。ある兵士の証言によると、「我々は我々の前にいるすべてを殺戮していった…男であれ女であれ、子供であれ」とのことである。この反乱事件は後にモラント湾の暴動（ジャマイカ事件）として知られるようになるが、事件はブリテン本国での大論争を引き起こした。事件はエンゲルスにも大きな影響を及ぼし、彼は「郵便が来るたびに、ジャマイカでのさらにひどい残虐行為のニュースがもたらされる。非武装の黒人を相手にした英雄行為を語るイギリス人士官たちの手紙は言語に絶する」と語って、エア総督の黒人虐殺に嫌悪感を示した。
エンゲルスは、世界各地で発生する現地住民の抵抗に共感を抱くようになっていた。中国でのアヘン戦争、インド大反乱などの事例に加え、アルジェリアやコンゴでの帝国主義列強諸国の「人類や文明、キリスト教の精神」に反する蛮行を非難した。「先住民が暮らし、単に支配を受けているインド、アルジェ、オランダやポルトガル、スペインの領地」のような国々は、「できる限り急速に独立」を果たし、革命を達成することが急務であると考えるようになった。エンゲルスによる抵抗思想の確立とともに、革命的プロレタリアート主導の植民地抵抗運動の展開というマルクス主義的外交戦略の展望が定まった。

#### アイルランド独立闘争

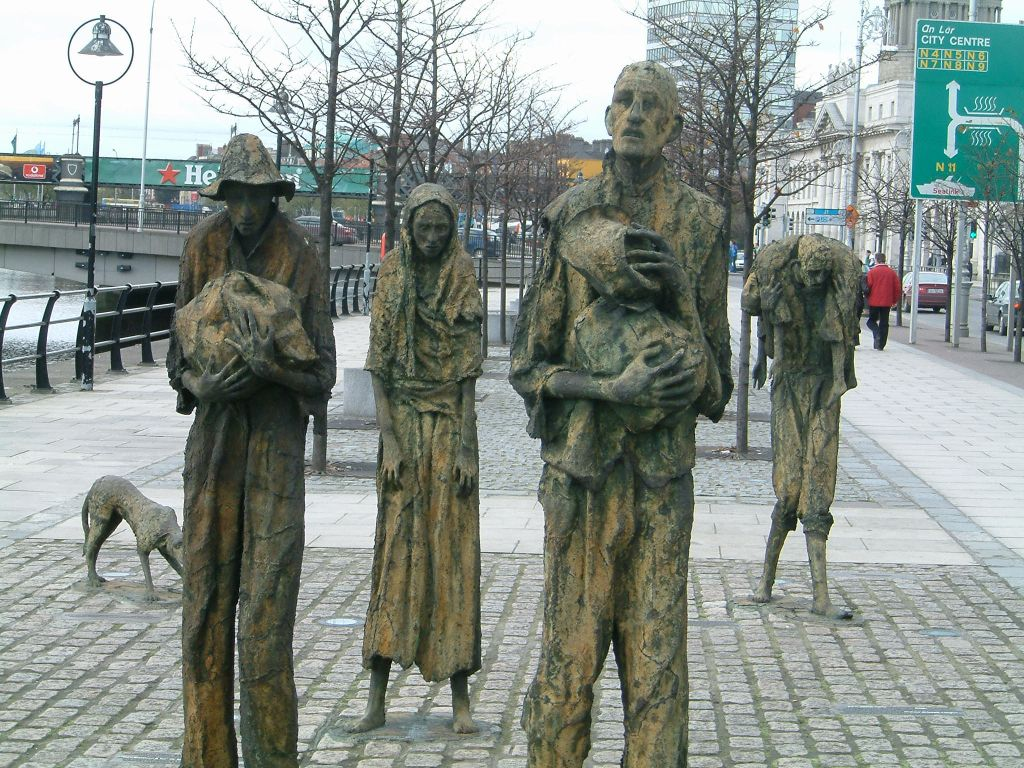
ジャガイモ飢饉の追悼碑。アイルランド、ダブリン。

エンゲルスは、アイルランド独立闘争の歩みに深い共感を抱いていた。
エンゲルスがアイルランドを初めて旅行したのは1856年であった。エンゲルスは伴侶であるメアリー・バーンズとともにダブリンからゴールウェイにかけて旅行し、アイルランドの自然や人々との出会いを堪能している。帰国後もエンゲルスはアイルランドに関心を示して、ゲール語を勉強、法律、歴史、地理、地質、文化を学習し、研究ノートを作成していった。エンゲルスは、アイルランド農村について「飢饉がこれほど生々しく現実に感じられるとは思いもしなかった」と旅行中に綴り、続けて「村はまるごと放棄されていた。そうした村々のあいだに、まだそこで暮らしているほぼ唯一の人々である小規模な地主の素晴らしい庭園がある。大半は法律家だ。飢饉、海外への移住、そしてその合間の撤去が、こうした事態をもたらしたのだ」と語っている。
アイルランド農村は、1845年から1852年にかけて猛威をふるったジャガイモ飢饉と牧草地転用のために展開された強制的な撤去、小作農立ち退きによって牧畜経済が形成される一方、アイルランドの貧農層はかつてない窮状を余儀なくされた。飢饉による打撃で100万人の死者と100万人超の膨大な人口が離散を強いられてアイルランドの農村プロレタリアートは完全なる壊滅に至っていた。
エンゲルスは、ブリテン支配を先進文明による野蛮の征服とは考えず、アイルランドの窮状に対して一貫して同情的であった。
彼は、ノルマン人のアイルランド征服からクロムウェルの侵略を経て、アイルランドがイングランドによって組織的に略奪されたために惨めな敗者へと転落して「完全に落ちぶれた民族」となってしまったと捉えるようになっていた。マルクスが帝国主義理論を理論化するはるか前に、エンゲルスは「アイルランドはイングランドの最初の植民地と見なせるかもしれない」、「イングランド人の自由は各地の植民地の抑圧に基づいている」と分析し、アイルランド研究を通じて資本主義とブリテン帝国主義の侵略行為とを結び付けて考えた。後にマルクスも「アイルランドはイングランドの土地貴族の砦である」、「イングランドの貴族がイングランドの国内における支配力を維持するための重要手段」であると位置づけるようになった。
こうした状況下でアイルランドでは、革命組織アイルランド共和国同盟による独立闘争が活発化していた。
しかし、ダブリンでの1867年3月5日のフィニアン蜂起は失敗に終わってしまう。この事件は、イングランドを「悪の帝国」と見なし、アイルランドに自由で民主的な共和国を打ち立てるため、立ちあがった義勇兵たちの蜂起であった。蜂起に加わった活動家は逮捕され次々と収監されたが、革命派は脱獄計画を立てクラーケンウェル刑務所の爆破事件を起した。これらの事件はマルクスとエンゲルスが嫌っていた軽挙妄動に他ならなかったが、リディア・バーンズの存在が二人の考え方を変化させた。リジーはマンチェスターで活動家トマス・ケリーとティモシー・ディシー護送中の車両を襲撃して警官を殺害した革命家たちを匿い、逃亡を手助けする謀議に関わっていた。警察もエンゲルスとリジーの動きを察知できず、犯人逮捕に手間取った。五人の実行犯はまもなく逮捕され、そして三名に死刑判決が下り、処刑された。エンゲルス家ではリジー、マルクスの娘ジェニー、トゥシー（エリノア・マルクス）が喪服を着て緑（アイルランドのシンボルカラー）のリボンとポーランド十字架を身に付けたという。
マルクスとエンゲルスは、ドイツの労働者階級の解放がポーランド解放にかかっていたのと同様、アイルランドはイングランドの最大の弱点であり、アイルランド独立によって大英帝国の解体が始まり、イングランドの階級闘争、世界各地で民族解放闘争の狼煙が上がると考えるようになった。

#### ドイツでの情勢変化

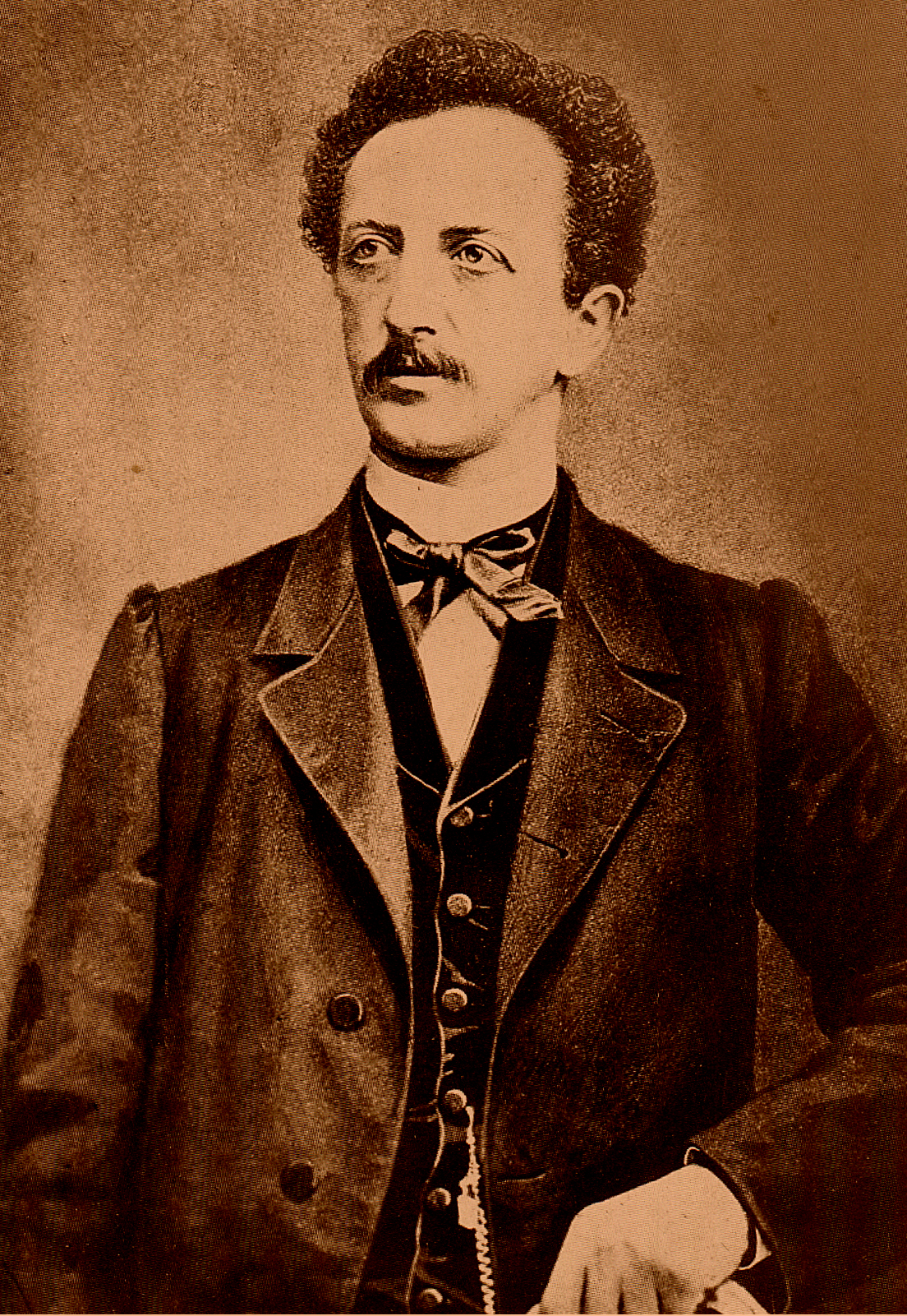
フェルディナント・ラッサール

フェルディナント・ラッサールは、プロイセン王国の19世紀国家社会主義運動の指導者である。
ラッサールは、1825年にプロイセン東部ブレスラウに裕福なユダヤ人の息子として生まれた。1844年、青年となったラッサールは故郷を離れてベルリン大学へ進学し、ヘーゲル哲学を研究した。交流のあった伯爵夫人の離婚問題からドイツの封建的制度への批判的立場を持ちはじめ、1848年革命に参加していった。ラッサールは哲学者ヘラクレイトスの思想を研究して成功を収め、哲学や革命運動で一時マルクスやエンゲルスとも親交していた。しかし、イタリア統一運動の指導者ガリバルディの影響を受けて政治の世界に参入した後は、ナポレオン3世によるイタリアのサルディニア王国支援に期待するとともに、プロイセン王国が進める小ドイツ主義に基づくドイツ統一に期待をかけて、マルクスとは異なる立場を打ち出し対立していく。
両者は労働者保護に関する志は共有していたが方法論に違いがあった。
マルクスは、労賃に関してラッサールとは異なる見解を示していた。労賃は資本家の恣意で決定されているのだから、価格を上げなくても労賃を上げて生活水準を向上させることは可能であると見ていたのである。こうした賃金闘争のために労働組合は欠かすことのできない組織と位置付けて、その役割を積極的に評価していた。また、マルクスはイギリスやアメリカを例外として、「前衛政党」による暴力革命によって古い政府から国家権力を奪取し「プロレタリアート独裁」によって資本主義を打破する道を探っていた。
これに対して、ラッサールは協同組合の相互扶助を重視し、賃金闘争によって人件費が上がるとコストがかかって物価が上がり結果的に生活水準は向上しないという盲目的な「賃金の鉄則」を支持していたため、労働組合や労働争議を否認していた。かれは国家の支援を得た協同組合の連合が資本主義に取って代わると考えており、革命ではなく「成人男子選挙権」を実現して議会進出を図るべきだと考えていた。1863年には最初の労働者政党全ドイツ労働者同盟を設立し、ビスマルクに積極的に協力しながらプロイセン議会の議席獲得を目指していく。
1864年夏、エンゲルスはプロイセン王国を盟主とする北ドイツ連邦とデンマーク王国間で勃発した第二次シュレースヴィヒ＝ホルシュタイン戦争(1864年2月1日-7月1日)後まもなく、軍事評論家として同地方への視察旅行をおこなった。この時の視察旅行でエンゲルスはユトランド半島とスカンディナヴィア諸国の文化と歴史、そして人々との交流に大きな喜びを得る一方、プロイセン王国の膨張とその軍国主義に警戒感を高めていった。
帰国後、マンチェスターに戻ったエンゲルスを仰天させるニュースが飛び込んできた。
一つはフェルディナント・ラッサールの死と二つは国際労働者運動の再生であった。ラッサールは1864年8月31日に恋愛問題に絡む決闘で命を落としたのである。訃報はフライリヒラートからの電報ですぐさまマルクスとエンゲルスのもとに届けられた。ラッサールの死は思いがけないものの、弔意を示したマルクスに対して、9月4日の手紙でエンゲルスは冷淡な反応を示してこう述べた。
1864年に決闘でラッサールが世を去った後も「全ドイツ労働者協会」の求心力は強かった。ラッサール派はプロイセン支持に徹した国家擁護の立場だったので、第一インターナショナルには加盟しなかったが、ドイツ、チェコ、オーストリア、そしてドイツ系の移民先であったアメリカに支持者がおり、マルクス主義の主要なライヴァルとなった。

### インターナショナルの時代

#### 第一インターナショナルの発足

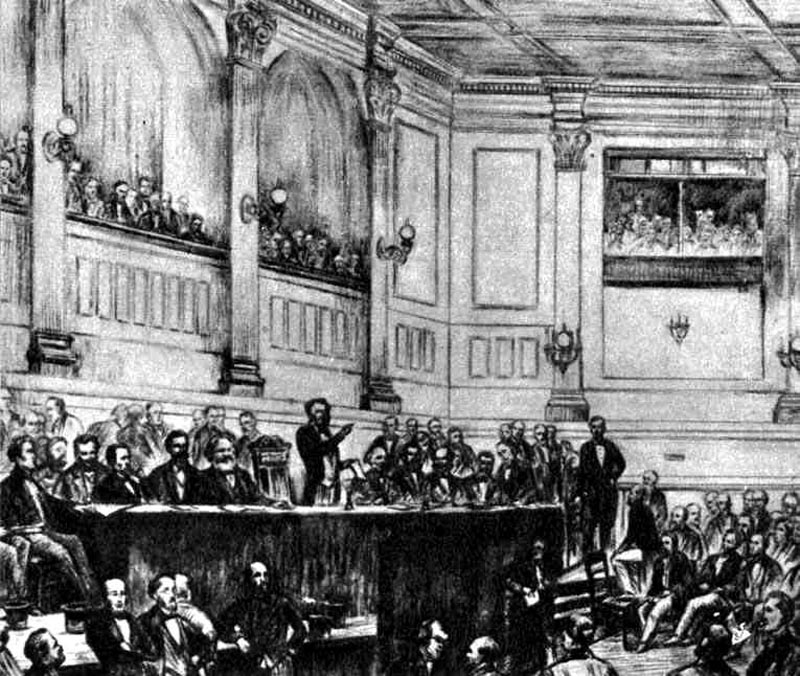
国際労働者協会発足集会、1864年9月28日

一方、マルクスがいるロンドンでも一大変化があった。
英仏労働者がポーランド蜂起の支援を目的として結集を誓い、世界初の労働者の国際政治結社「国際労働者協会」(第一インターナショナル,以下IWAと略記)が結成されたのである。ブリテン側の世話人は製靴工のジョージ・オッジャーと大工のランダル・クリーマー、フランス代表は青銅細工職人アンリ・トラン、議長はロンドン大学教授のエドワード・ビーズリだった。また、この集会にはマルクスも同席していた。この集会はヨーロッパ各国の急進派が一堂に会する大規模なものとなった。マルクスはエンゲルスにこの集会とIWAについて以下のように伝えた。

第一インターナショナル（国際労働者協会）のロゴ

マルクスは国際的な労働者の結集点が登場したことを大いに喜び、エンゲルスも返信で同感であると述べた。
マルクス、エンゲルスは1848年革命とその挫折からプロレタリアートが復活して、やがて資本主義に対する抵抗する政治的行動に結束する歴史的瞬間が再来するのを16年にわたり待ち望んでいた。9月28日の発足集会の決議に基づきロンドンに本部を設置することが定められ、「中央評議会」と年次大会を主軸としたIWAの組織が示された。しかし、エンゲルスは「この新しい協会は、諸問題がいくらか厳密に規定されるや否や、たちまちのうちに理論的にブルジョア的要素と理論的にプロレタリアート的要素に分裂するだろうと僕は思う」と語り、各国のプロレタリアートの国際同盟の性格上、分派が生じる可能性があることを指摘して、マルクスによる包括的な理論的指導が重要になることを助言した。
そこで、マルクスは前もって作成された趣意宣言を「この駄文からなにかを作り出すことなど到底できない」として大幅に書き直すことにした。規約作成委員会での議事妨害と批評を通じて、1845年以来の労働者階級の運動を歴史的に総括する一節を加えることにより各派の思惑が加わった文言を次々と削除して、「権利、義務、真理、道徳、正義」といったブルジョア的な文言も重要個所から国際政治における帝国主義批判の項目等の「何ら害を及ぼせない位置に配置した」り、文言を移し替える等して、その内容を校訂して作り変えてしまった。
こうして、マルクスは『第一インターナショナル創立宣言』と『規約』とを起草して、中央評議会で満場一致で採択されることに首尾よく成功している。マルクスはブルジョア的勢力の一掃のため、労働運動の支援、権力の獲得を目指す政治運動の展開を運動の中心に定めた。そして、IWA内のドイツ担当の一書記に過ぎなかったが、次第にIWAの実質的な指導権を獲得していった。
IWAの組織は短期間で整備されたが、最期まで諸派の混在状態にあったため、当初、その意思決定は困難なものであった。近い立場の旧チャーティズムの信奉者、ブランキ主義者やラッサール派の他に、IWAにおいて「権威」となったマルクスへの主な反対者として、ブリテンの労働組合指導者たちやプルードンやバクーニン、マッツィーニらが存在した。マルクスは1871年アメリカ人会員のフリードリヒ・ボルテに宛てた手紙においてこう語っている。
マンチェスターで「エルメン・エンゲルス商会」の経営に打ち込んでいたため、エンゲルスは中央評議会の重職を務めることはできなかったものの、日々の文通を通じてマルクスに状況報告とアドバイス提供に貢献した。マルクスはエンゲルスの助言に従い、IWA内部の雑多な勢力を整理していく算段であった。
マルクスは『資本論』の執筆を前に『賃金、価格、利潤』という講演をおこなうなどますます多忙な生活を余儀なくされていた。しかし、プロレタリアートの国際的連帯の強化の促進とその理論的指導は、将来にわたる国際社会主義運動の方向性を指し示すものとなった。マルクスはブルジョア国家との共存を志向して階級闘争の推進を妨げ続けるプルードン派との論争、労働組合主義者への反駁、ラッサール派の打倒にエネルギーを注ぎ込んでいく。マルクスによって強化されたIWAはフランスでのパリ・コミューン革命で活躍を見せ、ドイツではアウグスト・ベーベルを中心とした社会主義政党の結成へとつながっていく。
ロンドンのセント・マーティン・ホールでの発足集会（1864年）にはじまり、 ジュネーヴ大会（1866年）、ローザンヌ大会（1867年）、ブリュッセル大会（1868年）、バーゼル大会（1869）、ハーグ大会（1872年）が開催された。IWAは国際主義に立って国家的枠組みを超えた社会主義運動に関する決議を採択し各国政府に提言したほか、世界初の社会主義革命というべきパリ・コミューン革命を支援するなど横断的な挑戦を試みた。

#### 引退とロンドン暮らし
エンゲルスのビジネスライフにはマルクスへの金銭面と知的交友面での自己犠牲の他に、自分自身の健康面への自己犠牲も伴った。
1850年代末から60年代初頭期にかけて、エンゲルスは過労から深刻な体調不良に悩まされていた。1857年には膿瘍を患った他、膿瘍の回復も待たず続いて腺熱で倒れてもいる。この病は妹マリーの看病によって早期に回復を見せ始め、1857年の経済危機の勃発により革命に近づいているという期待感と共に完治した。しかし、病気による不運はエンゲルスではなく、彼の家族に及んだ。1860年にはフリードリヒ・エンゲルス(父)が世を去った。エンゲルスは嫌っていた父の死に対して特別な感情は抱かなかったが、エルメン一族との経営権をめぐる会社内の確執で神経をすり減らすことになった。続いて母がチフスで倒れた際は母を深く愛していたエンゲルスも強い動揺に襲われた。さらに、弟のルドルフ、ヘルマンが長子フルードリヒを愛する母の病気に乗じて、エンゲルスから収益の大きいバルメン工場の重要部門の経営権をはく奪しようと画策した。母も闘病生活の中で息子たちの衝突を仲裁することはできず、やむなくフリードリヒは弟たちに経営権を譲渡することになる。その結果、エンゲルスは自身の体調悪化も相まって病気がちとなっていたためビジネスから引退することを考えるようになっていく。
1863年冬、エンゲルスにとって大きな痛手が襲った。サルフォードの工場で下積みをしていた青年エンゲルスが見染めて、その後二十年に渡って連れ添った最愛の女性メアリー・バーンズが41歳の若さで突如急逝したのである。あまりに突然のことだったため、エンゲルスはマルクスに手紙を送った。
しかし、マルクスの反応はエンゲルスを落胆させた。メアリーの死に驚きを示しつつ、学費や家賃の支払いといった自分自身の経済状況に関する長文を廻らせ、急の資金援助を求めたのである。さすがのエンゲルスも援助を断ったうえで、「こんなときにこのようなひどい話を君にする私は、恐ろしく利己的だ。しかし、これは同毒療法なんだ。何か悪いことがあれば、別の悪いことからは気が逸らされる。それでは！」と絶縁を想起させるような調子で綴り、マルクスに怒りを示した。
さらに、マルクスは五日も経ってからバツの悪い態度で返信したため、エンゲルスはさらに激高して「君はそれ（メアリーの死）を自分の〈私情をはさまない気質〉の優越性を主張するのにふさわしい場と考えたのだ。よろしい！」と言い放った。ようやく、マルクスはエンゲルスを本当に怒らせたことに気づき、「君にあの手紙を書いたのは、私がひどく間違いだった。手紙を送ってすぐに後悔したよ。しかし、そうなったのは決して薄情さゆえではない」と述べ、傲慢なマルクスに似つかわしくはない素直さで丁重に謝罪した。エンゲルスもマルクスの謝罪の言葉に免じて、「一人の女性と何年間もずっと暮らせば、打撃を受けないはずはない。……。今回の手紙はその埋め合わせとなり、メアリーを失った挙句に、僕の一番古い親友までも失わずに済んだことをうれしく思う」と語り、その非礼を許した。エンゲルスは援助を乞うマルクスのためすぐに100ポンドを送金している。

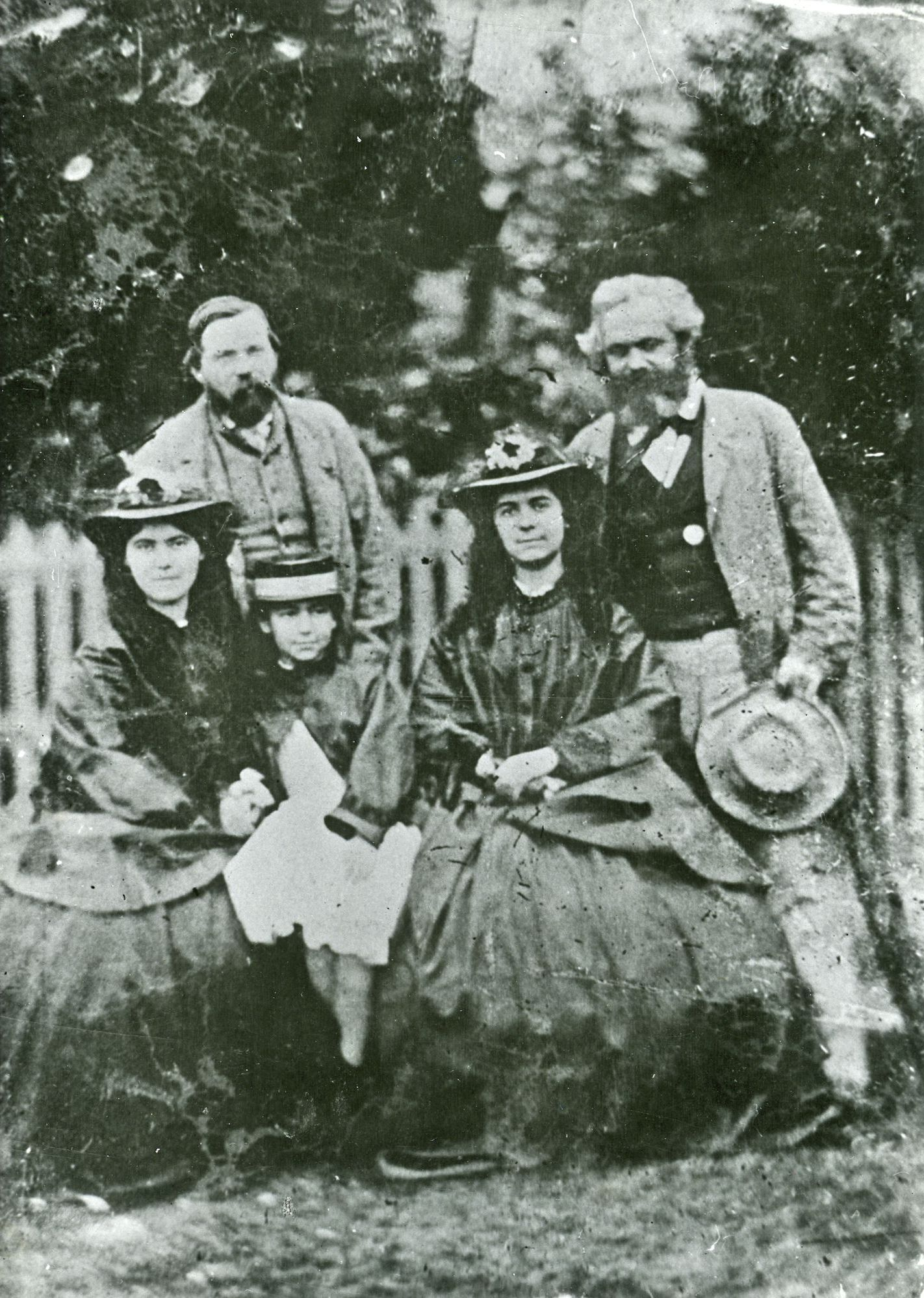
マルクスとエンゲルス。1864年、マルクス一家とともに。長女ジェニー。次女ラウラ、四女エリノア。

この出来事の背景には、マルクスがエンゲルスの愛人であるメアリーを良く思っていなかったことが考えられる。マルクスは学のないアイルランド女工のメアリーを内心では軽蔑しており、決して対等には見ていなかったのである。エンゲルスは労働者階級の素朴な女性を好んでいたため、マルクスと女性観・結婚観が大きく異なっていたと考えられる。二人はすれ違いのなかで絶縁寸前のところまで険悪となったが、再び正直な気持ちを打ち明けて和解した。
その後、エンゲルスは妹のリディア・バーンズを家政婦からメアリーの代わりになる伴侶（内縁の妻）の立場に据えている。リジーは気性の激しいメアリーに比べて気さくで社交的だったため、マルクス家と親交が深く、とりわけ、マルクス家の末娘エリノアの回想から、マルクス家とエンゲルス家の絆を強める存在となっていたことがわかる。成長していくマルクス家の三姉妹（長女ジェニー。次女ラウラ、四女エリノア）、リジーとその姪パンプス（メアリー・エレン・バーンズ）、加えてマルクス家の家政婦ヘレーネとの交流がエンゲルスの心の安らぎ、マルクスとの友情の証になっていく。
だが、中年期のエンゲルスが実業と研究の両立ができなくなっていることに変化は生じなかった。
1864年、会社の重役となっていたエンゲルスはエルメン・エンゲルス商会の経営権を完全に弟たちに売却する協定を結んでいる。エンゲルスは退職金をめぐる粘り強い交渉を重ねた後、1869年、1万2500ポンドを一括受取りする約束を受けて、ついに退職を果たした。かくして、エンゲルスは心身の苦痛を伴う工場経営の職から足を洗い、悠々自適な金利生活者になった。立場の変化はエンゲルスの政治運動への復帰を可能にすると同時に、知的活動を大いに刺激して健康状態は劇的に好転した。翌7月1日の母親宛ての手紙でこう語っている。
エンゲルスは退職の日の爽快感についてよほど嬉しかったのであろう。マルクスにも「万歳！今日で愛しの仕事とおさらばだ、僕は自由の身だ！」と告げ、マルクスもエンゲルスの「出エジプト」を祝した。マルクスの娘エリノア・マルクスはこの日のエンゲルスの様子をこう描写した。

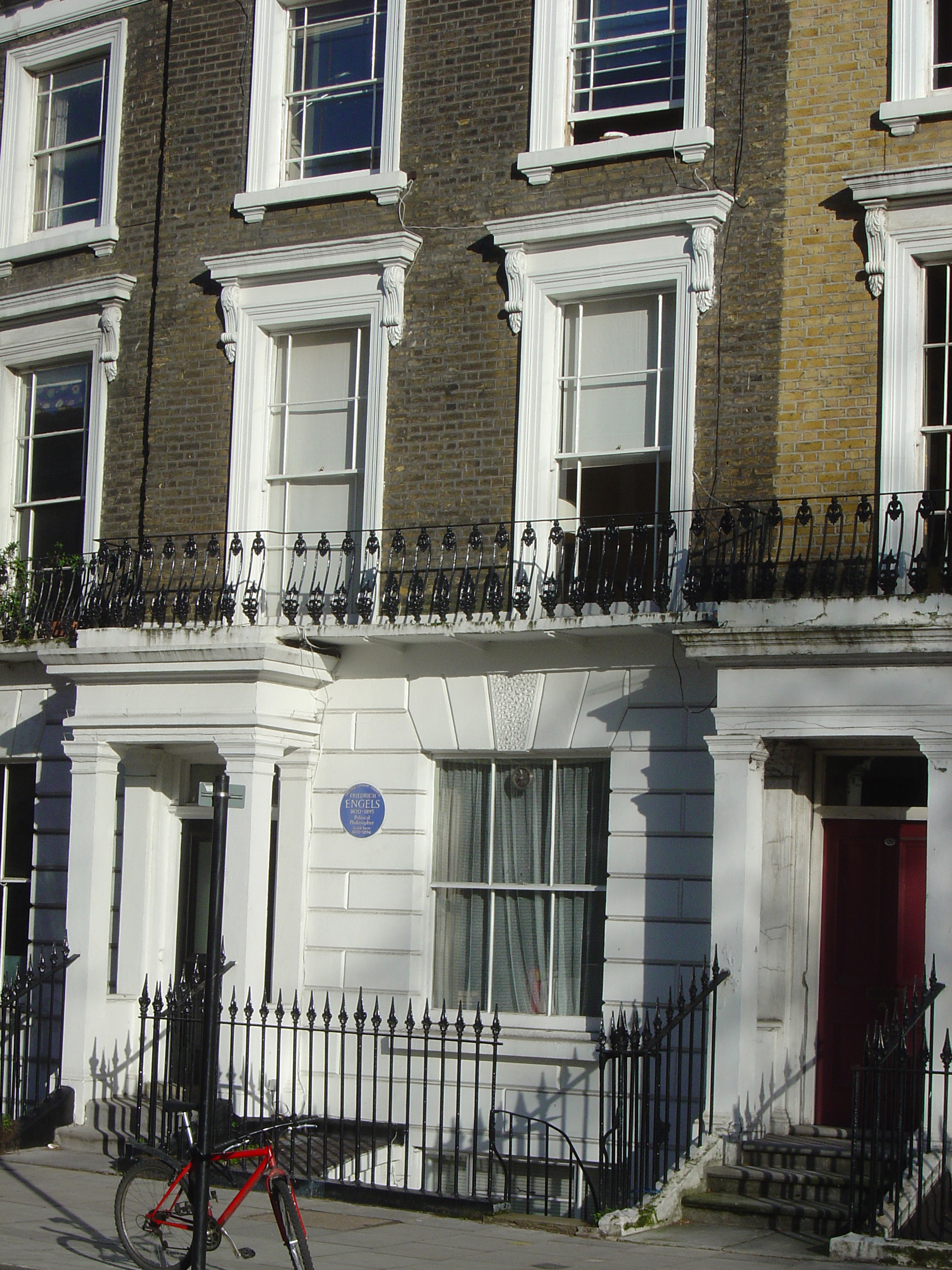
ロンドン、プリムローズ・ヒルに位置するエンゲルスの家。エンゲルスの邸宅があったことを示す、ロンドン市議会のプレートが掲げられている

1870年、エンゲルスは引退生活の場をマルクスが暮らしていたロンドンに求め、喘息持ちのリジーのために、勾配の少ない地区で落ち着いた住宅地を探していた。マルクスの長女イエニー・マルクスの紹介を受けて物件を見つけ出し、再開発によって北ロンドンの一等地となっていたリージェンツ・パーク近くに立地するプリムローズ・ヒルに居を構えることになった。
エンゲルスの邸宅は地下を含め五階建ての住宅で、地下にキッチンと浴室、一階に広々したリビングダイニングがあり、二階にはエンゲルスが一日の大半を過ごしていた応接室と書斎があり、三階と四階はリジーとエンゲルスの寝室、女中の部屋、リジーの姪のパンプスの部屋、来客用の部屋があった。エンゲルスは社交的な雰囲気を好み、各国の社会主義者やバーンズ家の親族、マルクス家との家族ぐるみの付き合いを楽しんだ。エンゲルスは日々を規則正しく過ごし、午前中は研究時間と書簡の作成に割き、午後からは家から10分ほどのメイトランドパーク・モデナ・ヴィラズ1番地（英: 1 Modena Villas, Maitland Park）、1875年以降は近くのメイトランド・パーク・ロード41番地に住むマルクスを毎日訪ねていた。エリノア・マルクスは二人の様子を次のように述べている。
1870年代に入り、大英帝国は産業革命後に世界の工場として君臨していた時代は過ぎ去り、帝国主義的な金融資本主義の国家へと変貌を遂げていった。こうした時代のなかで、引退後のエンゲルスは資産を株式購入に充てて運用し、金利生活を営む富裕な株主となっていた。皮肉にも「強欲で利己的な工場経営者」から「寄生的な金融資本家」へと変貌していたのである。エンゲルスは、自分の立場の矛盾についてこう述べている。

#### バクーニンの登場

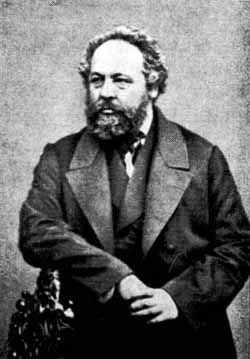
ミハイル・バクーニン

ミハイル・バクーニンはロシア貴族の出であるが、役人になってロシアによるポーランド支配に当たるにつれて次第に政治に疑問を抱き、ついに革命家となっていった。
1848年革命の混乱の中で革命運動に参加したことが角で死刑を宣告されたが、ロシア政府に引き渡されて1855年にはシベリアに流刑となっている。1861年、バクーニンは収容所を脱走して日本とアメリカを経てヨーロッパに帰還している。バクーニンはプルードンの弟子で、反権力の思想や自由な生産者の連帯にもとづく理想の未来社会というヴィジョンを柱とするアナーキズム思想を継承した。
ただ、バクーニンは労働組合の発展期のなかで労働運動の役割を評価する立場をとっており、生産組合を通じて共同体をつくり、その連合に新社会の基礎を見出していた。
バクーニン主義の綱領は、無神論、国家の廃棄、暴力革命、労働組合を単位とする生産共同体、共同体の同盟による緩やかな統合を謳うものであった。また、バクーニンは反権力の立場から、マルクスの理論に反対して権力集中の危険性を説いた。マルクスは、移行段階の国家形態として、プロレタリアートがブルジョアを逆搾取していくための国家形態「社会主義国家」を新社会のモデルに据えており、そのための政府モデルとしてプロレタリアート独裁の概念を提唱していた。しかし、バクーニンは反権力に基づく自由な連合に基づく社会を理想とし、マルクスの中央集権的で革命独裁を含んだ国家理論に反対であった。バクーニンは、社会の末端の下層労働者が革命の担い手だと考えており、暴力革命による権力の転覆を支持する一方で、マルクスが説くような権力主導の理想（社会主義国家を経由した共産主義社会というユートピア）実現にはどうしても賛同できなかったのである。
また、マルクスは、プロレタリアート独裁を提唱する傍ら自身が説く革命独裁には拘っておらず、議会や政府を通じて民主的な方法で社会主義政策を遂行する方向も認めていた。バクーニンはこうした現状肯定的な態度にも反対していた。彼はあくまでも暴力革命を説き、現状との妥協や支配階級に対する説得や交渉といった理性的手段には断固反対で、その思想には柔軟性には欠いた。
バクーニンはイタリアを中心に活動しており、平和自由連盟の中央委メンバーとなっていたが、「連盟」から離脱し1868年新たな活動団体として国際社会民主同盟を組織した。バクーニンは、無神論、階級の平等化、相続権の廃止、国家の廃棄、政治活動の拒否を唱えて支持者を集めていった。その活動は生活力のある労働者には差して支持は広まらなかったが、学生やインテリ、そして貧困労働者など社会的立場の乏しい人々に支持基盤があった。
1868年、ヨハン・フィリップ・ベッカーは国際社会民主同盟とバクーニン一派を代表して、IWAへの加入を申し入れるよう盛んに主張し始めた。だが、マルクスとエンゲルスはバクーニンが主張する秘密結社による陰謀や革命戦術を嫌い、警戒していた。同時に、ベッカーをバクーニンの傀儡に過ぎないと見ており、バクーニンが組織を乗っ取りを図っていて組織をスラブ主義的な陰謀団に変え、社会主義をロシアのテロリズムの道具にしようとしていると疑い始めていた。ロシアからの亡命者による報告の中で、結社を組織して基金を創設しながらその基金を横領したセルゲイ・ネチャーエフというロシアの活動家とバクーニンが関係が深いことを知ると、マルクスはバクーニンへの嫌悪感を強めていった。マルクスは、テロを計画したり非合法な活動に熱中する陰謀団まがいの秘密結社とは連携を取らないように中央評議会に勧告した。これに基づき、12月にはIWAは国際社会民主同盟を解散させない限り認められないとして、1869年のバーゼル大会では加入を断られていた。
だが、バクーニン一派は組織を解散したように見せかけてIWAに密かに潜入して部内に分派を形成し始め、影響力を行使しようと試みるようになる。バクーニンの無政府主義、一揆的な革命主義はスペインや南イタリア、ロシアといった工業化が不十分な地域で支持を集めていた。スペインや南米諸国、南イタリア、ロシアでは労働組合は十分組織されておらず、抵抗運動のスタイルも秘密結社的な組織によるテロリズムが一般的であった。
ただし、マルクス主義と無政府主義にはまだこの頃は類似点も多く、1868年のブリュッセル大会で議論された土地国有化や労働組合に関する問題では、マルクス派とバクーニン派は協調してプルードン派などを抑える役割を果たしていた。しかし、マルクスはプルードン主義の脅威が去った今、新たな危険因子となるのはバクーニン主義であると考えるようになった。こうしてIWA内ではアナルコ・サンディカリズムが台頭し始め、組織内で亀裂が生じていった。バクーニンとマルクスの思想的、運動実践上の相違はIWAを二分する論争へと発展、組織内で最大の衝突をもたらし、ついに組織の解体を招いていく。
1870年、マルクスはバクーニン主義がまだ浸透していないドイツ中部のマインツで大会を開催することを計画した。マルクスは総評議会での討議の流れを通じてバクーニン一派の除名への道すぎを開き、バクーニンを窮地に追い込むことを企図していた。マインツ大会の計画は突発的な普仏戦争開戦によって中止を余儀なくされたが、マルクスは内部闘争での勝利を確実にしようと執念を燃やした。その一つの表れが、エンゲルスがIWAの役職に就いてアナーキズム対策の役割を担ったことに見出される。
1870年9月、総評議会は全権代表としてオーギュスト・セライエをパリに派遣した。セライエはパリでの革命に参加するためにフランスに帰国したのだが、彼が勤めていたスペイン連合評議会の担当書記が空席となってしまう。そこで、エンゲルスが10月4日総評議会の会合での指名を受け、スペイン連合評議会を任されることになった。エンゲルスは就任の挨拶をスペインに発し、その中でプロレタリアが既存の政治勢力に欺かれ吸収されようとしていることを指摘したうえで、既存政党から独立した労働者政党を樹立することが目下急務であることを表明した。
エンゲルスは、労働者の解放のためには各国が共通の目標を掲げたプロレタリア党を樹立することが必要であり、国際連携によってブルジョワ資本主義に対抗する共通の綱領と戦線を開くよう促している。エンゲルスはバクーニンの影響が強いスペインでアナーキズムと対決していくことなる。

#### 普仏戦争とエンゲルス

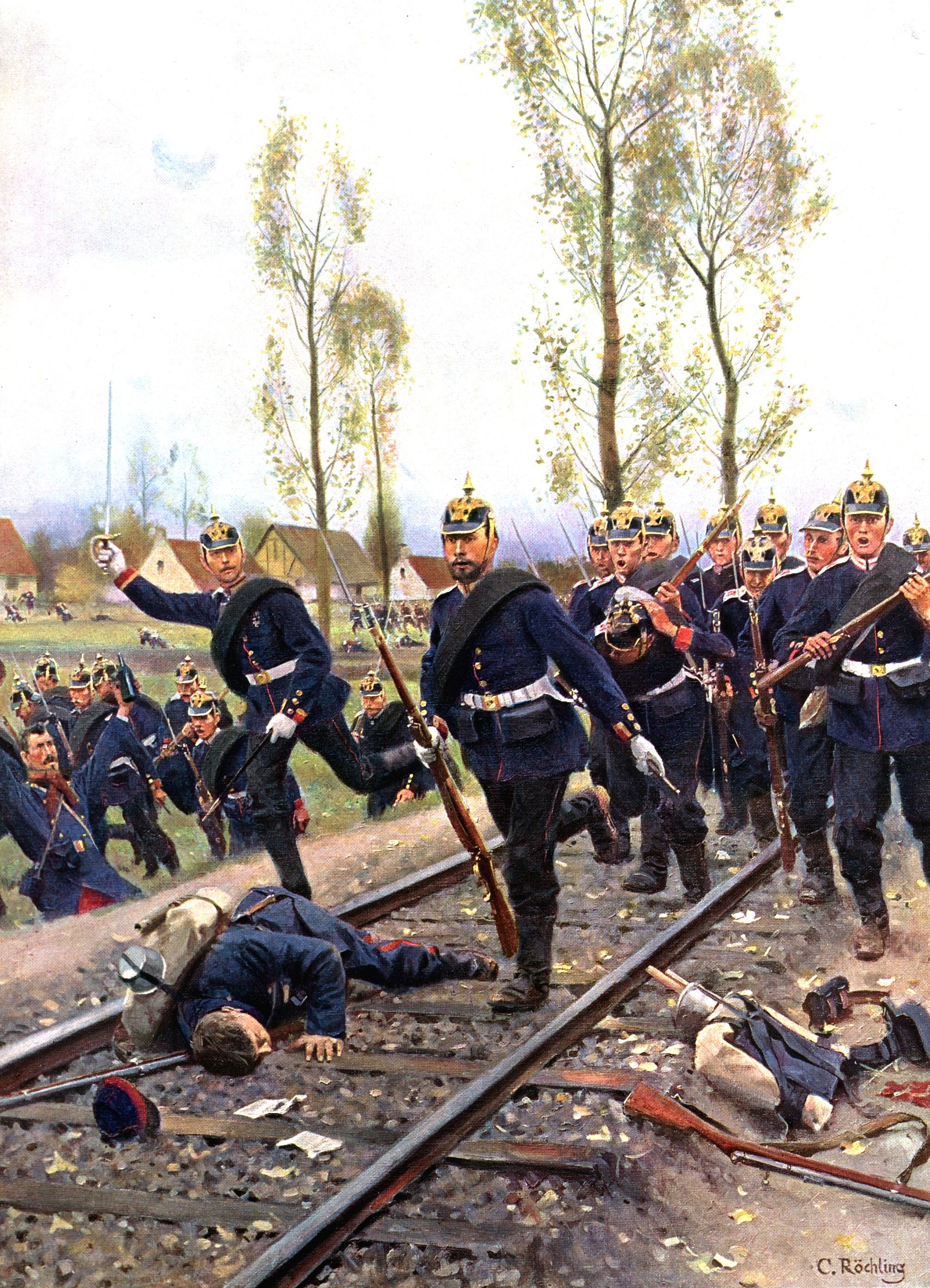
普仏戦争で進軍するプロイセン軍。

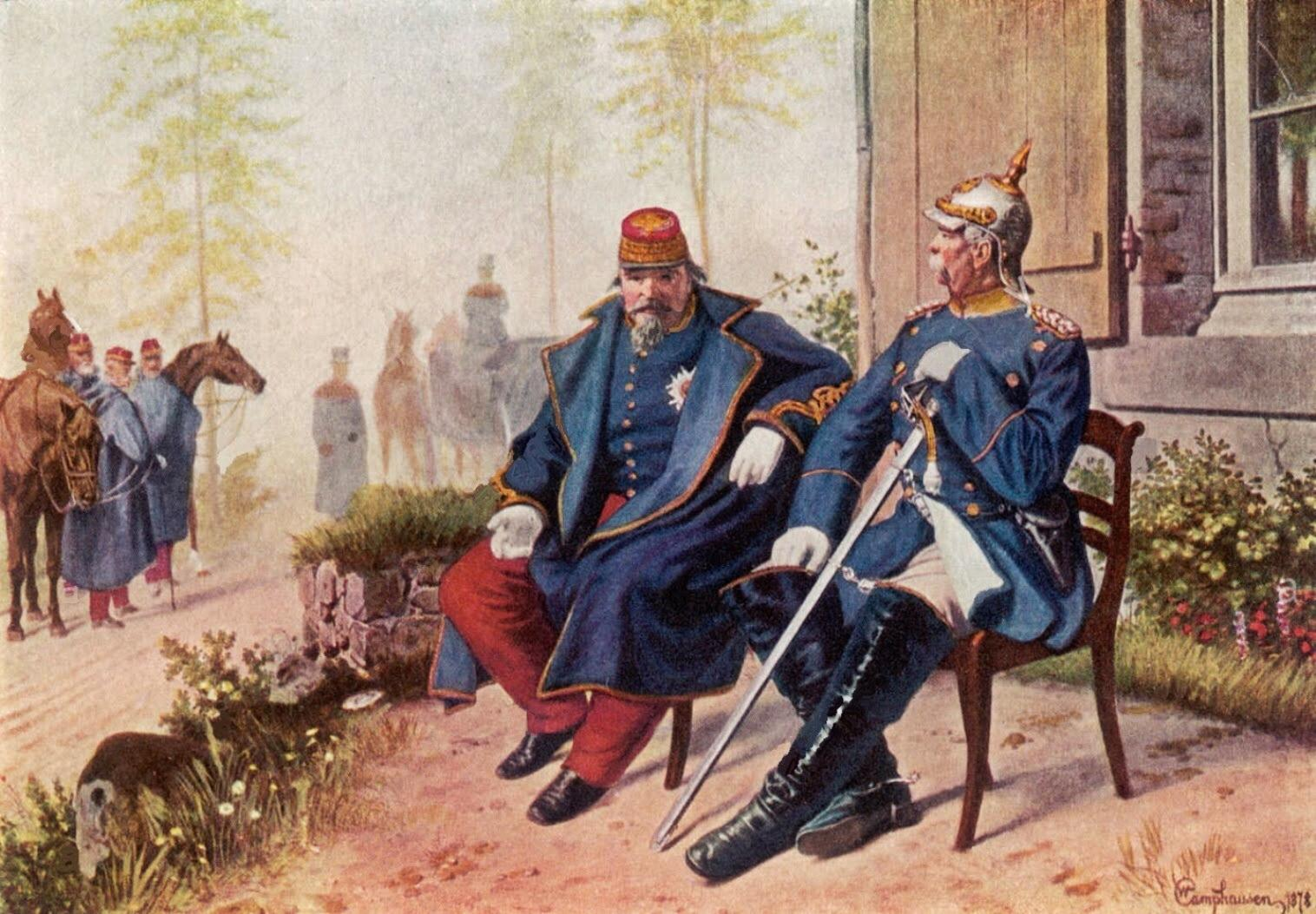
セダンの戦いの後、ナポレオン3世（左）とビスマルク(右)の会談の様子

マルクスとエンゲルスは、ヒューマニストとして戦争を憎んだ。彼らは、戦争を運命の産物や人間の無能力の結果で生じるものとしてではなく、社会矛盾、すなわち階級的搾取から生じる事象として捉えていた。
1870年夏に勃発した普仏戦争は、ビスマルクが狡猾な謀略工作エムス電報事件でナポレオン3世を挑発して、フランスに宣戦布告へと踏み切らせた王朝戦争であった。しかし、ビスマルクは老練な政治力を駆使して、この戦争を北ドイツ連邦と南ドイツ諸国の同盟を強化して、全ドイツ的な同盟軍を動員する国民戦争とした。この開戦を機に、マルクスとエンゲルスはかねてから敵意を抱いていたナポレオン3世に復讐できる歴史的チャンスだと考えた。開戦に際してマルクスはこう語った。
エンゲルスに至っては「今度の戦争は明らかにドイツの守護天使がナポレオン的フランスのペテンをこれ限りにしてやろうと決心して起こしたものだ」と嬉々として語っている。
しかし、公的には第一インターナショナルを代表したマルクスに対して、エンゲルスは労働者階級が採るべき戦略を五点の簡潔なテーゼとして提示した。
要約すると、皇帝ナポレオン3世を打倒するまでは戦争を支持するが、打倒後は領土的要求はせずに停戦して和平を結ぶべきだというのがエンゲルスの立場であった。軍国主義のプロイセン王国を嫌悪していたものの、敵はあくまでもナポレオン3世による第二帝政だったのである。独仏の労働者には反戦と連帯、政治的進歩を求める運動に参加して、あくまでも母国の専制政治と侵略政策に反対し、政府に揺さぶりをかけなければならないと言明した。
一方、普仏戦争の展開は諸国民の関心の的となっていた。
ロンドンの『ペル・メル・ガジェット』(英: The Pall Mall Gazette)紙がマルクスに軍事情勢に関する見解を論評してい欲しいと申し入れたのである。これに対して、マルクスは自分は専門外であるため、軍事に明るいエンゲルスを紹介し、彼ならば適任であると推薦した。今回はマルクスの推薦によってエンゲルスは同紙の軍事通信員として能力を活かせる最良の地位を占めることになった。「戦争時評」というタイトルで58回にわたる寄稿がおこなわれた。論文は大変秀逸な戦術分析を含んだものであった。
エンゲルスの友人の縁者がプロイセン軍の前線部隊に所属していたため、分析に有益な情報を収集することができた。プロイセンの大将モルトケの作戦案を分析し、最初の戦闘地域がザールブリュッケン付近となることを予測した。エンゲルスは特別記事をすぐさま執筆し、早馬車を走らせて記事を寄稿するなどいち早く特報した。
また、1870年8月段階でセダンの戦いでのフランスの敗北とナポレオン3世の投降を予測した。エンゲルスの予想は見事に的中し、記事は世間からの評価を受けることとなる。マルクスもエンゲルスに宛て「ロンドンにおける第一級の軍事的権威者として認められる」であろうと語っている。しかし、このときの寄稿はエンゲルスが匿名で執筆したため、筆者が誰なのかについて数多くの憶測を呼んだ。この活躍によって軍事学の権威を示したエンゲルスは、マルクスから「将軍」という渾名を受けている。マルクスの妻イェニー・マルクスは「あなたの論説が当地でどんなにセンセーションを巻き起こしているか、ご想像できますまい！あなたはまったく素晴らしく明確にはっきりとお書きになっていらっしゃり、ですから私、あなたを若きモルトケとお呼びしないわけにはまいりません」と語るなど、エンゲルスに最大の賛辞を送っている。
エンゲルスの軍事理論は普仏戦争の分析を通じて発展された。エンゲルスは後に執筆する『反デューリング論』のなかで、対外戦争から人民革命への転化の可能性を指摘している。そして、大規模なゲリラ戦の抵抗からなる戦争論を提示し、共産主義革命理論を体系化した。エンゲルスの革命論の下敷きとなったのがパリ・コミューンである。

#### パリ・コミューン革命

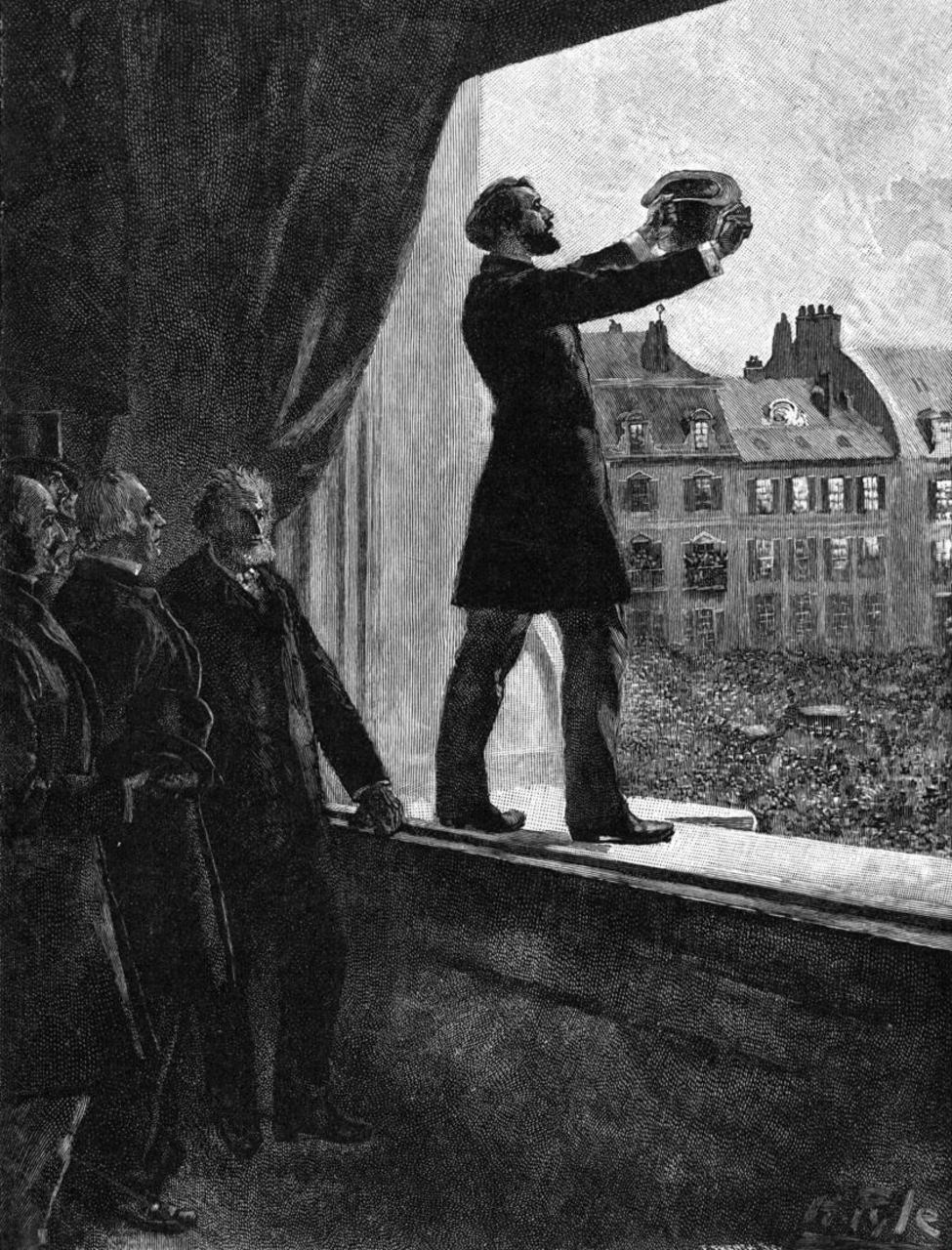
ガンベタの共和国宣言

戦況はプロイセン軍の圧勝に終わったのだが、敗北を喫したフランス側で政変が発生した。
1870年9月4日、フランス立法院ではパリカオ内閣が国防政府の樹立を提案して皇帝の退位要求に蓋をしようと試みていたが、ナポレオン帝政に対する不満は敗戦への怒りとなって爆発し、民衆はブランキ派のエミール・ウードやエルネスト・グランジェに導かれて立法院に殺到してきたのである。人々は「帝政を倒せ！立法院を倒せ！共和政万歳！」と叫び、フランス第二帝政の失権を迫った。
レオン・ガンベタは市庁舎のバルコニーに立って共和国宣言を発し、ルイ・ジュール・トロシュを首班とする国防仮政府の閣僚名簿を発表した。仮政府のもと、すぐにフランスでは国民総動員がかけられ国民衛兵（フェデレ）の緊急招集が実施され、抵抗戦の継続が決定された。フランスは国防政府のもとで戦争を継続していくが、各地で次々と敗北して北フランス一帯を占領され、まもなくパリが包囲され籠城戦に入っていく。厳冬期に厳しい包囲戦を経験したパリ民衆は次第に急進化していったが、国防政府とプロイセンとの講和交渉に人々は憤慨した。
一方、マルクスとエンゲルスはパリに自制を説くとともに、プロイセンによる早期講和の締結と融和策を求めていた。当初、ビスマルクは戦争をドイツ統一を阻止せんとするナポレオン3世による干渉への報復のための防衛として語っていたが、ナポレオン3世の降伏後もフランス侵攻を継続させ、ついにパリに迫ろうとしていた。こうした動きは、普仏戦争をナポレオン3世に対する防衛戦とすべきと主張したマルクスとエンゲルスの立場に反するものであった。
そのため、エンゲルスは戦況分析を戦争の軍事作戦に留まらず、ビスマルクが立案したドイツの安全保障戦略についても射程に置く分析を試みた。エンゲルスは、戦争の第一段階において、ドイツはフランスの排外主義に対して自国を防衛したが、いまや戦争は「しだいに、しかし、確実にドイツの排外主義のための戦争に」転化するであろうと分析した。統一されたドイツはアルデンヌ地方の森林地帯とライン川による地理的防御力によって十分にフランスの侵攻を撃退できるのだから、ストラスブールとメッスの占領を必要としないと主張した。マルクスもエンゲルスの見解に同調した。1870年9月9日、マルクスは第一インターナショナル中央評議会の『第二の呼びかけ』で、エンゲルスの上記の見解を公式見解として提示したうえで、プロイセンが「一九世紀後半期に侵略政策を復活させた」ことを非難した。
マルクスとエンゲルスは、ドイツの領土拡張戦争はフランスの復讐心を煽り、国際的孤立の中でドイツを再び大戦争に巻き込んでいくであろうと予測した。二人は将来のヨーロッパ史で第一次世界大戦が勃発すると予言したのである。
パリ包囲戦中の1871年1月、ビスマルクは、ヴェルサイユ宮殿で南ドイツ諸国の北ドイツ連邦へと加盟させる形式でドイツ統一を取り決めた。ヴィルヘルム1世がドイツ皇帝に戴冠され、これによりドイツ帝国が樹立された。その10日後には、フランスに多額の賠償金の支払いを要求、アルザス=ロレーヌの割譲、パリ占領という懲罰的な条件を盛り込んだ休戦協定を結ばせて普仏戦争を終結させた。これを聞いたエンゲルスは対仏強硬論を主張していた弟ルドルフに宛て、「現実には、人は目先のことしか見えないものだ」、「この先、多年にわたってフランスが間違いなく敵国であり続けるようにしたわけだ」と語った。
エンゲルスの懸念以上に歴史は急展開を見せた。
国民衛兵は依然としてプロイセン軍のパリ入城への抵抗呼びかけていた。国民衛兵は武装解除を拒み、プロイセンに武器が押収されるのを防ぐため大砲を女子供も含んだ多数のパリ民衆と共にモンマルトル、ベルヴィールのなどの労働者地区へと移設していた。1871年3月1日、プロイセン軍は祝勝パレードのためにパリに入城した。弔旗が掲げられて静まり返るパリをプロイセン軍が3日にわたり占領した。
3月18日、フランス共和国の行政長官に就任したアドルフ・ティエールは、武装解除のためパリ防衛の重要な堡塁モンマルトル陣地から国民衛兵が守備する大砲の撤去を命じた。 ルコント将軍とパチュレル将軍の指揮で大砲400門余の撤去を実施するが、これを偶然目撃した国民衛兵の女性兵士の一群が撤去に抵抗した。将軍は配下の兵に発砲を命じたが命令は空しく無視され、 ルコント将軍は離反した軍と国民衛兵により捕虜となった。捕えられた将軍のなかに1848年のフランス革命の六月蜂起で労働者の弾圧を行ったクレマン・トマ将軍がいたため、クロウド・ルコント将軍ともども猛る群集によって両将が殺害された。

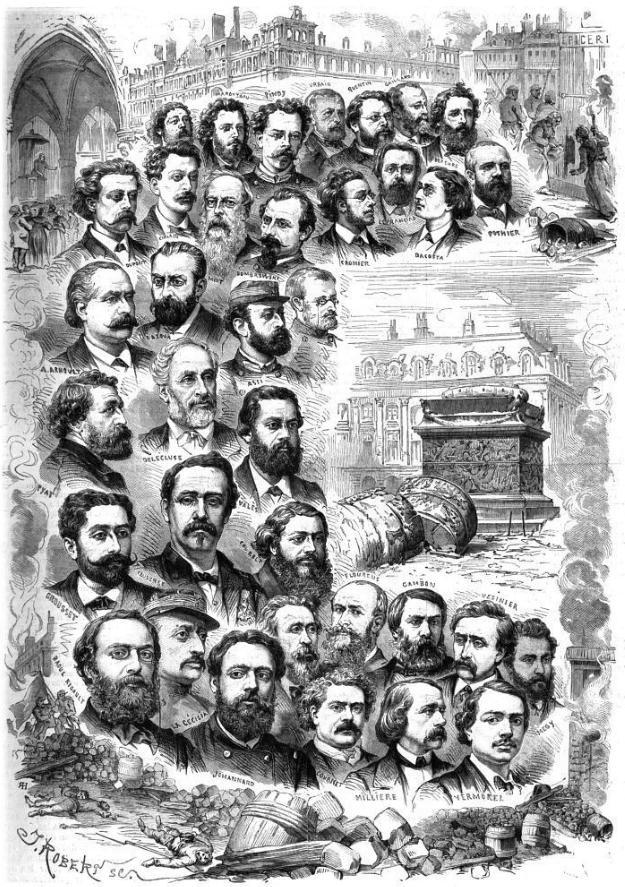
コミューン政府の人々

この事件を機にパリでは「コミューン万歳！」の声が高まっていた。国民衛兵とコミューンに合流してパリの実権を奪取、ついにパリ・コミューン革命が成就した。休戦協定に反発したパリ市民が武装蜂起した。一報を受けたアドルフ・ティエールは、1848年のフランス革命で果たせなかった計略を実行に移し、軍と政府関係者をひきつれてパリを放棄してヴェルサイユに逃走した。3月28日にはコミューン選挙が実施されて、コミューン92名が普通選挙で選出されたが、そのうち17人は第一インターナショナルフランス連合評議会のメンバーだった。こうして世界初のプロレタリア政府パリ・コミューンが樹立された。
マルクスはパリは無謀な蜂起するべきではないという立場をとっていたが、いざパリ・コミューン誕生の報に接すると、「なんという回復力、なんという歴史的前衛性、なんという犠牲の許容性をパリジャンは持っていることか！」「歴史上これに類する偉大な実例はかつて存在したことはない！」とルートヴィヒ・クーゲルマンへの手紙で支持を表明した。
3月28日、パリ市庁舎前でコミューン政府の樹立が宣言され、以後5月20日まで二か月ほどの期間パリを統治することとなる。
老シャルル・ベレーを議長に、コミューン執行委員会を頂点として執行部、財務、軍事、司法、保安、食糧供給、労働・工業・交換、外務、公共事業、教育の１０の各部実務機関が組織された。フランスという国家機構から放棄されたパリ市民は、国民衛兵の補佐を受けつつ各執行部を通じて自発的に行政組織を再稼動させ、このときからコミューンは「代議體ではなく、執行権であって同時に立法権を兼ねた行動體」として活動をはじめた革命政府となった。その間、教育改革、行政の民主化、集会の自由、労働組合をはじめとする結社の自由、婦人参政権、言論の自由、信教の自由、政教分離、常備軍の廃止、失業や破産などによる生活困難者を対象とした生活保護、各種の社会保障など民主的な政策が打ち出され、暦も共和暦が用いられた。
しかし、結局このパリ・コミューンは2カ月強しか持たなかった。ヴェルサイユに移ったティエール政府による「血の週間」という激しい攻撃を受けて5月終わり頃には滅亡したのである。エンゲルスは「敗者は榴弾によって数百人単位で撃ち殺された」、「最後の大虐殺が実行されたペール・ラシェーズ墓地の〈フェデレの塀〉は、今日でも立っている。労働者階級が己の権利のために敢えて立ちあがった途端に支配階級が陥る狂気を、沈黙のなかで最も雄弁に語る証拠である」と描写した。

#### コミューンの総括
パリ・コミューンはマルクスとエンゲルスの革命理論に大きな影響を与えた。
マルクスは5月30日にもインターナショナルからパリ・コミューンに関する声明を出した。この声明を後に公刊したのが『フランスの内乱』（独: Der Bürgerkrieg in Frankreich）である。その中でマルクスは「パリ・コミューンこそが真のプロレタリア政府である。収奪者に対する創造階級の闘争の成果であり、ついに発見された政治形態である」と絶賛した。
一方、その崩壊原因の分析も重要となった。二十年後の1891年、エンゲルスは『フランスの内乱』第三版の序文を執筆し、歴史的総括を試みている。エンゲルスはパリ・コミューンを「労働者と労働者代表からなる政府」として位置づけ、断固たるプロレタリアート的性質を持っていた」と断言し、コミューンが布告された諸政策の先進性を評価した。
しかし、「コミューン議員は、多数派―国民衛兵中央委でもまた牛耳っていたあのブランキストと、少数派―プルードン社会主義学派の門弟からなる、国際労働者協会の会員とに分裂して」おり、マルクスの科学的社会主義に基づいて政策決定できるものは少なかった。とりわけ、顕著に表れているのが、フランス銀行に蓄えられた金融資産の差し押さえを実行しなかったことである。エンゲルスは、ヴェルサイユ政府に対して軍事的経済的手段の両面で断固たる措置を取らなかったブランキ派とプルードン派の過失を批判した。
また、エンゲルスは工業を再編して労働者の生産組合を組織して、工業生産全体に連携させていくべきであったと語り、組織化された労働ではなく自由な労働を謳うプルードン流の経済運営は死んだことが明らかになったと主張した。同様に、ブランキ派は各地のコミューンの自由な連合を説いていたが、パリ・コミューンに全国的な権力を集中させるべきであった。軍隊、国家警察、官僚政治を打倒して古い国家権力を一掃し、公職の地位を一般投票で任命する任免権を人民に返還して、国家権力が支配者ではなく奉仕者となるよう、公職者の賃金を労働者の賃金と同水準に抑える措置をとることが肝要だと語った。まさにこうした試みが実践されたのが、パリ・コミューンである。
エンゲルスは「パリ・コミューンを見よ。それこそは、 プロレタリアートの独裁だったのだ」と言葉を発して結論とした。プロレタリアは国家の運営に参加し、通常の社会的事務と管理業務と同様に行政活動に加わり、国家の廃止という偉業を果たす歴史の局面に準備しなければならないと訴えた。マルクスとエンゲルスは、富裕層だけが利益を享受する旧来のブルジョア民主主義（ブルジョア独裁）を乗り超え、生産者・労働者が恩恵を受けられる大衆民主主義（プロレタリアート独裁）が導入されなければならず、プロレタリアートの独裁によって大衆の政治参加を拡大しながら人民を訓練していくことが来るべき社会主義革命の役割だと説いた。二人はその後も積極的にコミューンを擁護する見解を発信し続け、革命へと至る歴史的潮流に人民を指導する前衛党の樹立が急務であると説き続けた。こうしたコミューン擁護活動を通じ、ティエール政府に弾圧された活動家たちは革命運動のネットワークを拠点にマルクスと緊密に連携するようになった。マルクスとエンゲルスが一時亡命を余儀なくされた活動家たちに資金援助を働きかけた結果、娘婿ポール・ラファルグやジュール・ゲードをはじめ二人の支援を受けた革命家は後に大成して、フランス労働党の一翼を形成することになった。
しかし、このときマルクスとエンゲルス、そして新しい労働者政党が目指す革命と社会主義国家の樹立を妨害しようとする偽りの兄弟がいた。革命の理想に対する最大の障害物はアナーキズムである。

#### アナーキズムとの対決
1871年9月17日から23日、ロンドンにおいて、17名の中央評議会の委員とマルクス、エンゲルスらをはじめとする23人の主席者で臨時会議が開かれた。ロンドン協議会での主たる討議内容は、IWA内部のバクーニン派勢力とアナーキズムの思想―とりわけ、「政治不参加主義」の駆逐であった。労働者政党の組織化を前提とした政治運動の必要性が再度唱えられた。
エンゲルスはロンドン協議会で、政治不参加主義がインターナショナル内部に浸透して運動を分裂させ、組織を内部崩壊させようとしていると指摘した。
エンゲルスは、全ドイツ労働者協会の党首ヨハン・シュヴァイツァーがビスマルクと提携して労働者を政府の政策に同調させようと試みて労働者運動を分断させてしまっていると告発した。また、「政治不参加主義の結果、9月4日にはジュール・ファーヴル（国防仮政府の外相）、エルンスト・ピカール（国防仮政府の財務相、パリ・コミューンの弾圧者）その他が政権を横領した。3月18日には、この政治不参加のため、……、革命の強化のために充てなければならない革命後最初の数日を、わざとなにもしないで空費してしまった」ように、革命が勝利を収める機会を無駄にしたことを指摘した。一方、「イギリスでは労働者が国会に出ることはそう簡単ではない。国会議員には歳費が全然出ないし、労働者は自分で働いて生活を立てるほかないからである。だから国会は労働者の手には届かない。ブルジョアジーは、国会議員に手当を出すことを頑なに拒んでいるが、こうすれば労働者階級の代表は出られなくなることを知りぬいている」ため、運動には困難が伴っていた。
しかし、エンゲルスは「労働者を国家に送ることをどうでもよいこと思ってはならない」と語って労働者を励ましている。「アメリカでは、最近開かれた労働者の大会が、政治問題に携わること、自分たちの代表として、職業的な政治家ではなく、自分たちと同じ労働者を送り、自分たちの階級の利益の擁護にあたらせることを決議し」、ドイツでは国会議員となった「ベーベルやリープクネヒトのようにこの演壇から発言できるなら、彼らの発言を全世界の人が聞く」のだと述べた。また、「普仏戦争に反対して…闘争を始めたとき、全ドイツが揺さぶられ、ビールの値段のためにしか革命をやらないようなミュンヘンでさえ、戦争の終結を求める大示威運動が起こった」ことに触れ、政治運動への参加の意義を説いた。加えて、エンゲルスはスペイン連合評議会に対して、こうも語っている。
バクーニン主義者はエンゲルスの演説に反抗し、政治運動の推進を擁護するという案件で評決を下さないように抵抗した。マルクスとコミューン戦士たちによる反駁によって、インターナショナルが革命的な政治運動を主導すること、そのために「労働者階級を政党に組織することが不可欠である」ことが確認された。しかし、パリ・コミューンの反乱は全ヨーロッパの保守的なマスコミや世論を震え上がらせており、各メディアから、マルクスたちが黒幕とするインターナショナル陰謀論、マルクス陰謀論、ユダヤ陰謀論が出回るようになった。
こうした中、ジョージ・オッジャーらイギリス人メンバーはインターナショナルとの関係をブルジョワ新聞からも自分たちの穏健な同志たちからも糾弾された。ついにオッジャーは1871年6月をもってインターナショナルから脱退してしまう。これによりマルクスのイギリス人メンバーに対する求心力は大きく低下した。マルクスの独裁にうんざりしたイギリス人メンバーは自分たちの事柄を処理できるブリテン連合評議会の設置を要求するようになった。自分の指導下から離脱しようという意図だと察知したマルクスは、当初これに反対したものの、もはや阻止できるだけの影響力はなく、最終的には彼らの主張を認めざるを得なかった。マルクスは少しでも自らの敗北を隠すべく、自分が提起者となってブリテン連合評議会を創設させた。
マルクスの権威が低下していく中、追い打ちをかけるようにバクーニンとの闘争が熾烈を極め、いよいよインターナショナルは崩壊へと向かっていく。
パリ・コミューン崩壊後、IWAに対する逆風は強まっていった。IWAは各国政府からテロ組織として見なされ、会員となった個人・団体は監視の対象となっていく。1871年、フランス政府はIWA加入を犯罪とする法令を発布した。加えて、この法律はコミューンの亡命戦士たちの引き渡しを要求していた。ドイツではベーベルとリープクネヒトが逮捕され、二年の禁固刑を宣告された。このようにマルクス派指導者が逮捕されて指導部を失ったため、IWA内部での対立も高まっていく。各国でも状況は悪化を辿り、アメリカでは全国労働総同盟が勢力を失い、イギリスでは分派が著しい状況に陥っていた。
バクーニン一派はパリ・コミューン革命に関する独自の見解を提示し、マルクス主義に対抗しようとしていた。すなわち、革命とは自然発生するもので、下層の民衆による蜂起による権力の転覆と廃止が本来の姿であると見なしたのである。パリ・コミューンはマルクスに社会主義国家像の形成を促す一方で、その闘争はアナーキズムの宣伝に活用されたのである。フランスのプルードン主義やブランキ主義が勢力を失うのにしたがってバクーニン主義は勢いを強めていった。バクーニンとその支持者であるスイスのジュラ連合に関する報告がなされたほか、選挙でのドイツ社会民主労働者党の勝利が祝された。バクーニン一派の追放が会議の眼目になっていた。これに対して、1871年12月、バクーニンもマルクス派に応酬すべく大会の即時招集を要求し、マルクスが牛耳る中央評議会の専制を非難する『ソンヴィリエ通達』という文書をあらゆる国の支部会に送った。バクーニンは自由な政治組織による緩い連合を提案し、マルクスはその意図を疑い権威と規律を主張したが、この両雄の組織論はIWA大会ハーグ大会で討議されることとなった。
1872年9月2日、「IWAにとって生死の問題と化した」ハーグ大会が開催された。さっそく大会では中央評議会に対する信任をめぐって対立し、40名のマルクス派代議員とその他24名の反対派に分裂した。イギリス代表はバクーニンの思想に反対していたが、マルクスの理論や中央統制とも相容れなかったため、中央評議会に対する信任に反対票を投じた。

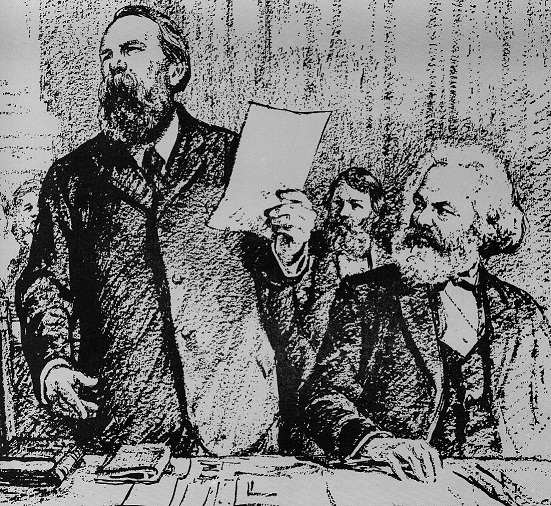
1872年。マルクスとともにハーグ大会に臨むエンゲルス。

続いて、政治権力の問題についてはマルクス派29票対バクーニン派5票、棄権9票で、政治権力の破壊を主張するバクーニン派に対して政治権力の奪取を提唱するマルクス派の勝利に終わった。かくして、第7条付則として『規約』に「政党結成」と「政治権力奪取」が明記され、平和的な手段もありうるとして議会進出に意欲を示す文言が盛り込まれた。さらに、これに終わらずマルクスは『インターナショナルのいわゆる分裂』という報告書において中央評議会に反対して無政府主義を掲げたバクーニンとその一派を除名するよう大会に対して勧告した。マルクスの動議を受けて、バクーニン、ジェーム・ギヨーム、シュウィッツギューベル、ブーケ、マロン、マルシャンらがIWAから追放された。9月6日に中央評議会をロンドンからニューヨークに移転するという決議を採択した。同決議はIWAの運命を未来に切り開くことが期待されたが、皮肉にもIWAを衰弱させるものとなった。
ハーグ大会終了後、アムステルダムで公開集会が開催された。マルクスは人々を前に演説をおこない、「労働者階級は、政治の分野でも社会の分野でも、滅びつつある旧社会を攻撃する必要がある、と宣言した」と表明している。また、続けてこうも語った。
この演説は階級闘争の戦術面での相違や社会主義運動の多様性を示唆するものであった。各国市民の政治的自由度によって「改革」と「革命」の適宜性が左右され、労働者の階級闘争の方向性も、労働者党の戦術や政治的な役割も定まっていくということを指摘した。

#### 第一インターナショナルの崩壊

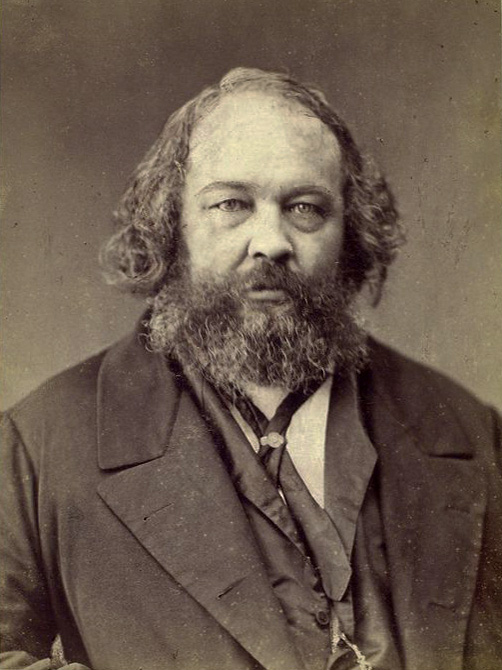
ミハイル・バクーニン

その後、最初の国際的政治団体にして労働者組織であるIWAはアナーキストによる執拗な解散運動に直面する。
バクーニン派は、中央評議会の「政治活動への積極参加」条項に猛反発して独自見解を提唱し、分裂運動を画策したため、ハーグ大会で除名処分を受けたが、彼らは当然処分を承服したりはしなかった。そこで、彼らはIWA本部のニューヨーク移転を機に、中央決定による組織運営を否認し、連絡と統計に基づく自由な連合体を作ろうと試み、独自のインターナショナル組織を作り始める。1872年9月15日バクーニン派は15名ほどの代表者がIWAの名を流用してスイスのサン・ティミエで大会を開催した。そして「社会民主同盟」から継承した「連合」の原理と政治活動の拒絶が新組織の綱領として掲げて新組織を樹立する。ここではこのとき発足したバクーニン派の新組織をアナーキスト・インターナショナルと呼称する。この新組織は加盟団体を募ったが、参加を表明した連合はベルギーとオランダとイギリスの一部支部に留まった。大半の地方支部は元のIWAに残留を表明した。
無政府主義は社会主義の双子の兄弟と言える。アナーキズムは、革命の自然発生性を強調し、組織の中央統制に反対し、集団よりも個人の自由を価値として、暴力革命による急激な社会変革を求め、緩やかな「連合」による社会の統合を目指していた。その理想像はマルクスが目指した共産主義社会と何一つ変わるところはない。
しかし、理想を共有していたものの無政府主義と社会主義には方法論において決定的な違いがあった。マルクスの社会主義は階級闘争が長引くこと、革命の機会は容易には訪れないという現実感覚、大衆の支持を背景に権力を革命あるいは選挙で政権を掌握して「プロレタリアート独裁」を確立すること、議席を得て社会立法を進め階級格差を是正し、工業および農業、そして商業の均衡発展の道を模索するという国家ヴィジョンがあった。こうした段階を追って共産主義の理念を実現させるという現実的な立場をとっていた。
バクーニンらの無政府主義は反権力思想と自己完結型の共同体思想がもつ魅力によって、南欧の下層労働者やロシア、南米の貧農層を取り込んでいった。
19世紀当時は重税、貧困、疫病、言論統制、官憲の取り締まり、医療・福祉・教育の欠如といった苦痛と圧政が是とされた反動的な専制国家の時代であった。とりわけ、工業化は遅れた諸地域では無政府主義とその暴力的方法論が受け入れられていった。例外的に農業国でもあり個人を重んじ自由を尊重するアメリカやフランスでも支持を集めた。一方、先発工業国のドイツ、これに遅れてフランスが、そして、大不況期を経験したイギリスなど労働運動の歴史的中核国ではマルクス主義の影響力が次第に強まっていった。「アナーキスト・インターナショナル」は数度の年次大会を開催し、スペインの革命やイタリアで多くの暴動を画策したが失敗に終わる。また、バクーニンが世を去ってその後の発展の糸口と反乱工作の機会を失ってしまう。19世紀末にイギリス、フランス、ドイツ、アメリカをはじめ各国が社会立法に力を注いで圧政を捨てていくにつれて、無政府主義はしだいに個人革命家のテロリズムの世界へと追いやられて衰退していく。現実路線に即して、内部統制が強い組織を持った社会主義党を作り上げ、国家権力の掌握に力を注ぐ道を選んだことにより、マルクス主義は時代の選別に耐えて生き残ったのである。

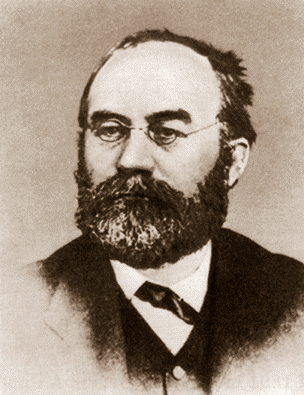
フリードリヒ・ゾルゲ。IWA崩壊期の中央評議会書記長である

一方、アメリカに目を転じるとここでも新しい局面があった。要となる人物はIWAのアメリカ支部書記長フリードリヒ・ゾルゲである。
IWAのマルクス派指導者は社会主義の分派勢力とのせめぎあいの中で巻き返しを図ろうとフィラデルフィアで大会を開催した。そこではアメリカ支部を中央評議会の直轄とする方針を定めて、中央評議会の権威で部内の刷新を図ることが決まった。しかし、無政府主義者の排斥とイギリス支部の脱落によって生じたIWAの空洞化によって、この決定はIWAを欧州の労働者協会からアメリカ合衆国の労働者協会へと変質させるものにつながった。また、無政府主義やラッサール主義政党の影響力を払拭するのは容易ではなく、アメリカにおける各支部の内部分裂がさらに激しくなっていった。1864年から65年の内紛の結果、ニューヨークの二つの支部が排斥されボルテなど主要メンバーが追放された。こうした情勢の中、内紛に疲れたゾルゲが書記長を辞任、すでに中核を失いって混乱をきたしたIWAは組織の命脈を保つことができなくなっていた。世界的にもIWAはもはや求心力を急速に失いつつあったのである。各国で社会主義政党の樹立と独自の政治運動が活発化し、国際的連帯を協議する局面ではなくなっていた。
1876年、中央評議会は時勢の困難さを鑑みて解散を内定したうえで、フィラデルフィアで最期の年次大会を開く決定をする。ドイツ社会主義労働者党の代表とアメリカ支部評議会の10名の委員会が解散手続きをすすめた。7月15日、「国際労働者協会中央評議会は解散する」との決議のもと、IWAは正式に解散する。

### 晩年の活動

#### ドイツ社会主義運動の再建

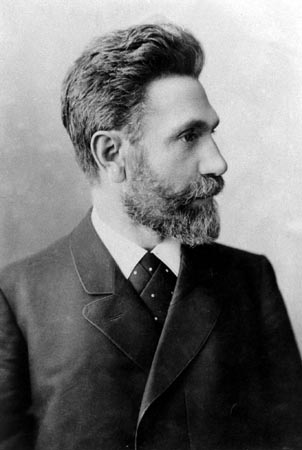
若き日のアウグスト・ベーベル

第一インターナショナルの誕生と崩壊の後、社会主義は新たな発展期に入っていった。
ドイツでは1867年ヴィルヘルム・リープクネヒト、アウグスト・ベーベルがザクセン人民党を組織し、1869年8月にはドイツ統一の加速と歩調を合わせるかたちでリッティングハウゼン、ベルンヘルト・ベッカー、ヘスといった人物らとともにアイゼナハ綱領を採択、社会民主労働者党（独: Sozialdemokratische Arbeiterpartei (SDAP) 。通称「アイゼナハ派」と呼ばれる。後のドイツ社会民主党の母体となる）を組織した。ラッサール主義に対峙する本格的なマルクス派の社会主義政党が発足したのである。
この時期の各国政府は労働者が選挙権を獲得していた。北ドイツ連邦では連邦議会が設置され、25歳以上で公的支援を受けていない男性有権者からなる成人男子選挙権が導入され、1867年8月の連邦議会総選挙が実施された。そのため、北ドイツ連邦では新たな有権者の票数確保の必要が生じ、政府が熱心に社会政策に取り組んだ。その一つが労働者の住宅問題の解決である。
エンゲルスは、ミュールベルガーが住宅問題を論じたことを受けて反論記事「住宅問題」を、ドイツ社会民主労働党の機関紙『フォルクスシュタット』(独: Der Volksstaat)に掲載した。労働者の住宅問題を政府が解決策を提示して、社会主義者もこれに協力して、共に住宅問題を解決させよよいう見解であったが、エンゲルスは政府の社会改良政策への迎合に反対の立場を採った。労働者階級の住宅事情が良くないのは住宅がないからではなく、快適な住宅に居住できないような階級的地位の低さに起因することであり、住宅を安価に低金利で販売したとしても抜本的な解決策には至らない。対症療法として効果が出れば一時的に労働者の懐柔につながるが、増加し続ける労働者の旺盛な住宅需要を満たす必要が依然として残され、一時しのぎの政策を採用しても住宅問題がつねに課題となっていくことに変化はないと語った。住宅問題解決に政府が積極的な姿勢を見せても、労働者の階級的抑圧状態が解消されることはなく、社会改良主義的な政策は労働者の目暗ましにしかなっていないと指摘した。

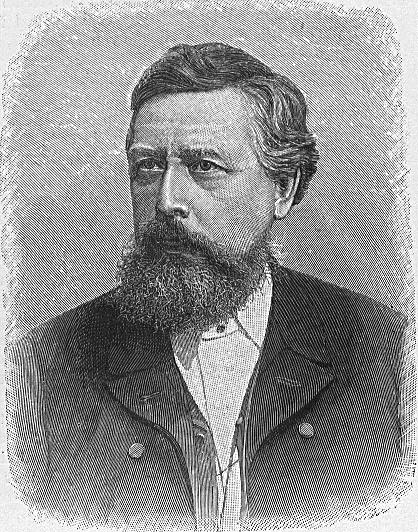
ヴィルヘルム・リープクネヒト

一方、ドイツ社会主義運動の大きな転機が生じた。その転機はドイツの二つの労働者党（アイゼナハ派とラッサール派）の1875年の合同に求められる。
両派の合同は1871年の普仏戦争の勝利を受けてドイツ統一が実現したということが契機となっている。ラッサール派はプロイセン王国を基軸に労働運動を展開するのが有利であるとする政治戦術を採用していた。一方、アイゼナハ派はマルクスの指導によって反戦と国際主義の立場をとり、反プロイセン王国の立場に立ってオーストリアを含む全ドイツ語圏の労働者の結集によって革命を起こして共和制の統一民族国家（大ドイツ民主共和国）を実現させるという構想を持っていた。ドイツの統一によって党派的分立の根拠が一つ解消されたため、ようやく両派は合同したのである。
かくして、アウグスト・ベーベル、ウィルヘルム・リープクネヒトが率いるドイツ社会民主労働党とフェルディナント・ラッサールが設立してドイツ内の労働者党の最大会派となっていた全ドイツ労働者協会が合同を果たす。1875年、ザクセン＝コーブルク＝ゴータ公国のゴータにて統一綱領「ゴータ綱領」を採択してドイツ社会主義労働者党（Sozialistische Arbeiterpartei Deutschlands, SAPD）が結成された。
だが、マルクスとエンゲルスは、ヴィルヘルム・リープクネヒトとアウグスト・ベーベルの政治的妥協を痛切に批判していく。帝国主義、軍国主義のドイツ帝国をいかに近代化させるかという問題が依然として残されていたのである。成人男子選挙制度はあったが、復古的な三級選挙による議会制度を革新して、民主国家の道筋を開いていくことが課題であった。マルクスは『ゴータ綱領批判（ドイツ語: Kritik des Gothaer Programms）』を執筆して、賃金が上昇すると経済停滞を招いて労働者の生活水準が低下するという「賃金鉄則」なるラッサール派の誤謬と共存することはできないと主張した。また、政治的・社会的不平等の是正といった目標はブルジョワ政党の理念であって、革命的プロレタリアートによる社会主義運動の路線ではないと指摘した。マルクスは、革命によって資本主義を打倒して国家を廃止するという理念を提示できないラッサール主義との合流をプロレタリアートに対する背信行為だと厳しく糾弾した。
- 『ゴータ綱領批判』

マルクスは党幹部に対してドイツ帝国下でのブルジョア国家権力との消極的共存に甘んじるのではなく、暴力革命によって全権力を帝国政府から奪取してプロレタリアート独裁を確立し、社会主義国家の建設を目指すように言明した。
エンゲルスもベーベルに次のように警告した。
マルクスとエンゲルスの怒りの矛先は、党の運営や指導に関して理論創始者に事前に相談しなかったリープクネヒトに集中していった。だが、内輪の争いに長く拘ってはいられない状況となっていく。

#### 社会主義者鎮圧法という逆風

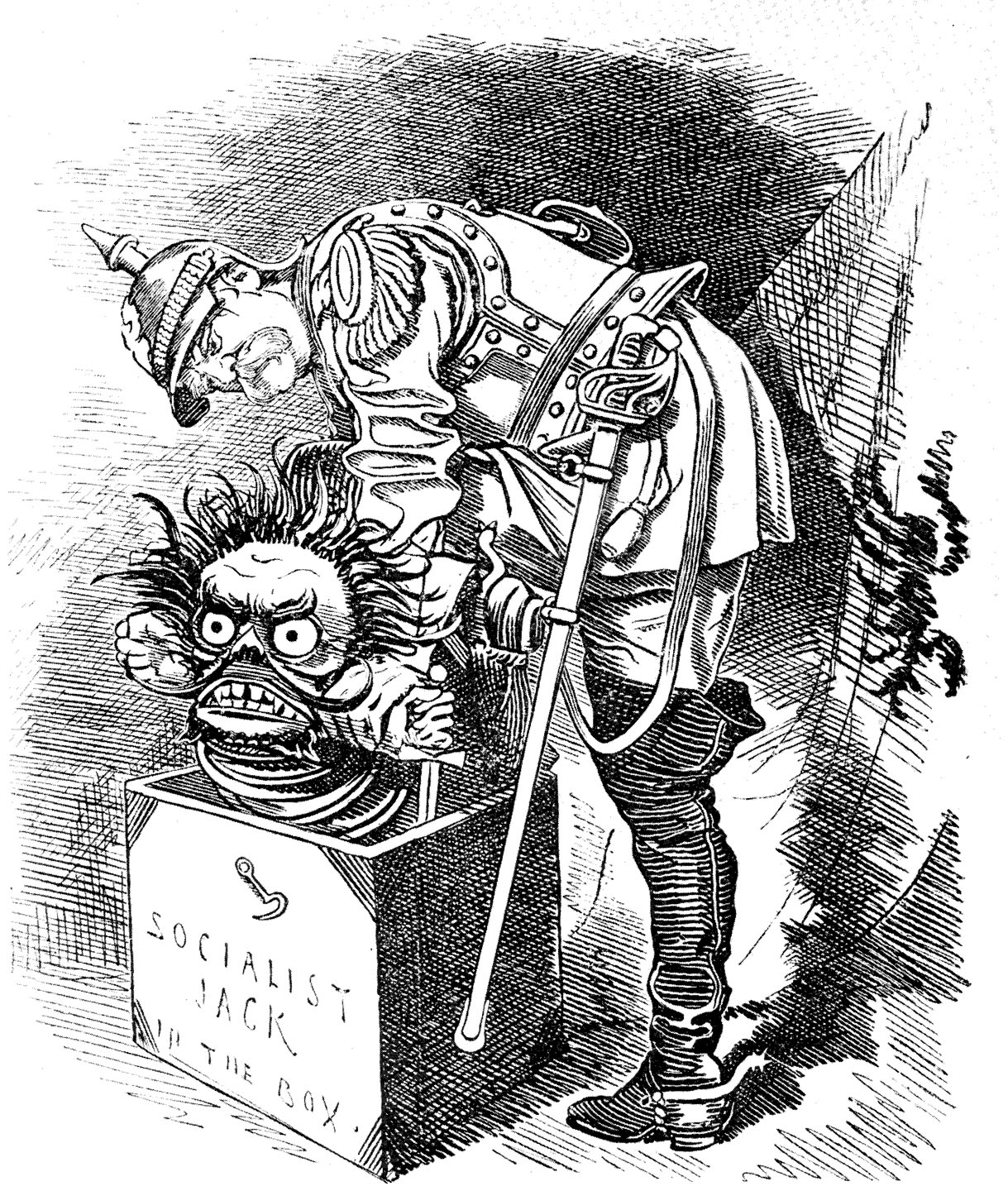
1878年『パンチ』誌の風刺画。おもちゃの箱の中から飛び出そうとする社会主義者を押し戻そうとするビスマルク

1866年に社会民主労働党が結成されていたちょうどその頃、ドイツでは資本主義の成長とプロレタリアート階級の形成が本格化しはじめ、党は得票数を順調に伸ばしていた。1871年のドイツ帝国議会選挙で得票数12万４千票から1877年のドイツ帝国議会選挙では49万3千票を獲得、票数を5倍近く伸ばすことに成功した。
ドイツ帝国宰相ビスマルクは統一した労働者党に強い警戒感を抱くようになる。
二人のテロリスト、1878年5月11日にマックス・ヘーデル、6月2日にカール・ノービリングによって、二度にわたり引き起こされたドイツ皇帝ヴィルヘルム1世の暗殺未遂事件は社会主義運動の鎮圧を図る絶好の口実となった。10月19日、ビスマルクの主導で悪名高い社会主義者鎮圧法が制定された。1890年の撤廃に至るまで同法により、「社会民主主義、社会主義、あるいは共産主義の活動によって既存の政治・社会秩序を覆そうとする」あらゆる組織が非合法とされた。社会主義者は無所属ならば自由に立候補できたが、社会主義を謳うあらゆる集会や出版が禁止され、SAPDに限らず労働組合が非合法とされ、党員の職場からの追放が義務付けられるなど、SAPDは激しい弾圧の対象となった。ベルリン、ハンブルク、ライプチヒ、フランクフルトといった主要都市では戒厳令が敷かれ、警察によってSAPD党員や支持者が次々と検挙された。
こうした厳しい弾圧を前に脱落者も生じた。ハンブルクではSAPD幹部が取締り前に党の解散を宣言し、指導部と印刷所を残そうと考えるものが現れた。労働者の政治的権利を犠牲にして国家権力に恭順を示し、取締りを回避しようとする右翼的な日和見主義の風潮が広まり、革命を断念して闘争を放棄する動きが広がった。多くの都市で党組織が解党を決議したため、SAPDは存亡の危機に瀕した。

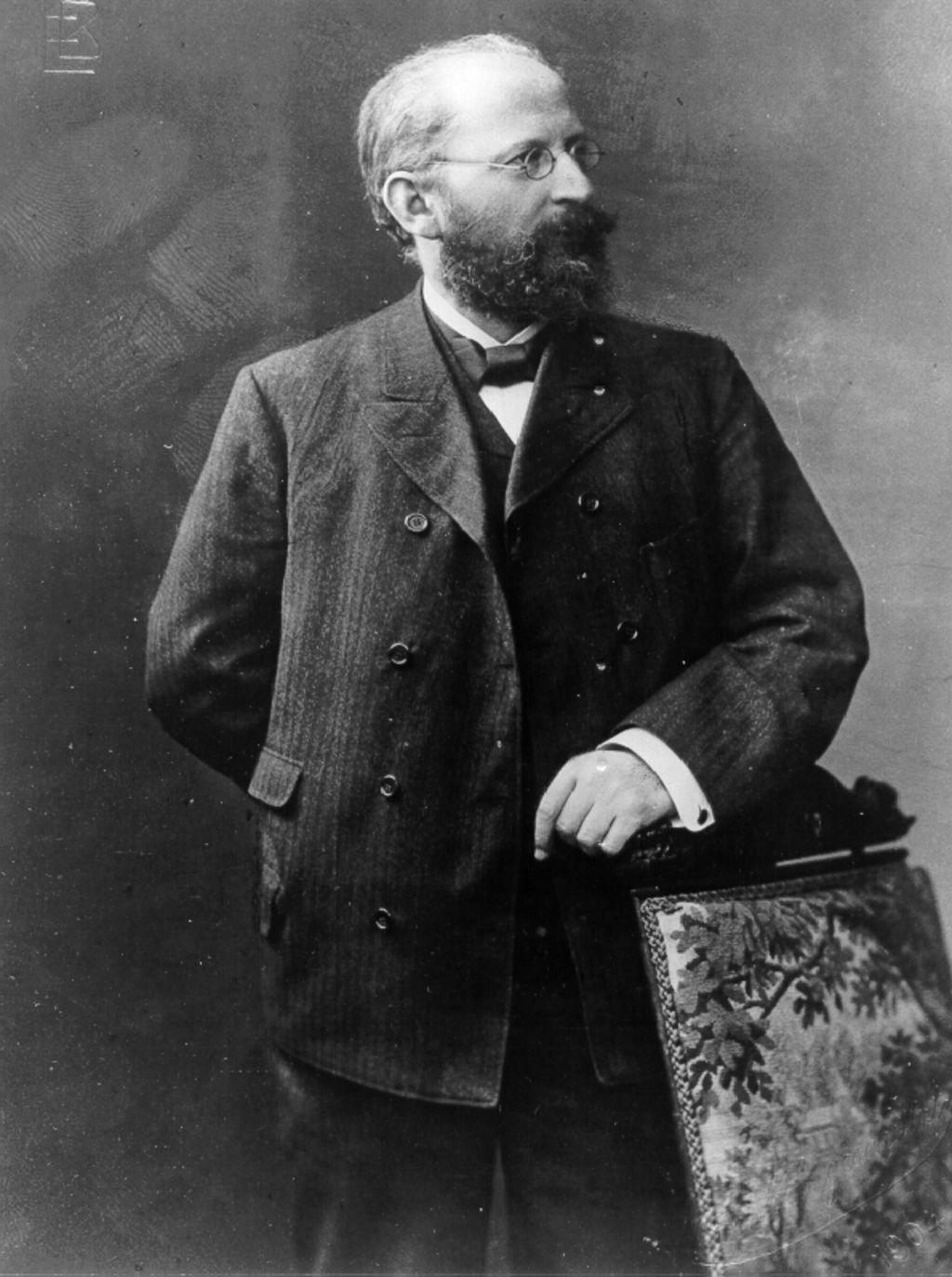
エドゥアルト・ベルンシュタイン（1895年）

こうした動きは理論面での逸脱につながっていき、ドイツ修正主義の土壌となっていく。
スイスのチューリッヒに亡命したSAPDの後援者カール・ヘーヒベルクとその秘書エドゥアルト・ベルンシュタイン、シュラムの三名は、三星の署名を用いて『社会科学・社会政策年報』に「ドイツにおける社会主義運動の回顧」という論文を掲載し、マルクス主義の革命理論を公然と批判し始めたのである。修正主義者は階級闘争を否定して中産階級の重視、プロレタリア独裁と暴力革命に反対して議会制民主主義の枠内で福祉政策の推進を説いた点が挙げられる。
エンゲルスは修正主義が党の結束を分断し、闘争の継続を困難にする理論的逸脱と見なして生涯をかけて糾弾を続ける。一方、迫害を受けた社会主義者にエンゲルスは資金援助をおこない、投獄された活動家に同情を示した。その一方で、合同後に妥協的となっていたSAPDが次第に左傾化していくことを歓迎し、「ビスマルク氏は七年の間、まるでこちらから礼金を支払っているかのように、われわれのために働いてくれ、いまや社会主義の到来を早めるための申し出を控えることができないようだ」と語っている。
社会主義者に対して強まっていく弾圧の中で実施されたドイツ帝国議会の1881年のドイツ帝国議会選挙の結果、SAPDは三議席増やして12議席を獲得したという報は、エンゲルスにして「プロレタリアートがこれほど見事な振る舞いを見せたことはない」と言わしめ、彼を大いに喜ばせた。さらに、三年後の1884年のドイツ帝国議会選挙では議席を倍増させて24議席を獲得する快挙を成し遂げ、ついに、ドイツの労働者階級がイギリスやフランスからプロレタリアート運動の政治的理論的な主導権を取り戻す段階に到達したのである。しかし、エンゲルスは、次第に勢力を増して拡大していく党内部に日和見主義が入り込まないかを危惧し、党幹部の声明を入念に調べるなど監視の目を強めていった。こうした中で浮上した危険人物がオイゲン・デューリングである。

#### 『反デューリング論』の執筆
エンゲルスは順調なロンドン生活の一方で、ドイツの社会主義運動の今後については憂慮を抱いていた。

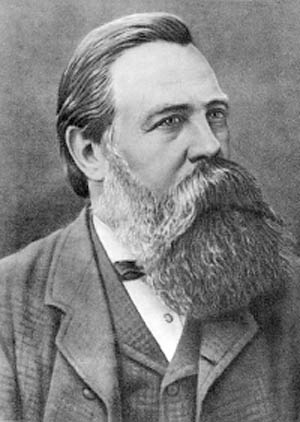
エンゲルス（1877年）

ドイツの二つの労働者党（アイゼナハ派とラッサール派）の1875年の合同が実現して社会主義運動の発展が続く一方で、党派的な対立が深刻化していたのである。とりわけ、党派的な影響を広げつつあったのが、ベルリン大学の視覚不自由者の私講師であったオイゲン・デューリングの学説だった。デューリングはカール・マルクスの理論を一つの仮想敵として位置づけ、暴力革命や中央集権制と計画経済の導入を否定して、プルードンやラッサールに似た独自の社会主義思想を作り出そうとしていた。
ベルンシュタインもデューリングの学説に影響を受け、ベーベルらにデューリングの著作を送り、ベーベルもこれに呼応してデューリングを支持することを『フォルクスシュタット』(独: Der Volksstaat)誌上で表明した。マルクス主義に忠実なリープクネヒトは危機感を強めてデューリング批判の必要性をエンゲルスに説き、論文を執筆するように要請した。エンゲルスも「彼のまわりに一つの派閥、すなわち将来別個の党になる中核を公然とつくりはじめた」ことに懸念を感じたため、デューリングを批判する論文を機関紙『フォルウェルツ』(独: Vorwärts)で連載した。デューリングは多方面にわたって精力的に論説を展開させていたため、エンゲルスはデューリング批判を全方面に拡大させていく必要に迫られていった。
その結果、ウラジーミル・レーニンが語るところの「哲学、自然科学および社会科学の諸領域に属する最大の諸問題が究明され」、「驚くべき内容豊富なまた教えるところの多い書物」が完成した。これが1878年に出版されて『反デューリング論』（正式名は『オイゲン・デューリング氏の科学の変革』、ドイツ語: Herrn Eugen Dührings Umwälzung der Wissenschaft）となった。
『反デューリング論』の中心軸は弁証法的唯物論であり、自然科学から社会科学・人文科学に至る広範な科学領域における弁証法の適用の試みとなっている。
ウラジーミル・レーニンは、本書の位置づけを「最後まで一貫した唯物論か、それとも哲学的観念論のうそと混乱か、どちらかである。―これが『反デューリング論』の各パラグラフに与えられた問題提起である」と語っている。唯物弁証法が自然科学から社会科学に至る全領域にまたがる包括的な理論であることを立証することがその目的とされた。本書の内容は概ね次のとおりである。
序論においてヘーゲルの弁証法が総論として整理され、観念論の克服と唯物論への転換の重要性が指摘されている。序論の後半部分はデューリングの野心と活動への敵意が表明され、彼の学説に対する宣戦布告となっている。
次いで、エンゲルスは、第一編では自然科学分野への関心に留まらず、法や道徳、真理、平等や自由といった精神哲学の分野に踏み込んだ見解を提示していった。第五、第六章において弁証法が宇宙の秩序とどう関係するかが、第七、第八章で有機体、生体の働きに弁証法がどのように現れているか、デューリングの科学についての理解が如何に不十分なものであるかが論じられている。
後半は道徳ならびに法哲学が論じられた。エンゲルスはデューリングの未熟な世界観を紹介しながら、道徳や真理は時代とともに歴史的に形成されるもので、固定的な万世不易の代物ではないと論じた。
最後に弁証法理論が紹介されている。ヘーゲルの弁証法が総論として整理され、弁証法の核心部分が提示されている。物質や生物の世界で弁証法がどのように展開しているかを例示しながら、弁証法が1)「量から質への転化、ないしその逆の転化」、2)「対立物の相互浸透（統一）」、3)「否定の否定」の三つの構成要素から成り立っていることを明らかにしたのである。弁証法と自然科学の関係性は『自然の弁証法』でさらに深く論じられていく予定であったが、エンゲルスがマルクス死後『資本論』の続編刊行の任に集中していたため、結局遺稿に終わった。エンゲルスは、自然科学分野への関心に留まらず、社会科学分野についての理論的考察を提示していった。
第二編では社会科学の領域に踏み込み経済学を中心に、デューリングが重視した「暴力」や「経済」という切り口から人類社会における政治、階級、国家、奴隷制、軍国主義が次々と論じられていく。私有制の発達から奴隷制や資本主義的階級制度の起源が論じられ、暴力による原初的秩序の形成というデューリングの見解が批判されていく。エンゲルスは、人類史における抑圧は経済システムの中核部分に存在する所有形態に起因するものであり、経済要因によって政治的支配の形態が変動していくという唯物史観の理論を紹介した。また、後半部分ではマルクス主義の骨格部分に当たる剰余価値論の紹介に充てられている。
最後に、第三編では社会主義思想の登場と発展を歴史的理論的な側面から概説がなされている。サン・シモン、シャルル・フーリエ、ロバート・オウエンを取り上げ、思想の革新性と問題点を整理し、これらを空想社会主義として位置づけた。一方、産業革命の本格化に伴う資本主義の発達が進行すると、時代状況を反映する新しい社会主義の登場が現実になっていく。マルクスはヘーゲル主義から弁証法を批判的に取り入れ、唯物論と結合させることにより、唯物弁証法に基づく歴史理論―史的唯物論を確立した。エンゲルスは、マルクスの理論的業績により経済学的アプローチから資本主義の盛衰と社会主義の到来の必然性を論じた科学的社会主義が確立を見たことを明示した。

#### 『空想から科学へ』
エンゲルスは、上述の歴史観を整理して「社会主義とはなにか？」という大衆の問題関心に応える章を追加した。『反デューリング論』はドイツ語だけであったのと、マルクスの娘婿で「フランス下院議員であるポール・ラファルグの要請によって、私はこの本の3つの章をパンフレットにまとめ、それをラファルグが翻訳して、1880年に『空想的社会主義と科学的社会主義』という表題で出版した」。これが『空想から科学へ』というタイトルで知られている著作である。

#### 『自然の弁証法』
エンゲルスは、1870年代から80年代にかけて、マルクスの手で完成を見た史的唯物論の普遍性を社会から自然の領域に拡張することを試みた。政治経済と並んで自然科学についても学び、哲学的な唯物論の立場から自然の弁証法の解明と論理的把握を試みた。1883年にエンゲルスの書き残した『自然の弁証法』に関する論考は、最新の自然科学が常に今日でも直面する哲学的危機に対して、多くの重要な示唆を与えている。同書で一章を構成した「猿が人間になるについての労働の役割」 （1876年）も注目に値する。

### マルクスの死後
エンゲルスの最晩年の到達は、『家族・私有財産・国家の起源』（ドイツ語: Der Ursprung der Familie, des Privateigenthums und des Staats）、『フォイエルバッハ論（ルートヴィヒ・フォイエルバッハとドイツ古典哲学の終結）』（ドイツ語: Ludwig Feuerbach und der Ausgang der klassischen deutschen Philosophie）、『フランスにおける階級闘争 1895年版序文』「エルフルト綱領草案批判」ほか多くの著述と、マルクスの死後、多くの人物に対して語られたエンゲルスの書簡の中の言葉に表現されている。
それらの中でエンゲルスは、自分たちの大局的な展望と行動・運動の正しさを正当にも主張すると共に、自分たちの置かれた情勢の諸事情から不可避的に生じたそれぞれの局面での誤りや限定的な正当性について率直に述べている。そのような振り返りも、自分たちが作り上げてきた世界史的運動の後世の継承者たちへの思いやりをもって語られている。

#### マルクスの死

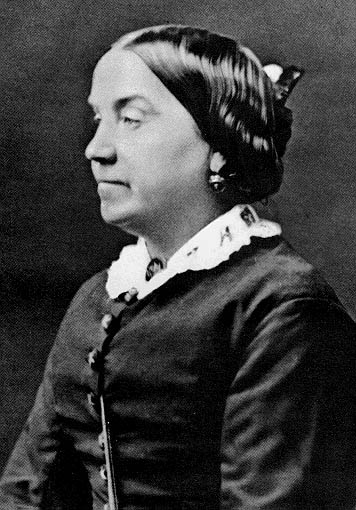
エンゲルスの晩年期の伴侶（内縁の妻）リディア・バーンズ

エンゲルスの幸せはリジーの病状の悪化に伴って影が差すようになっていった。
1870年代末、リジーは慢性的な喘息に加えて、膀胱の悪性腫瘍に冒されていた。エンゲルスはリジーを手厚く看病したほか、懸命に家事をこなしてリジーが安らかに最期を迎えられるように勤めた。1878年9月11日の晩、リジーは死に瀕する状態となっていた。この日エンゲルスは意を決してリジーへの愛を果たそうと大胆な事をしている。近所のセントマークス教会まで駆け出してギャロウェイ牧師を呼んできたのである。エンゲルスはベッドに横たわるリジーと英国国教会の儀式に則り、正式な夫婦として結婚の証を得ることになった。元来、エンゲルスは無神論者であり、結婚をブルジョワの偽善的慣行と見なしてきた。しかし、最期の瞬間にリジーが幸せであることを願い、結婚の儀式によって夫婦であることの承認を受け、二人で互いの愛を確認したのである。
まもなく、エンゲルスが心から愛する妻リディア・エンゲルスは息を引き取った。彼女はロンドン北西部のローマ・カトリック教会のセント・メアリー墓地に埋葬された。エンゲルスはリジー死去の知らせをマルクスのみならず友人たちに発信した。マルクスも今度は丁重に返事を送り、弔意を示している。
リジーの死以降、エンゲルスは身近な人を次々と失う悲しみの時期と持ち前の一層の力強さを発揮していく時代に踏み出していく。

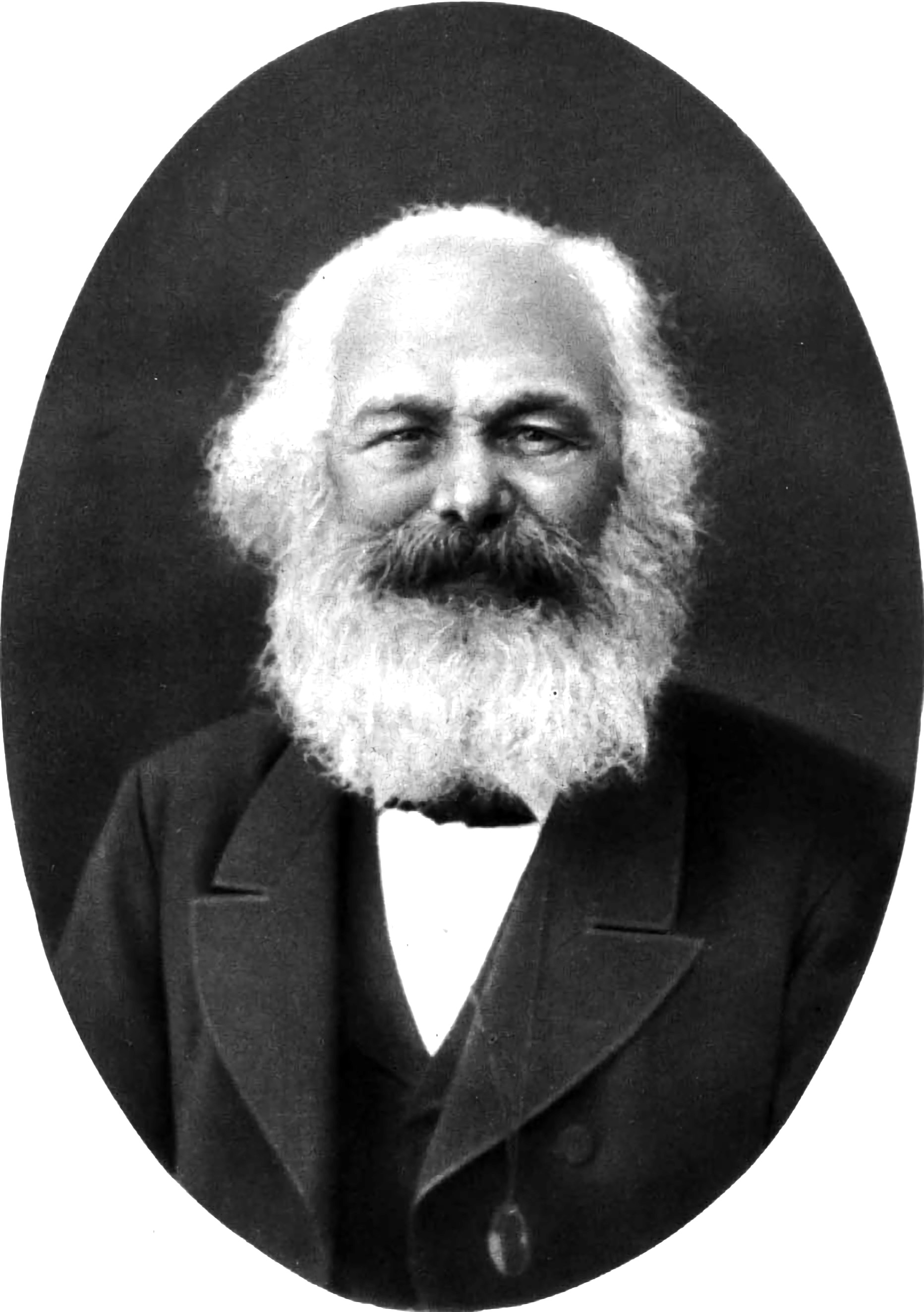
1882年のカール・マルクス

1880年代、60歳代に入ったマルクスとエンゲルスたちは最晩年に入りつつあった。とりわけ、マルクス夫妻の健康状態は厳しい状況になっていった。
1881年の夏、マルクスの妻イェニー・マルクスは肝臓癌を患い、臨終の床にあった。だが、マルクスも腎臓肝臓の障害に苦しみ、肋膜炎を抱えて病床にあったのである。12月2日、イエニーがこの世を去った時マルクスの容態も悪く、妻の葬儀に出席することもできなかった。
これ以降、マルクスは『資本論』の続編の刊行を継続できないことを悟り、研究から離れて身体の回復のために保養地での静養生活に入ることとなる。肝臓病の治療のためにチェコのカルロヴィ・ヴァリといった温泉地を訪ねたほか、1882年2月から気管支炎治療のために温暖で乾燥した気候の土地を求めて、北アフリカのフランス植民地アルジェリア旅行に出かけ、中心地アルジェを訪ねている。帰国したマルクスはイギリス南部のワイト島の保養地ヴェントナーで過ごした。エンゲルスは意欲低下に直面したマルクスを苦々しく感じていたのだが、マルクスも「エンゲルスの興奮ぶりがじつは私を苛立たせた」と語っている。落胆したエンゲルスは「イェニーが死んだ時、モール(マルクス)も死んだのだ」と述べた。マルクスは居心地の良い土地を求めて各国を放浪を続けたが、行く先々で悪天候に悩まされて気管支炎を拗らせていった。1883年1月、マルクスにさらなる悲報が襲う。マルクスの長女ジェニー・ロンゲが38歳の若さで急逝したのである。末娘エリノアが語るには、これが「最後の恐ろしい打撃」となった。
2月に入るころには、マルクスは喉頭炎、肺炎を悪化させて急激に体力が衰弱、食事も喉を通らず、声も出せず、薬も効かない状態となっていた。エンゲルスは盟友の最期を覚悟し、マルクス邸に毎日見舞いに通った。しかし、1883年、カール・マルクスは周囲の手厚い看病の甲斐なく死去してしまう。3月14日、エンゲルスがいよいよ最期が近いということで、ヘレーネ・デムートに促されてマルクスの部屋に入った時、マルクスは既に脈もなく、この世を去っていたのである。エンゲルスはマルクスの最後の瞬間を振り返りつつ、ニューヨークのフリードリヒ・ゾルゲにこう語った。
マルクスの葬儀は家族のエリノア・マルクスと同志であるエンゲルス、シャルル・ロンゲ、ポール・ラファルグ、ヴィルヘルム・リープクネヒト、カール・ショルレンマー、フリードリヒ・レスナーら古くからの友人達、計11人で行なわれた。このときのエンゲルスの弔辞は「カール・マルクスの葬儀」として残されている。エンゲルスはマルクスの業績を次のように締め括った。

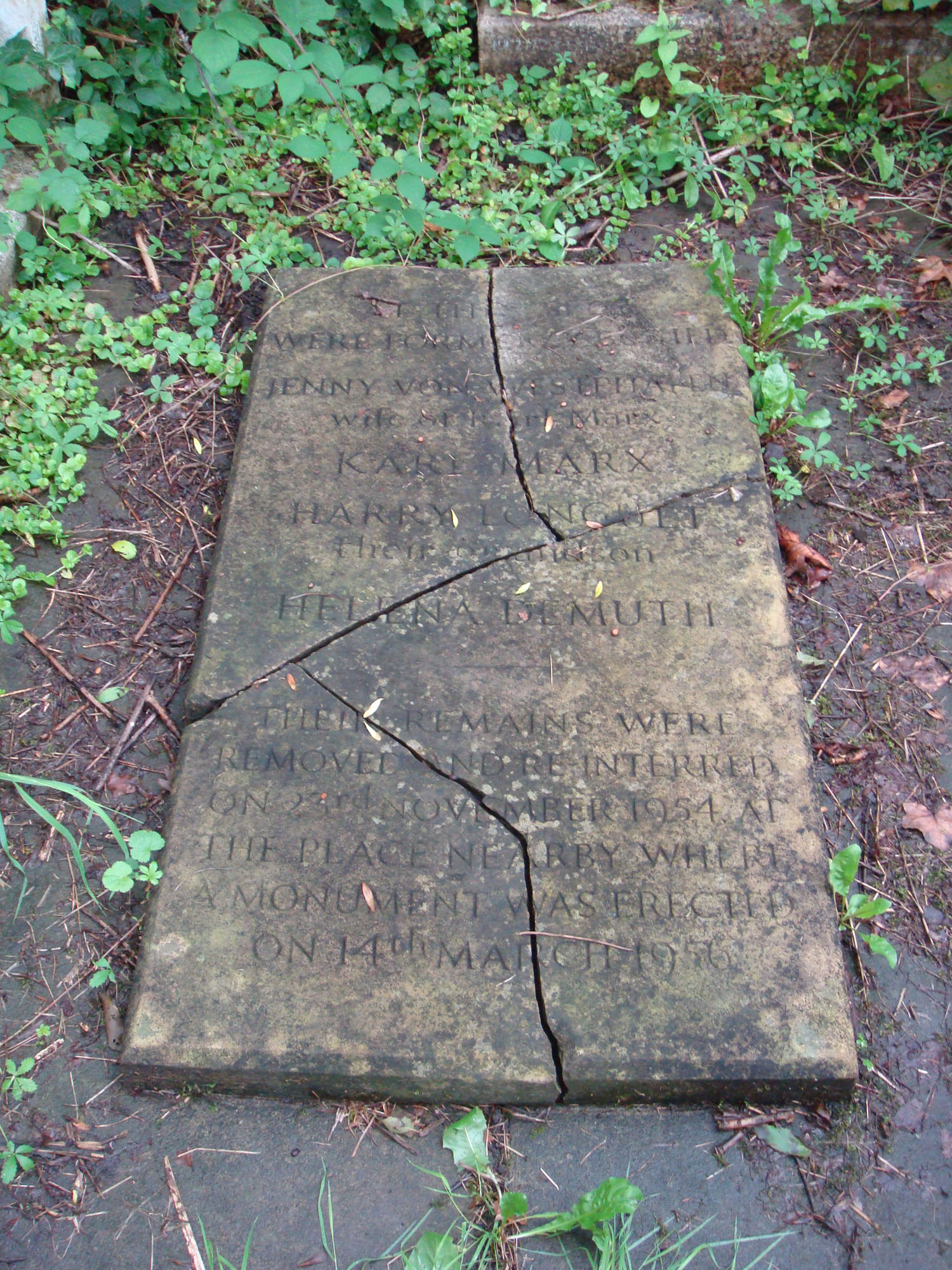
マルクスのもともとの墓（ロンドン、ハイゲイト墓地）

エンゲルスに続き、リープクネヒトはこう語った。
マルクスが世を去り、エンゲルスは孤軍奮闘することを余儀なくされていく。エンゲルスは盟友の死を受け止めた後、マルクスの理論の確立を図るとともに社会主義運動の発展のために、残りの生涯のすべてを捧げようと決意を固めていった。1884年10月15日の友人宛ての書簡で心情を率直に吐露している。
周囲はエンゲルスに親類縁者の多い大陸に戻り、スイスのような地で暮らすように勧めたが、マルクスの遺志を継ごうとするエンゲルスの決意は固かった。エンゲルスはロンドンを離れることを拒み、1883年4月末にはアウグスト・ベーベルに書簡を送り、マルクスの学問的偉業を継承することに全身全霊を注ぎこむ覚悟を示した。

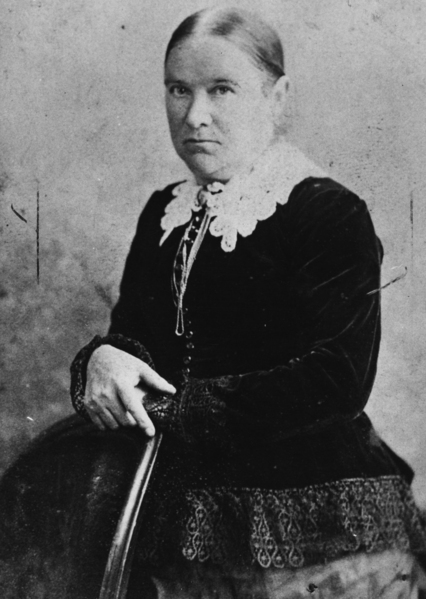
マルクス家の家政婦にして、晩年期のエンゲルスの友ヘレーネ・デムート

エンゲルスはマルクス主義の新しい中心となり、全世界の社会主義運動の発展のために残りの人生のすべてを賭けることになる。このとき、エンゲルスの力となったのはマルクス家の家政婦ヘレーネ・デムートである。ヘレーネはエンゲルス家に移ってマルクス遺稿の整理を助けると同時に、エンゲルス家の家政を担当して、エンゲルス家に参集した社会主義者へのもてなしをおこなうことで、エンゲルスを支えることになった。そして、二人でマルクスの手紙などの整理をする時間が、残された者の傷心を癒す貴重な時間となっていった。

#### マルクス遺稿の整理

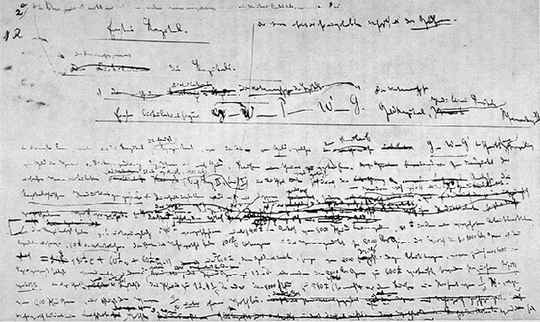
カール・マルクス直筆の資本論原稿

かつてない重責がエンゲルスの双肩にかかっていったが、差し当たり直面した難題はマルクスの遺産相続の問題であった。
マルクスは、膨大な書籍数を誇る書庫、膨大な量の未整理の草稿や書簡を保管していた。これらの遺産は第一に末娘のエリノアが相続人となり、第二にエンゲルスがエリノアの後見人として遺産管理人となって『資本論』の完成を目指すということが遺言により確認されていた。しかし、1883年6月、次女のラウラ・ラファルグがこれに反発して異議を申し立てたのである。父から書類や文書を継承して遺稿を整理し、『資本論』や『インターナショナルの歴史』執筆の一端に加わるように言われていたことに言及して、自分にも遺産相続権があるのだとエンゲルスに執拗に要求した。これに対して、エンゲルスは『資本論』執筆の役目は自分にしか成し得ず、末娘のエリノアが指名されたのは彼女がイギリスに在住していたためで、ラウラを排除する意図はないと説明した。かくして、1883年8月、エリノアがマルクスの評価額250ポンドの遺産相続人となる正規の書面が交付された。エンゲルスはラウラに「マルクスの遺稿を出版するという共通の目的を達成するために協力しましょう」と語り、マルクスの書庫にあったフランス語文献は全てラウラに送るなどして姉妹間の紛争をなんとか調停し、ようやく万全の環境のもとでマルクスの業績の整理に着手することとなった。
マルクス死後のエンゲルスの仕事は二つの課題に絞られていた。
すなわち、マルクス主義の体系化と理論を完成させること、そして、国際共産主義の運動を組織して社会主義革命の政治的準備を整えることである。エンゲルスは当面の仕事をマルクスの遺産の整理に費やした。エンゲルスは、『資本論』に関するマルクスの遺稿の編集、それまでのマルクスとエンゲルス自身の著作の諸言語への翻訳に尽力した。当時の諸情勢と全世界の労働運動における自らの位置とを考慮し、エンゲルスは的確にもマルクスの主著『資本論』の完成をマルクス亡き後の自らの最重要課題と位置付け、編集に取り組むことになった。
実際、マルクスの主著『資本論』の第二巻および第三巻の刊行は、エンゲルスの豊富な知力と実務的能力なしには為しえなかった。
マルクスの遺稿は第二部「資本の流通過程」、第三部「総過程の諸容姿」を合わせて二つ折り判で1000ページという膨大な量にのぼり（一説では数m3にのぼったともいわれる）、その筆跡は解読が難しいもので、しかもその内容は著作としての完全な筋道をなしていない部分が多かった。内容の難しさのみならず、原稿が未完成であったことも編集を困難にした。象形文字風の独特な略字によって綴られている文章を読み取りつつ、未整備のまま各所に散乱する典拠情報をまとめていく作業は至難を極めるものだったのである。エンゲルスは、これらマルクスの遺稿の編集を晩年の視力の衰えと闘い、全世界の労働運動の助言者としての激務の合間を縫いながら進めた。
1883年8月、エンゲルスはベーベルに宛てて作業が思うように進展しない苛立ちを打ち明け、「二つぐらいの章を別にすれば、すべてが下書きだ。典拠の引用は未整備で乱雑に山積みされており、あとで取捨選択しようとして集めるだけ集めたものだ。おまけに、絶対に僕しか読めない―それも苦労してやっと読める―あの悪筆だよ」と伝えている。
マルクスの遺稿整理に追われ途方に暮れるエンゲルスに重要な発見があった。遺稿のなかからルイス・ヘンリー・モーガンの文化人類学研究に関する研究ノートを発見したのである。

#### 『家族・私有財産・国家の起源』

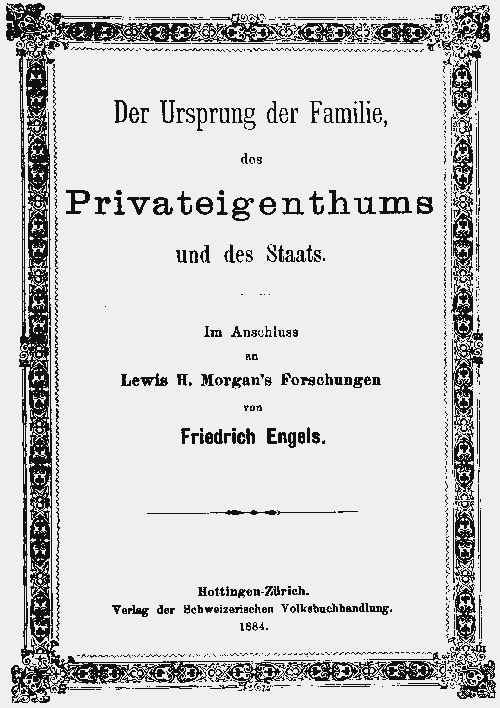
『家族・私有財産・国家の起源』の扉

エンゲルスは、カール・マルクスの史的唯物論の立証と世界史論の構築に情熱を傾けた。とりわけ重要な関心事となったのが、原始共産制に基づく先史時代の共同体の研究である。このような古代史への関心から執筆されたのが、『家族・私有財産・国家の起源』（ドイツ語: Der Ursprung der Familie, des Privateigenthums und des Staats,1884）である。本書は、エンゲルスの老年期における最高傑作のひとつである。
本書執筆の経緯はマルクスの遺稿整理にその契機があった。マルクスは生前、古代社会や古い形態の共同体の研究に没頭していた。
1870年代、最晩年に達したマルクスはロシア農村共同体の研究に着手し、やがて共同体一般への関心を高めていった。やがてマルクスは原始共同体への研究の手がかりをルイス・ヘンリー・モーガンの文化人類学研究に求めた。モーガンはイロコイ・インディアンを調査研究した成果を『古代社会』にまとめていたが、マルクスはモーガンの著作とその周辺の関連文献を読み漁り、詳細なノートを作成していた。しかし、1883年にマルクスは研究の半ばで死去する。
本書の序文に「以下の諸章は、ある程度まで遺言を執行したものである」とあるように、エンゲルスがマルクスの研究ノートを使って独自に仕上げたものである。エンゲルスはマルクスの中途に終わった人類学研究を継承し、ヘーゲル弁証法の方法論を加えて唯物史観に構築し直すプロジェクトに携わっていく。この頃、エンゲルスは青年期から関心を深めていた古代ゲルマン人の部族制社会の研究に邁進しており、『原始ゲルマン人の歴史』や『フランク時代』の二編の論文を執筆するなど古代史の研究で成果を出そうとしていた。
エンゲルスは、『空想から科学へ』の中で原始共産制社会の存在を指摘し、平等な共同体が有史以前に存在していたと考えていた。一方、ドイツではカール・カウツキーによる『家族と婚姻の歴史』の出版があり、1879年にはアウグスト・ベーベルによる『婦人論』が刊行され、社会主義による女性と家族に関する理論的考察が試みられていた。しかし、これらの文献は女性の抑圧を人類史の宿命として位置付けるもので、社会主義による女性の解放を主張していたものの、エンゲルスにとっては不十分な研究でより完成度の高い研究が必要だと感じられた。
1884年2月、こうした研究活動の中でエンゲルスはマルクスによるモーガン研究のノートを発見した。
エンゲルスは男性による女性への支配の構造が確立される有史時代以前の原始共産制社会を論じ、原始から古代の単婚制の奴隷制社会への移行過程を整理したのである。エンゲルスの研究は論文としてドイツ社会民主党の理論雑誌『ノイエ・ツァイト』(独: Die Neue Zeit)に掲載する予定であったが、1884年4月から5月にかけての二か月に及ぶ執筆過程で原稿が膨らみ続けて膨大なものとなってしまう。そこで単著で刊行することとなり、「いわば（マルクスの）遺言を執行したもの」として1884年に『家族・私有財産・国家の起源』が刊行されることになった。
本書の概要は三部分に整理することができる。一章から三章までの冒頭はモーガン説と古代の人類史の発展過程の紹介に充てられている。まず、原始の人類社会には新時代が到来し始めていた。
第一章では文明期への移行の契機が整理されている。人間が「野蛮」から、「未開」をへて、「文明」にいたる、人類社会の発展図を略述した章である。採集・漁業・狩猟からなる野蛮段階から技術の取得によって新段階へと移行する発展のなかにあった。人々は土器の製作をおこない、牧畜農耕への未開段階へと移行を果たす。さらに人類はムラからクニへと社会編成を変えて、金属器の製作技術を高めて灌漑農業や騎乗遊牧生活を拡大させて、各地で有史時代へと移行を果たした。第二章は、原始的な家族形態を復原して今日の資本主義社会における一夫一婦制の起源を明らかにする部分、階級社会における一夫一婦制の批判する部分、いかに婦人は解放されるのかという共産主義社会での家族と結婚という三つの部分が書かれている。
第三章では、原始的な家族形態をなすイロコイ族の具体的事例が紹介されている。
家族は社会の根幹であったが、野蛮段階では部族を構成する複数男女の集団婚であり、誰が子どもの父親であるか不確定だったため、母系制の共同体を形成していた。しかし、農牧業の発達による富の形成は土地の分割と私的所有をもたらしていく。未開段階の人類は、財産となる土地や家畜の所有を戦闘力に優れる男性の権限に移し替えていった。私有財産制度は、実子への財産の継承、即ち世襲原理を可能とするために、母系制の集団婚から父系制の対偶婚へと婚姻制度の変更を余儀なくさせた。これが画期となって、人類は古典古代へと移行していく。エンゲルスはここで「乱婚（無規律性交）→血族婚→プナルア婚→集団婚→対偶婚」という発展図式を考え、私有財産制度の成立とともに、母系制氏族社会が転覆され、「女性の世界史的敗北」が起きたとした。
私有財産は婚姻制度を家父長制から一夫一婦制へ移行させたが、それとともに一夫一婦婚そのものの内部に第二の対立が発展してくると語った。婚姻が法的制度として確立される一方で、不義密通が生じたのである。エンゲルスは、単婚制は姦通と娼婦制度によって補完されるとした。不貞は厳禁され厳罰に処されはするが、姦通が結婚制度の不可避な社会的制度になった。エンゲルスは、こうした矛盾は社会主義革命によって資本主義が倒壊すると私有財産制が廃止され、単婚制家族の崩壊が始まると歴史は一変革を経験すると予測した。エンゲルスは、私有財産の主要部分、すなわち、生産手段の私的所有の廃止されることで、財産の相続を目的にした一夫一婦制の基礎も消滅するのだと主張した。
第四章から第八章は古代ギリシア、古代ローマ、古代ゲルマンの氏族共同体が紹介されている。いずれも氏族は国家に先行する社会組織であり、史書や現行制度の痕跡からそれを証明しようとしている。ただし、一様なものではなく、民族ごとに豊かな形態があることをエンゲルスは叙述している。
第九章は全体を理論的に結論づけてまとめた章である。国家の発生についての理論的総括がおこなわれ、この部分はマルクス主義階級国家論の基礎の一つとなった。
最後に、エンゲルスは「文明批判」をおこない、文明が金属貨幣と利子、商人、私的土地所有と抵当、奴隷制度を発明して、最終的に人類は奴隷の反乱を防止して階級闘争が内乱へと発展する革命的契機を回避する調停機関として国家を創造したと指摘した。だが、社会主義革命によって生産手段が共同所有に移管されることによって、資本主義経済のもとで奴隷化されていた労働者階級の自立が進み、階級闘争が終わりを告げると役目を終えた国家は廃止されるとされた。そして、母系制氏族社会がつくりだした民主的な社会が共産主義になって高次の形で復元されると主張した。エンゲルスは、国家や一夫一婦制、私有財産を自明のものとするヘーゲル的な歴史観に対して、それらが歴史的なもの、すなわちある条件のなかで生成し、またその条件の解消にともなって消滅（変化）するにすぎないとする歴史観を提示した。

#### 『資本論』編纂
1884年6月、エンゲルスは『起源』の執筆を終わらせ、ようやく『資本論』第二巻の編纂に取りかかることになった。
『資本論』は前述に指摘した通り、断片的な草稿の集合体で、執筆箇所を加えて編纂を進めなければならなかった。だが、エンゲルスは既に高齢となっており、一日8時間から10時間の長時間デスクに向かい続けたために腰痛を悪化させて、医者からデスクワークを禁じられてしまう。そこでエンゲルスは植字工オスカー・アイゼンガルデンを秘書として雇い、口述筆記をさせることで仕事を継続させた。1884年6月から85年11月にかけての一年半をかけて執筆をすすめては毎晩読み返しをおこなうという日々であった。エンゲルスは次女ラウラに宛ててこう語った。
『資本論』第二巻は1885年に刊行される。
第三巻は長く困難な数年にわたる編集作業の末、1894年に刊行、マルクスの「遺産」を世に送り出した。エンゲルスは単なる『資本論』の編集者、マルクスの遺稿の整理執行人ではなかった。編集の最中に現れるマルクスの理論、殊に『資本論』に対する剽窃、中傷、誤解に対しては論陣を張った。
『資本論』第二巻、第三巻のエンゲルスによる序文に、資本主義論の最前線でマルクスの理論の擁護に奮闘するエンゲルスの姿を垣間見ることができる。また、エンゲルスは、資本主義の最新の発展段階の諸現象を分析するとともに、資本主義社会と労働者階級の最新の発展を観察し、それまでの自分とマルクスの活動を振り返り、未来社会への道筋の新しい見地を提示した。かつての潤色な革命への展望は、『資本論』の登場とともにより一層確固たる世界観となった唯物史観と、まもなく独占資本主義、帝国主義の段階を迎えんとしていた資本主義の急速な発達の現実の政治経済情勢分析の蓄積とによって、現実的な、したがってより具体的かつ政治的な歴史変革の必然性と民主主義の発展とに関する展望に置き換えられた。

#### 世紀転換期と社会主義の復活
ドイツとフランスのマルクス主義者たちが互いに呼びかけをおこない、フランス革命の起点となったバスティーユ襲撃の百周年にあたる1889年7月14日、パリのペトレル通りでパリ創立大会を開催した。正統派のマルクス主義者からなるこの集会では20カ国から400名に上る代表者が出席して、エドワール・ヴァイヤンとリープクネヒトが議長を務めて討議を進め、第二インターナショナルの発足が宣言された。

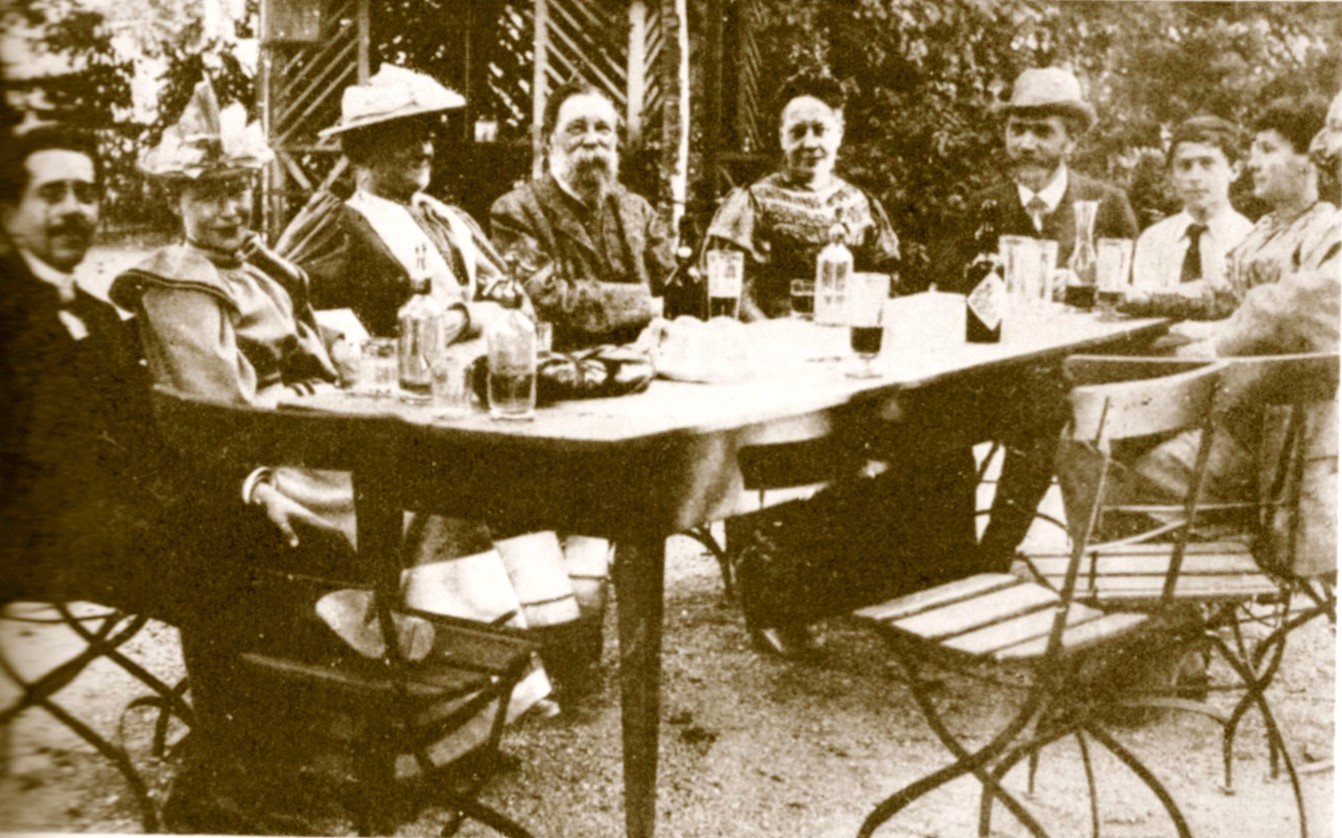
チューリヒ大会後の昼食会におけるエンゲルス（1893年）

この集会ではイギリス側からケア・ハーディ、ドイツ側からはアウグスト・ベーベル、ヴィルヘルム・リープクネヒト、エドゥアルト・ベルンシュタインといった人物が、フランス側からはジュール・ゲード、ポール・ラファルグ、シャルル・ロンゲ、ヴァイヤンが、オーストリア側からはヴィクトル・アドラー、アメリカからはサミュエル・ゴンパーズ、ロシア側からゲオルギー・プレハーノフが参加した。労働運動の国際的発展の段階に入り、各国で社会主義政党の時代が到来したという現状認識が確認され、ドイツ・フランス・イギリスで社会主義者の立候補と当選が次々と実現して、議会での勢力拡大が見られた。そして、一)、フランスにおける社会主義者たちを統一する。二)、8時間労働制を要求する。三)、常備軍を廃止して民兵制を導入する。四)、普通選挙の実現を要求し、社会主義者の議会への進出を図る。五)、メーデーを国際労働運動のための休日とする、といった以上の五点が決議された。
パリでは、修正主義路線を説くイギリスの社会民主連盟の指導者ヘンリー・ハインドマン、フランスのブノア・マロンといった可能派(ポッシビリスト)の集会も同時に開催されたが、二年後に両派の統合が確認され、国際労働運動の結集が果たされた。労働立法の推進と政治運動への参入が支持されるとともに、無政府主義の排除が確認され、ゼネスト戦略の採用を主張していたフランスのアナルコ・サンディカリズムが拒絶された。一方で、アメリカ労働総同盟が1890年5月1日に8時間労働制の実現のためにゼネストが呼びかけられ、大規模なデモが実行されたことが集会で支持された。
パリ創立大会はマルクス主義的方向を明確に定めた大会であったが、このとき発足した第二インターナショナルは中央評議会を備えた中央集権的機構にはなりえなかった。各国でマルクス主義路線の社会主義政党が発足しており、国際的な連絡と議論の場を設けて各国での議会戦略を練り上げていくことが主たる関心事であった。第二インターナショナルは、組織が樹立されて12年間にわたって、国際的な運動の指導に当たる中央委員会がなく、国際的な合同機関誌も持たず、正規の共同規約も統一綱領も、強制的拘束力のある決議もなく、正式の名称もない状態で活動していた。この点では、第二インターナショナルは第一インターナショナルには組織力として及ぶものではなかった。この組織力の欠如は、戦争の機運が生じてナショナリズムが高まると、国際主義を擁護して反戦を貫き、各国労働者の連帯を守るということができなかった主たる原因で組織崩壊を招く致命傷となった。
1891年8月のブリュッセル大会では、一)、労働条件のための立法を要求すること、二)、国際的な労働組合運動の組織化を推進することが議題にあがった。
この間、エンゲルスは喫緊の政治情勢に対し諸国の労働者階級の組織に助力を与えた。勢力が増大したドイツにおいても、スペイン、ルーマニア、ロシアで新たな一歩を踏み出そうとする社会主義者からも、老エンゲルスの助言が求められた。ロシアの若い革命家レーニンは、エンゲルスを、マルクス亡き後の「全文明世界における現代プロレタリアートのもっともひいでた学者であり教師」と目していた。
1893年8月のチューリヒ大会では、アナルコ・サンディカリズムに対して、主流派のマルクス主義の方針が勝利し、直接行動ではなく議会進出による条件改善に重きが置かれる。また、エンゲルスが第二インターナショナルの名誉会長に選ばれた。

### エンゲルスの最期

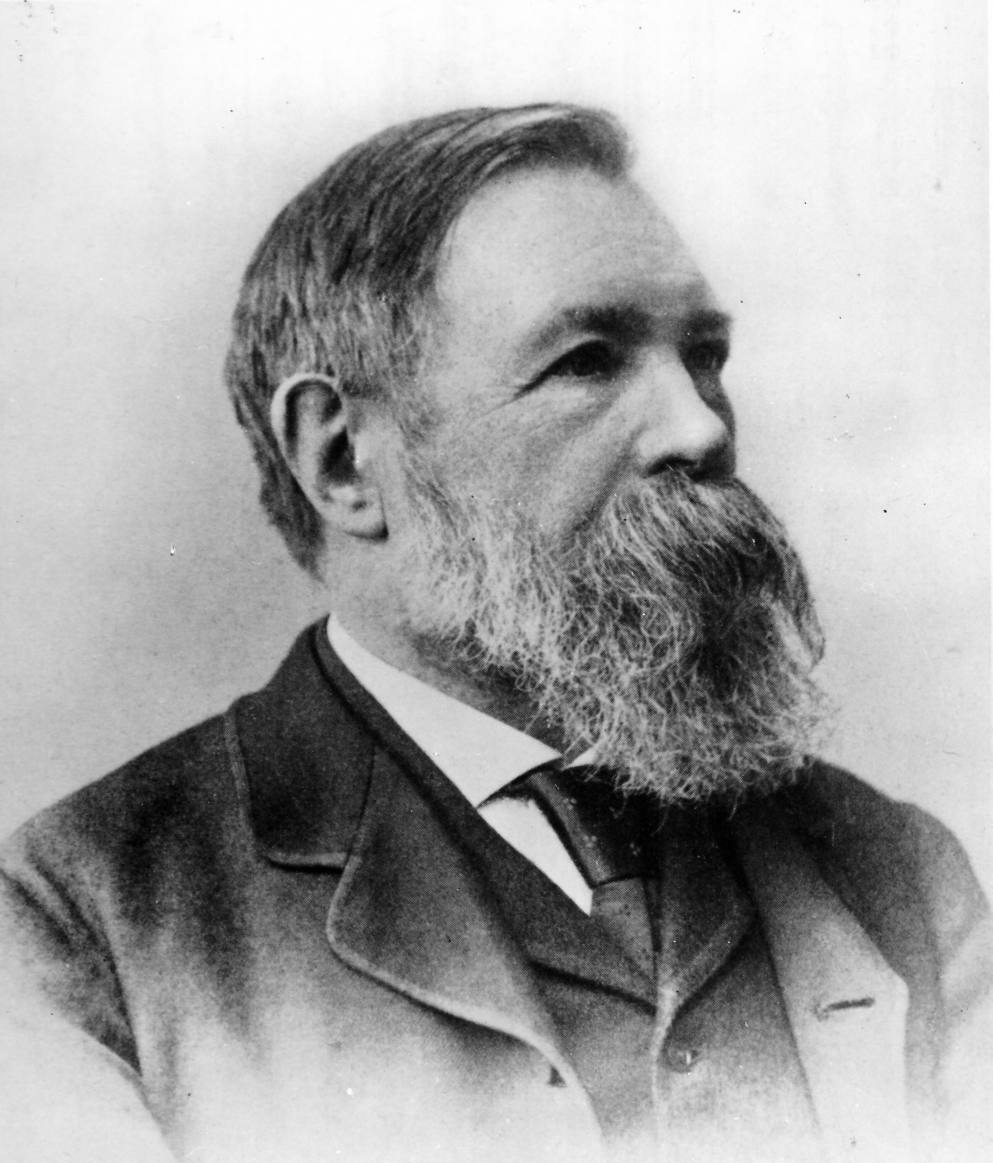
晩年のエンゲルス（1891年）

1894年11月28日、フリードリヒ・エンゲルスは74回目の誕生日を迎えた。しかし、エンゲルスは74歳にしても「老人」ではなかった。鋭気に満ち、ステーキを食べワインを飲んで活発に活動する、失意も衰えも知らない「若き革命家」のままであった。12月17日、ラウラ・ラファルグに宛てた手紙でこう述べた。
エンゲルスは冗談をいつものように語った。しかし、エンゲルスは現状に満足せず、「すくなくともモールの政治生活の主要な諸章。つまり、1842-1852年とインタナショナルを書きたい。後者は最も重要で急を要する。まず、それをやるつもりだ」と語り、マルクス伝とインターナショナルの歴史を著述することに意欲を見せた。
エンゲルスは人生を楽しみながらも死や老衰に悲観しなかった。エンゲルスは体力と知力に自信を持ち続け、エンゲルス家に同居しながら介助者となっていたルイーゼ・カウツキー・フライベルガーが健康状態を心配して過保護に扱うことに苛立ちながら、友人のパウル・シュトゥンプに宛ててこう語った。エンゲルスは、「なんとかして新しい世紀をのぞいてみたいと強く望んでいる。だがそうなると、1901年1月1日ごろには私もまったく役立たずになっており、そのときにはおさらばできる」と述べたように、後々の歴史の展開を見ていきたいと願っていた。しかし、この望みは果たされることはなかった。1895年の春エンゲルスを病が襲った。以後、最晩年のエンゲルスは、減退する視力、そして困難な病と闘った。「ほとんど仕事ができなくさせる、多くの苦痛と習慣的不眠を伴う不快な頸部リンパ腺腫瘍」の正体は喉頭癌であった。
6月前半、エンゲルスは海風で苦痛を癒したいと考えて、ドーバー海峡に面した保養地イーストボーンに赴いた。海辺の保養地での療養生活にエンゲルスは喜んだが、癌の進行から苦痛は日々増して激痛となっていった。しかし、エンゲルスは、病床にあってもユーモアを絶やさず、明晰な頭脳を保ち続けた。
エンゲルスは、1895年の闘病生活中で実に75通の手紙を書き、政治事件の分析を行い、友人や戦友たちの個人的相談にも乗り、党の革命戦略を練り、助言を与えていった。さらに、残りの力を振り絞って、死後の遺産分割に関する取り決めを定めていった。エンゲルスは相続人をマルクスの娘ラウラとエレノア、故人となった長女ジェニーの子供たち、そして、家政婦のヘレーネ・デムートを遺産相続人に指名した。また、家財の一部をルイーゼ・カウツキーに贈与するとともに、メアリーとリディアの姪パンプス（メアリー・エリン・ロッシャー）に対しても遺産金を提供した。さらに、エンゲルスは莫大な遺産の一部1000ポンドをドイツ社会民主党の選挙資金のために提供することを定めた。エンゲルスはベーベルに「諸君が遺産を受け取ったら、それをプロイセン人につかみとられないように、とくに気をつけたまえ。そして、諸君がこの問題について決議したら、上等のワイン一瓶でもそのために飲んで、こうして私を思い出してくれたまえ」と語った。エンゲルスは、マルクスの通信文と書簡のすべての所有権をエレノア・マルクス・エイヴリングに委ねた。自分の文献と命令書の遺言執行人をアウグスト・ベーベル、エドュアルト・ベルンシュタインを指名、エンゲルスが所有していた膨大な蔵書や文献をドイツ社会民主党に寄贈すると表明した。
7月23日、エンゲルスは自身の最期を悟ったのか、手術による回復を確信したのか、ラウラ・ラファルグに宛てた最後の手紙でこう語った。
ちょうどこの手紙を書いていた時、オーストリアの社会主義者ヴィクトル・アドラーがエンゲルスを訪ねていた。8月を過ぎるころには、声を出しての会話が困難になり、石板を使って対話をせざるを得なくなった最中にも、エンゲルスはなお、ユーモアと労働者階級に対する楽観的な展望を石板上に言葉として書き記すことによって、むしろ来客を勇気づけた。エンゲルスは病床にあったが、まだ面会する体力を保っており、アドラーに伴われてロンドンの自宅に戻っている。アドラーはエンゲルスの病状をドイツのベーベルに報告した。1895年8月5日、ベーベルはヴィルヘルム・リープクネヒトにこう伝えている。
しかし、まさにこの1895年8月5日にはエンゲルスは意識不明の危篤状態となっていた。22時30分ごろ、エンゲルスの脈は途切れてロンドンで死去。国際労働運動はその偉大な理論家であり闘士を失った。『資本論』第3巻をようやく仕上げて約1年後のことであった。
エンゲルスの葬儀は、1895年8月10日、ウォータールーにあったロンドン・ネクロポリス鉄道駅内の合室で、ごく近い者でのみ執り行われた。エリノア・マルクス、エドワード・エイヴリング、ヴィルヘルム・リープクネヒト、アウグスト・ベーベル、エドゥアルト・ベルンシュタイン、カール・カウツキー、ポール・ラファルグ、フリードリヒ・レスナー、サミュエル・ムーアといった各国の社会主義指導者たちと近親者、およそ20名程度で営まれた。花輪と生花に飾り付けられた特別列車が、エンゲルスの棺を乗せてウェストミンスター駅を発車。棺をワーキングの火葬場へと運び、火葬に付された。その遺灰は、エンゲルスの遺言により、イギリス南部のドーバー海峡に面する風光明媚な彼のお気に入りの地イーストボーンの沖合いに散骨された。8月27日、荒天のドーバーであった。

## 主な著作

### 生前刊の著書
- 『ヴッパータールだより』(ドイツ語: Briefe aus dem Wuppertal,1839)
- 「シェリングと啓示」（ドイツ語: Schelling und die Offenbarung- Kritik des neuesten Reaktionsversuchs gegen die freie Philosophie,1842）
- 「キリストの内なる哲学者シェリング」（ドイツ語: Schelling der Philosoph in Christo, oder die Verklärung der Weltweisheit zur Gottesweisheit,1842）
- 「国民経済学批判大綱」『独仏年誌』（ドイツ語: ''Umrisse zu einer Kritik der Nationalökonomie,1844）
- 『イングランドにおける労働者階級の状態』(ドイツ語: Die Lage der arbeitenden Klasse in England,1845)
- 『聖家族 批判的批判の批判―ブルーノ・バウアーとその伴侶を駁す』（マルクスとの共著）(ドイツ語: Die heilige Familie, oder Kritik der Kritischen Kritik. Gegen Bruno Bauer & Consorten, (mit Marx) 1845)
- 『ドイツ・イデオロギー』（マルクスとの共著）(ドイツ語: Die deutsche Ideologie, (mit Marx) 1845)
- 『共産主義の原理』(ドイツ語: Grundsätze des Kommunismus,1847)
- 『共産党宣言』（マルクスとの共著）(ドイツ語: Manifest der Kommunistischen Partei, 1848)
- 『ドイツ農民戦争』(ドイツ語: Der deutsche Bauernkrieg, 1850)
- 『ドイツにおける革命と反革命』(ドイツ語: Revolution und Konterrevolution in Deutschland, 1851-1852)
- 『自然の弁証法』(ドイツ語: Dialektik der Natur,1873-1886)
- 『反デューリング論（オイゲン・デューリング氏の科学の変革）』(ドイツ語: Anti-Dühring, Herrn Eugen Dühringś Umwälzung der Wissenschaft. Philosophie, politische Oekonomie, Sozialismus, 1878)
- 『空想より科学へ』(ドイツ語: Die Entwicklung des Sozialismus von der Utopie zur Wissenschaft, 1880)
- 『家族・私有財産・国家の起源』(ドイツ語: Der Ursprung der Familie, des Privateigenthums und des Staats, 1884)
- 『資本論第二巻』（エンゲルス編集）(ドイツ語: Das Kapital, Kritik der politischen Ökonomie, Band 2, 1885)
- 『フォイエルバッハ論（ルートヴィッヒ・フォイエルバッハとドイツ古典哲学の終結）』(ドイツ語: Ludwig Feuerbach und der Ausgang der klassischen deutschen Philosophie, 1886)
- 『資本論第三巻』（エンゲルス編集）(ドイツ語: Das Kapital, Kritik der politischen Ökonomie Band 3, 1894)